# 食堂車
食堂車（しょくどうしゃ）とは、鉄道の客車（鉄道車両）の一種。広義には車内に調理を含む供食設備を設置する車両であることから本項ではビュッフェ車などについて、また日本国内とそれ以外の各国についてはそれぞれ分けて解説を行う。

## 概要
多くの場合は、車両全体が給食設備によって占められ客席と調理室を備える。豪華列車のステータスと見なされる場合もあり、特に第二次世界大戦前においては、国内外の長距離列車には必ずと言ってよいほど連結されていた。優等列車でも運転時間の短いものでは連結されない、または、連結されていても営業されないことが多く、一方で長距離普通列車に連結されることもある。
21世紀の現代は、航空機やバスなどの発達による鉄道の地位低下や長距離を短時間で結ぶ高速鉄道の普及、食形態の多様化により、国を問わず連結する列車は減少する傾向にある。

## 日本の食堂車

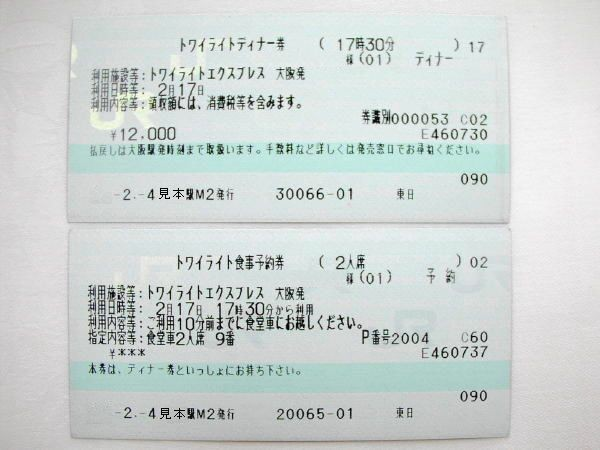
「トワイライトエクスプレス」
ディナー券・食事予約券（テーブル予約券）

調理設備を備えた食堂車は時代とともに数を減らし、2000年に東海道・山陽新幹線「グランドひかり」での営業終了により乗客が予約なしで気軽に出向き注文をする形態が消滅した。以降、事前にみどりの窓口や旅行会社などでディナー券・食事予約券を予約購入する完全予約制の夕食時間帯を除いた本州対北海道間の寝台特急で残存していたが、こちらも2016年までに全廃された。
現在でも観光列車などに食堂車自体は存在するが、食堂車を連結し常時営業している列車は存在せず、ツアーによるパッケージも含めて乗車前に食事の予約が必要である。ただし、あらかじめ車外で調理されたものを電子レンジで加熱するなどした軽食を提供するビュフェ・カフェテリアの形態は、JR東日本の「サフィール踊り子」や、近鉄の「しまかぜ」などでわずかながら存在する。
2013年には、JR九州ではクルーズトレイン「ななつ星 in 九州」運行開始にあたり、食堂車を新製した。日本の鉄道史で食堂車の新造は14年ぶりである。また同列車と前後して、JR東日本の「TOHOKU EMOTION」や肥薩おれんじ鉄道の「おれんじ食堂」など、風光明媚なローカル線の車窓と食事を楽しむことを目的にした『レストラン列車』が各地で運行を開始するようになった。
他にも、調理室は設置しないが完全予約制として調理済み食品を搬入することで供食サービスを実施する『観光列車』が、JR東日本「きらきらうえつ」「越乃Shu*Kura」・しなの鉄道「ろくもん」のほか広島電鉄・樽見鉄道・養老鉄道・長良川鉄道・三陸鉄道・えちごトキめき鉄道・道南いさりび鉄道・錦川鉄道（「清流みはらし列車」）・島原鉄道（しまてつカフェトレイン）・長野電鉄（北信濃ワインバレー列車）・山形鉄道（お寿司列車）・秋田内陸縦貫鉄道（ごっつお玉手箱列車）などで運行されている。これらの多くは主に地元産食材を使用した料理を提供するほか、有名シェフが手掛けた本格的コース料理を売りにするケースもある（ゆいレールでは臨時列車として「酒列車」を走らせることもある）。秩父鉄道では2022年、SLパレオエクスプレスでの食堂車営業の実績があった。

### 衛生管理
食堂車は市中の飲食店と同様、食品衛生法に基づく営業許可が必要であり、多くの場合は所属する車両基地や、食堂車の営業を担当する拠点を管轄する保健所から営業許可を取得する必要がある。屋号には車両の形式が入る。
特にコロナ禍を経た2021年以降は「HACCPに沿った衛生管理の義務付け」や「食中毒対策強化」が求められるようになったため、衛生面を理由とした観点からも、乗客が予約なしで食事を摂ることが可能な大衆的食堂車を多数の列車に組み込むことは困難となった。そのため、上述の『レストラン列車』『観光列車』に代表されるような、食事は事前予約制として列車外で予め調理・盛り付けした上で提供する（場合によっては車内で温める場合もあり）という形態（平たく言えば「弁当」や「機内食」のようなもの）が増加している。

### 現況
2025年1月時点で食堂車（軽食も含む）を連結する列車、または調理設備はないが予約制で食事を提供するレストラン列車（運休中も含む）は、以下の通り。

#### JR東日本

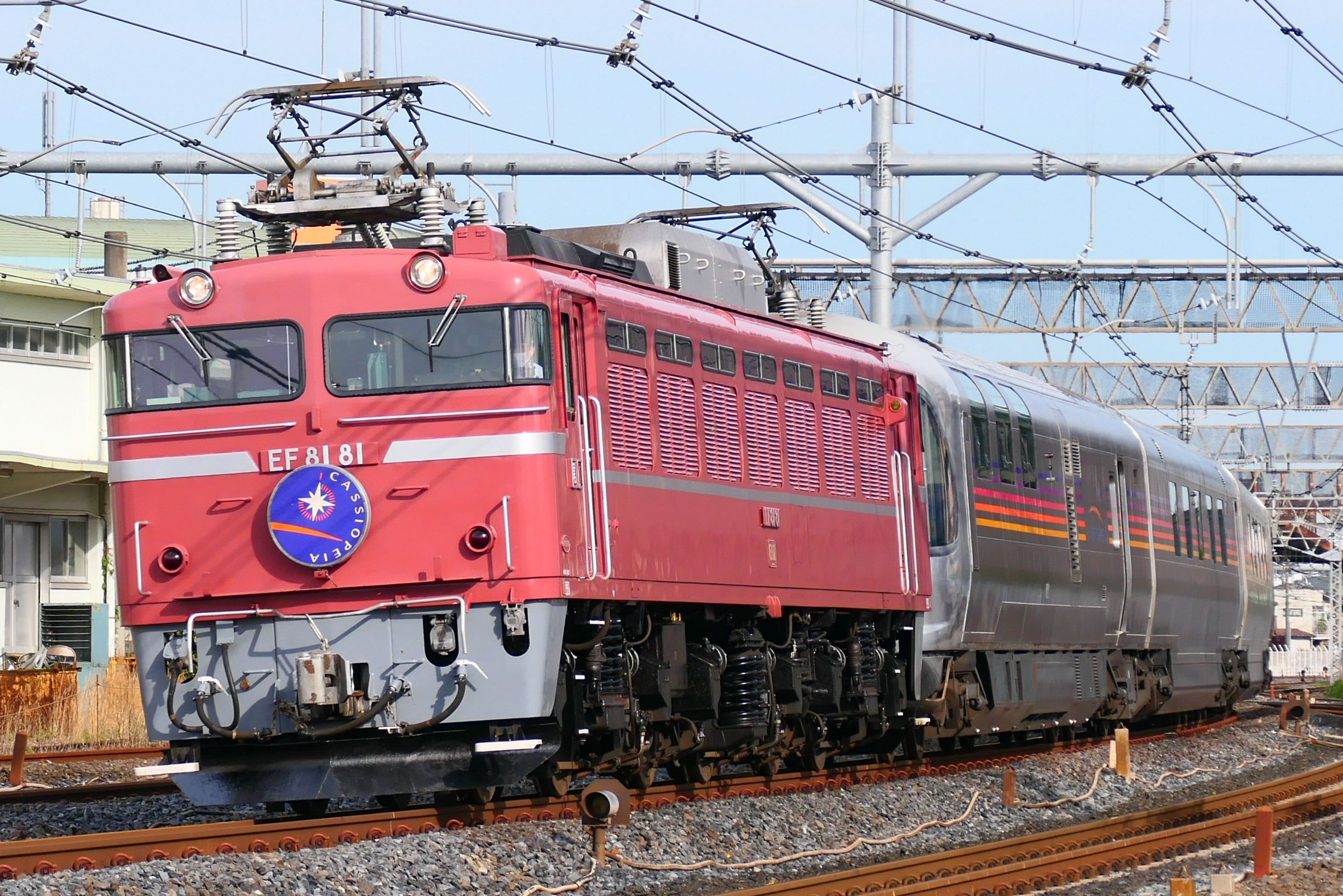
カシオペア紀行

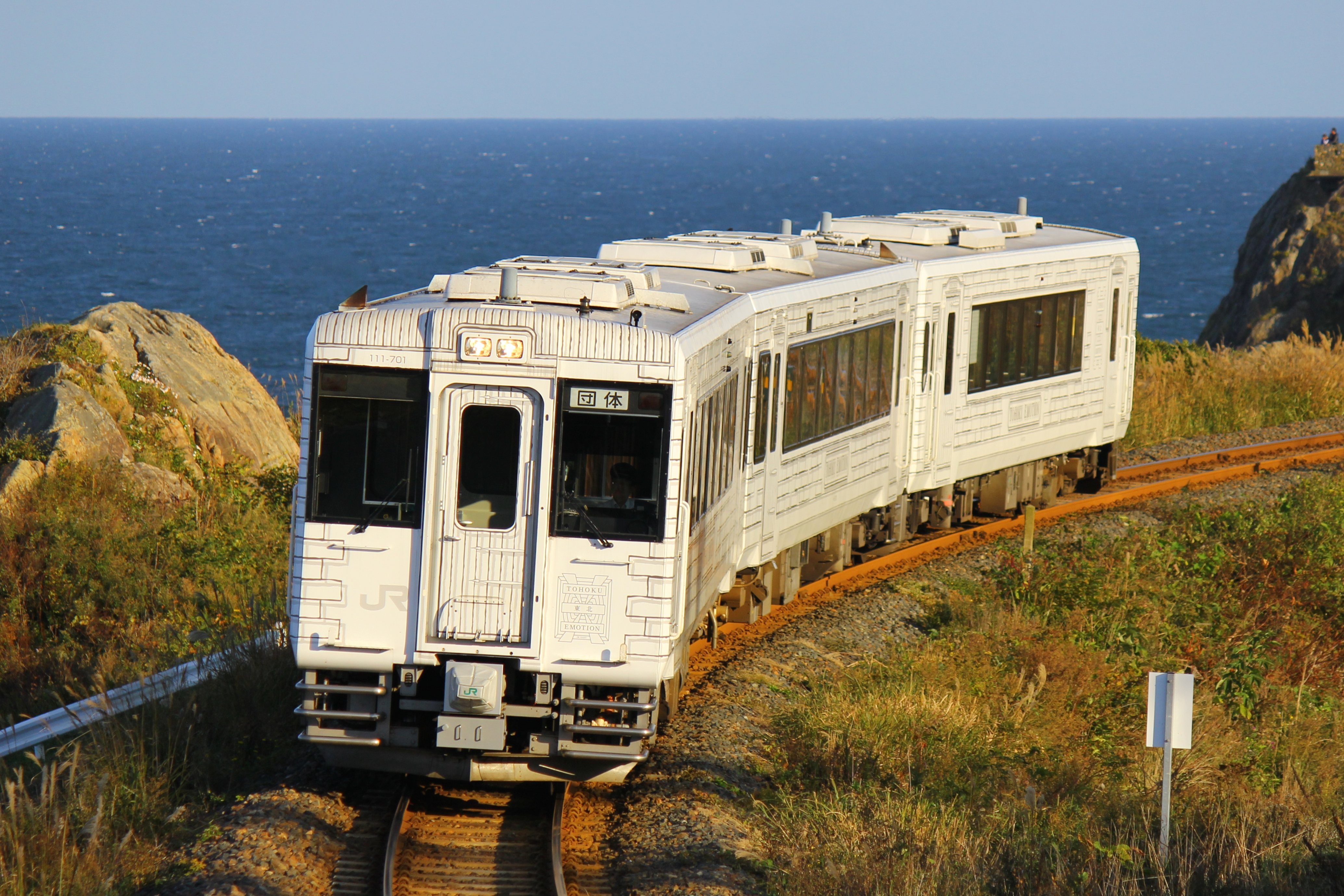
TOHOKU EMOTION

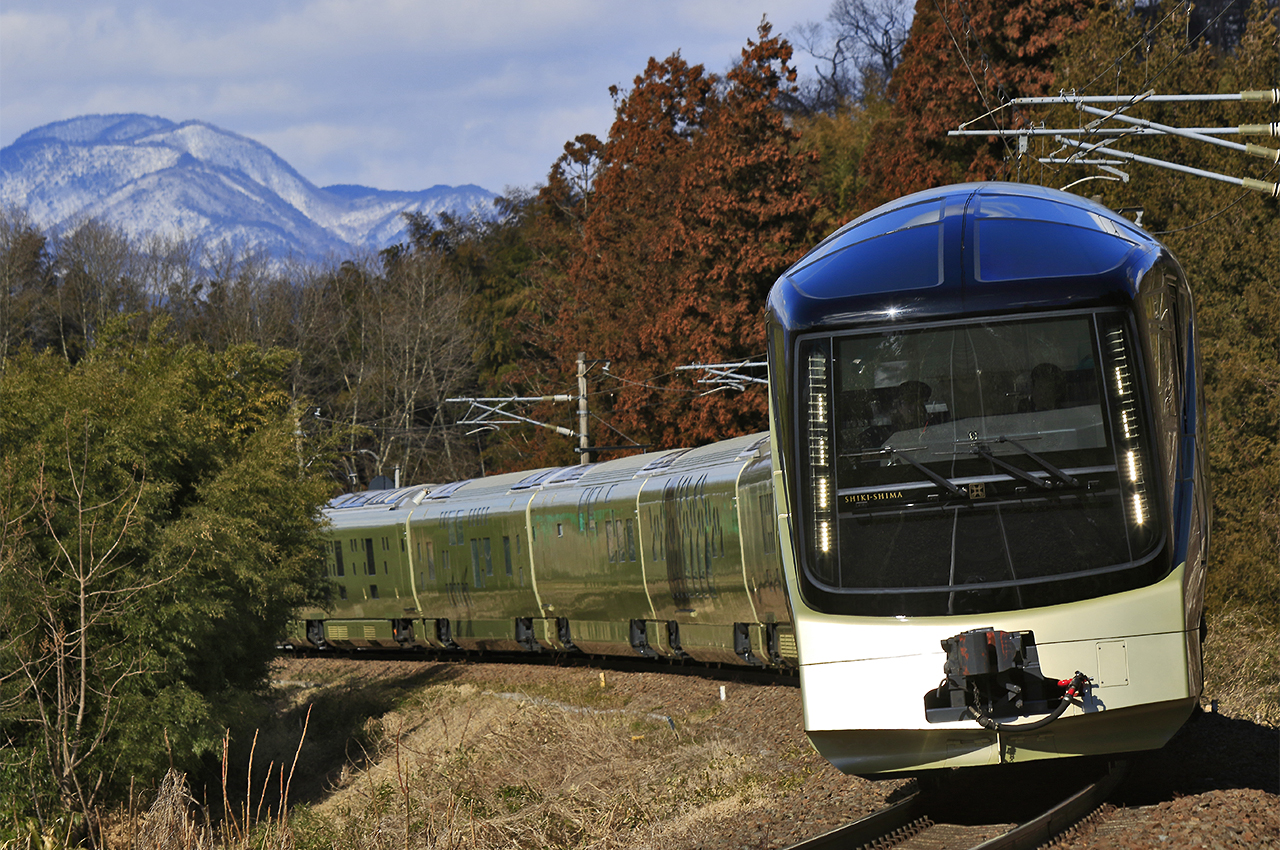
TRAIN SUITE 四季島

「カシオペア紀行」
かつて、本州と北海道とを結ぶ寝台特急として運行された「カシオペア」で使用されたE26系客車を使用したクルーズトレイン。全個室とも旅行商品（パッケージツアー）として発売しており、団体専用列車としての運行のため市販の時刻表には列車の記載がない。「カシオペア」廃止後も「カシオペアクルーズ」としてJR東日本管内のみならず北海道にも乗り入れて運行されたが、後述する「TRAIN SUITE 四季島」が登場後はクルーズトレインとしての役目はそちらに譲ったため、現在は北海道には乗り入れず、全て「カシオペア紀行」としてJR東日本管内のみで運行されている。食事は基本的に事前積み込みによる特製弁当の提供でありいわゆる「部屋食」となるが、3号車の食堂車もそのまま連結されており、ツアーのプランによってはダイニングカーでフランス料理や懐石御膳などを提供するコースも設定されている。
「TOHOKU EMOTION」
キハ110系気動車3両を種車に郡山総合車両センターで改造した「新しい東北を発見・体験」することにこだわったジョイフルトレインに分類されるレストラン列車である。
座席車2両と食堂車1両の計3両で編成を組成され、ライブキッチンスペースを持つ2号車がキクシ112-701とされた。
- キハ111-2+キハ112-2+キハ110-105→キハ111-701+キクシ112-701+キハ110-701

2013年9月より列車全体を「移動するレストラン」として八戸線八戸 - 久慈間1日1往復、久慈行（往路）をランチタイムメニューで八戸行（復路）をティータイムメニューで運転する。全席とも旅行商品として発売しており、団体専用列車としての運行のため市販の時刻表には列車の記載がない
「TRAIN SUITE 四季島」
2017年5月1日より運行開始。JR東日本のほか一部JR北海道区間への周遊コースも設定。
専用車両による新製10両編成で6号車にダイニングカーE001-6を組成する。
「サフィール踊り子」
2020年3月14日からE261系電車を充当する東京・新宿 - 伊豆急下田間の特急列車。4号車にカフェテリアとしてサシE261形を組成。事前予約による利用を推奨。車両形式は食堂車である「サシ」を名乗っているが、市販の時刻表においてはビュフェやカフェテリアの記号の記載はない。

#### JR西日本

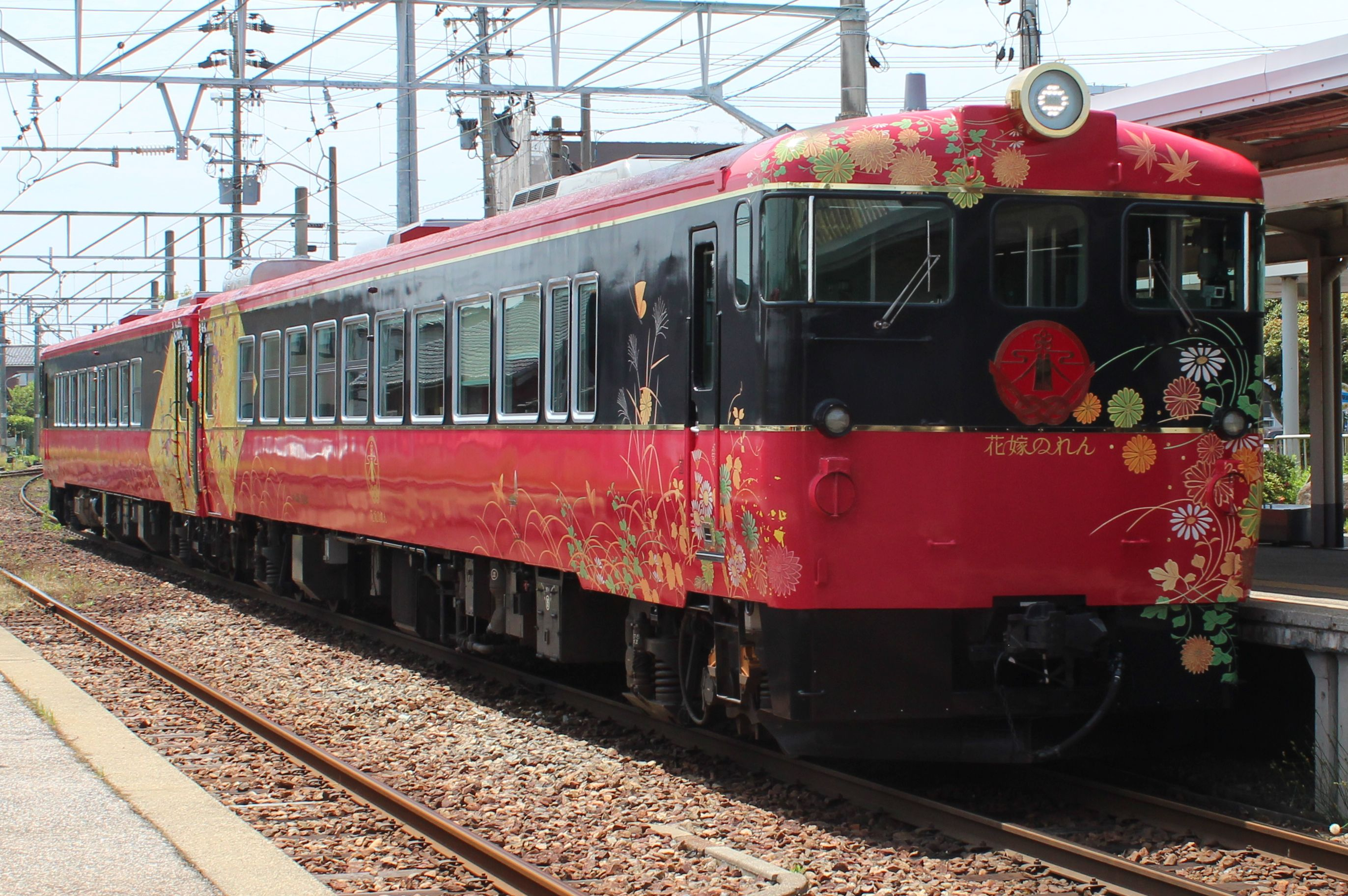
花嫁のれん

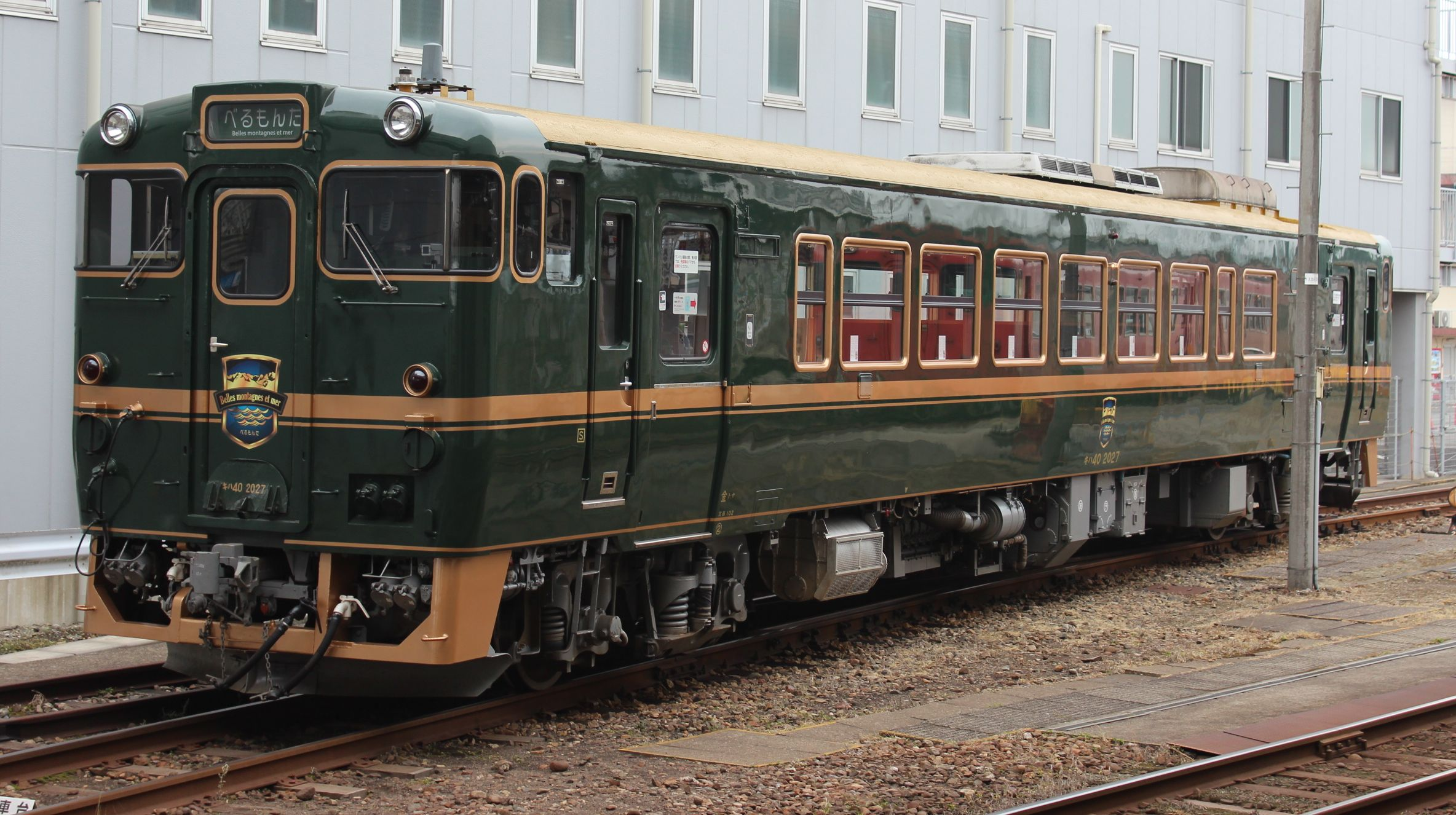
ベル・モンターニュ・エ・メール

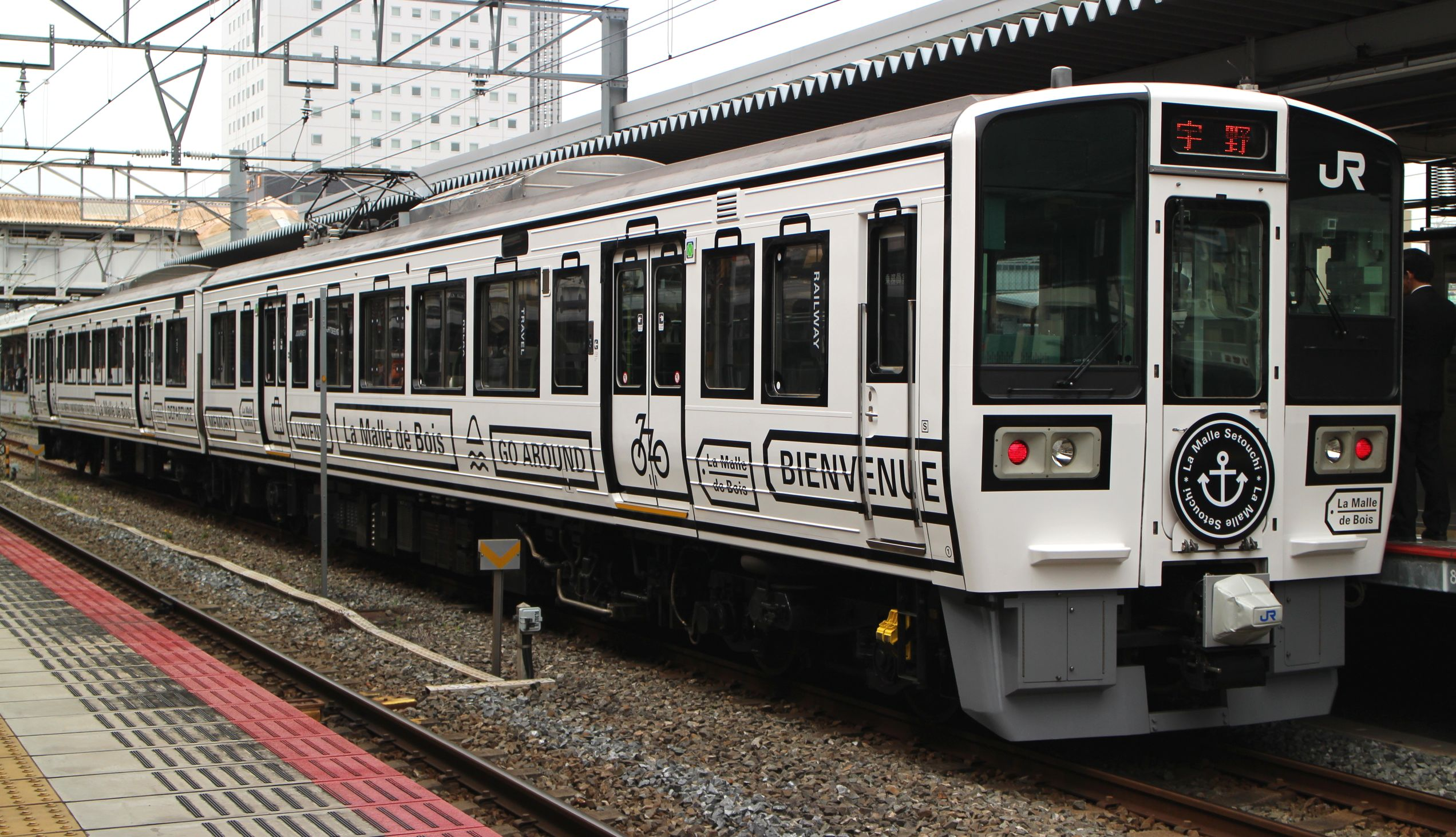
La Malle de Bois

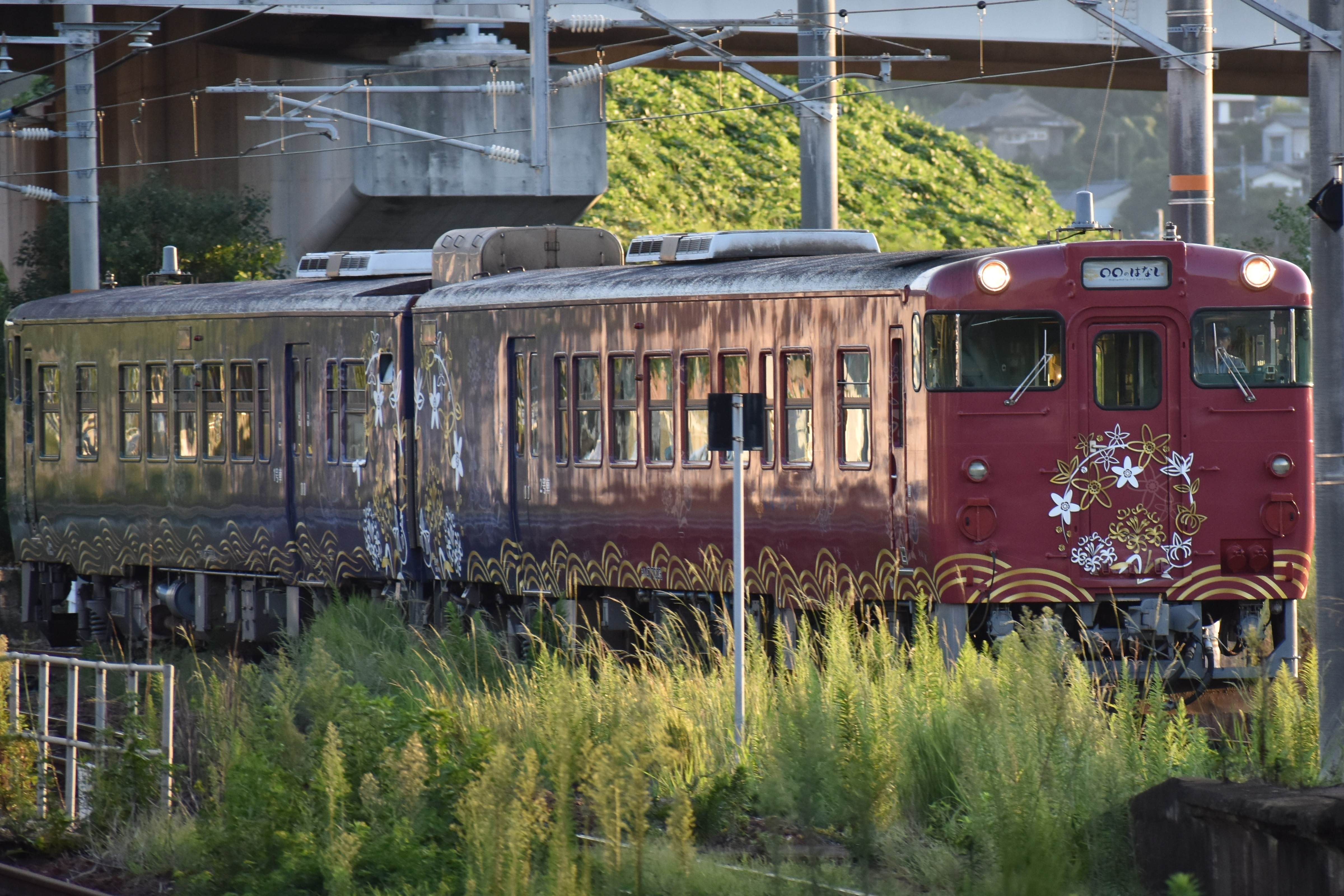
○○のはなし

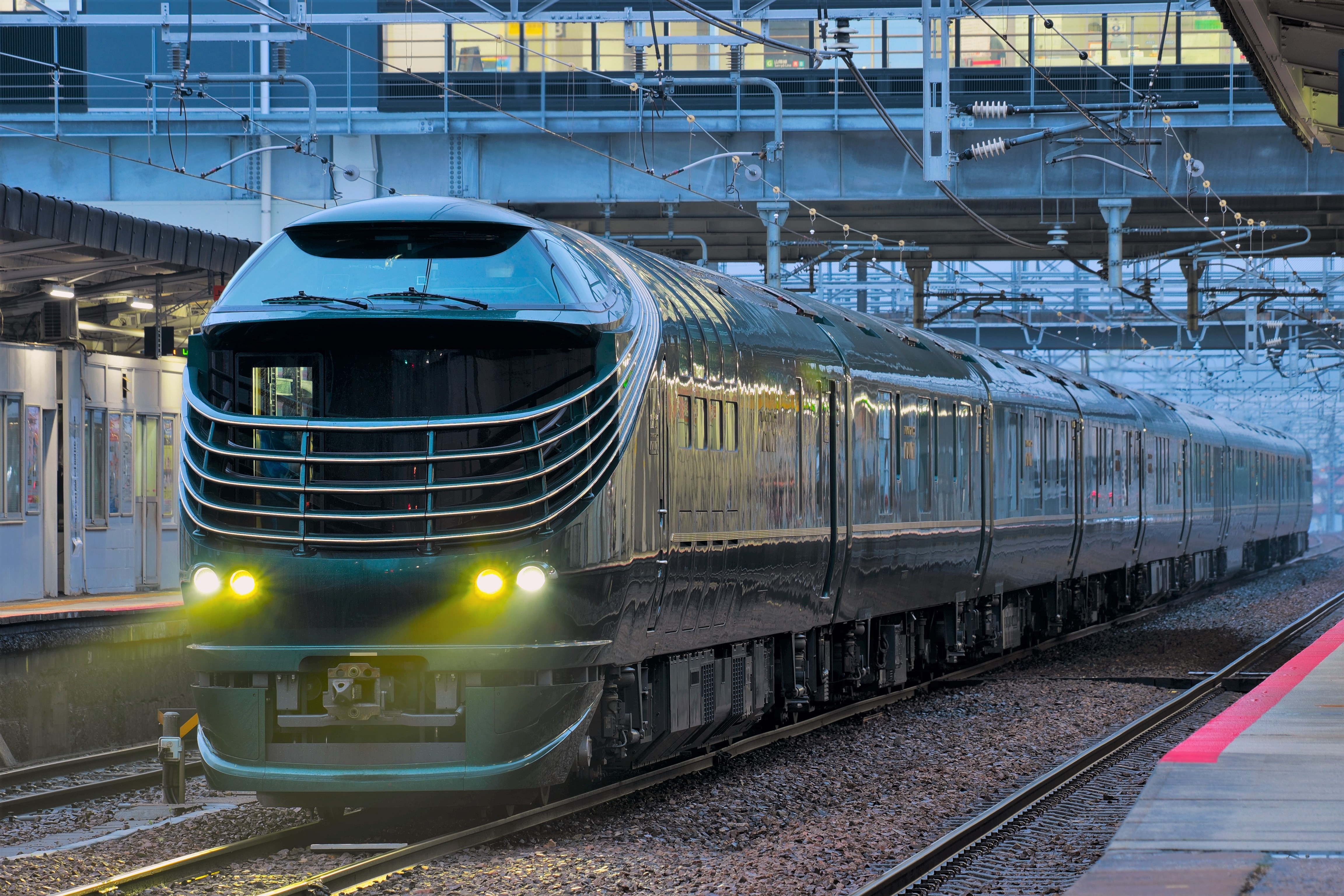
TWILIGHT EXPRESS 瑞風

「花嫁のれん」
キハ48 4+キハ48 1004を改造し、金沢 - 和倉温泉間で2015年10月3日より運行。内容は運行時間帯により異なるものの和軽食・スイーツ・地酒などが提供される。
食事は要予約で乗車券・指定席特急券と食事券を別々に購入する。食事券なしでの利用も可能。羽咋駅で乗り降りする場合は食事の利用はできない。
「ベル・モンターニュ・エ・メール（愛称：べるもんた）」
キハ40 2027を改造し新高岡・高岡 - 氷見・城端間で2015年10月10日より運行。
車内ではサービスとして、区間限定で「ぷち富山湾鮨セット」に「ほろ酔いセット」もしくは地酒の「飲み比べセット」が提供される。いずれも1ヶ月前から3日前までに着地型ツアーサイト「VISIT富山県」での予約が必要となるが、当日車内で販売する場合もある。食事なしでの乗車も可能だが、全車普通車指定席である。

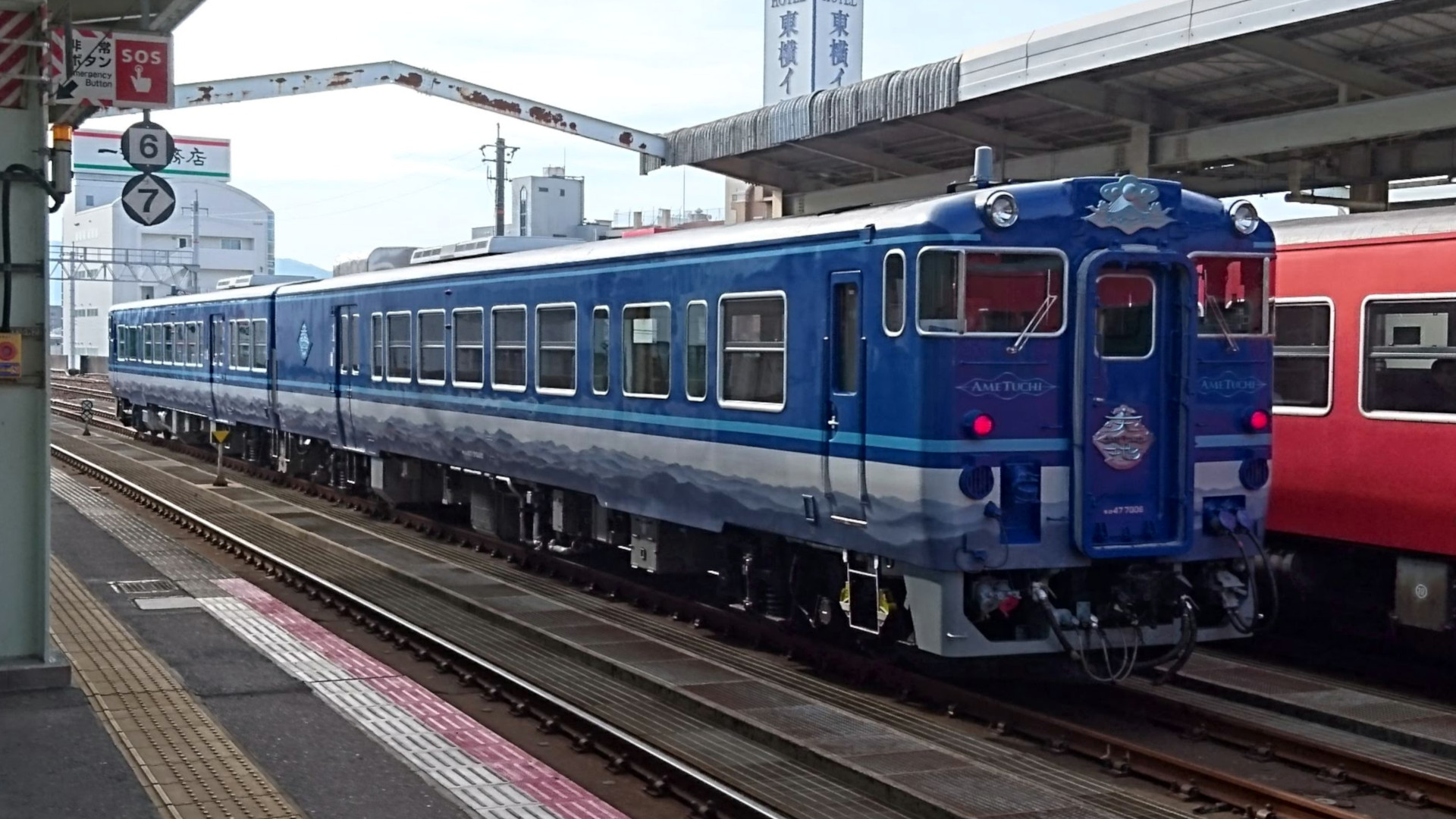
あめつち

「あめつち」
キロ47 7005とキロ47 7006を使用。鳥取 - 出雲市間で2018年7月1日より運行。下り列車（鳥取→出雲市）では、「天地御膳 世明（よあけ）」・「大江ノ郷（おおえのさと）スイーツセット」が、上り列車（出雲市→鳥取)では、「山陰の酒と肴（さかな）」・「松江の和菓子詰合せ」が提供される。いずれも1ヶ月前から4日前までに、日本旅行またはそれぞれの製造元への予約が必要。食事なしでの乗車も可能だが、全車グリーン車指定席であるため青春18きっぷでは乗車は不可。
「ラ・マル・ド・ボァ」
クモハ213 4とクハ212 4を改造したクモロ213 7004とクロ212 7004を使用。2016年4月9日より運行。岡山 - 宇野・尾道・琴平間で運行される。車内販売カウンターで、地ビールやリキュールなどのアルコール類やソフトドリンク類に加え、数量限定で「岡山ばら寿司旅の小箱」ならびに「旅するせとうちスイーツBOX」が提供される。なお後者については要予約制で、乗車の1ヶ月前から2日前までにJR西日本･JR四国の主要駅のみどりの窓口で引換券の購入が必要となる。食事なしでの乗車も可能だが、全車グリーン車指定席であるため青春18きっぷでは乗車は不可。
「○○のはなし」
キハ47 1107・46 を改造したキハ47 7003・7004使用（「みすゞ潮彩」より再改造。）新下関 - 東萩間で2017年8月5日より運行。上り列車（新下関→東萩）では「夢のはなし弁当」もしくは「長門おとずれ弁当」が、下り列車（東萩→新下関)では「萩のおつまみセット」ならびに「萩のスイーツセット」が提供される。いずれも乗車の1ヶ月前から3日前までにそれぞれの販売元へ予約が必要。その他、販売カウンターで地酒・地ビールのアルコール類や特産品を使用したソフトドリンク類も提供されている。食事なしでの乗車も可能だが、全車普通車指定席である。
「TWILIGHT EXPRESS 瑞風」
かつて、本州と北海道とを結ぶ寝台特急として運行された「トワイライトエクスプレス」の名を受け継いだ、クルーズトレイン。全個室とも旅行商品として発売しており、団体専用列車としての運行のため市販の時刻表には列車の記載がない。なお、「トワイライトエクスプレス」とは異なり、JR西日本管内のみで運行されている。2017年6月17日運行開始。
専用車両による10両編成で、6号車に食堂車キシ86-1を組成。なお、現在は新型コロナウイルス感染症対策として、食事は原則として各個室へ直接デリバリーして提供している。

#### JR四国
以下の3列車が運行されている。いずれも食事は予約制ため食事なしでの乗車も可能だが、全車グリーン車指定席のため乗車券のほか、特急券と特急列車用指定席グリーン券が必要となり、青春18きっぷでは乗車は不可。

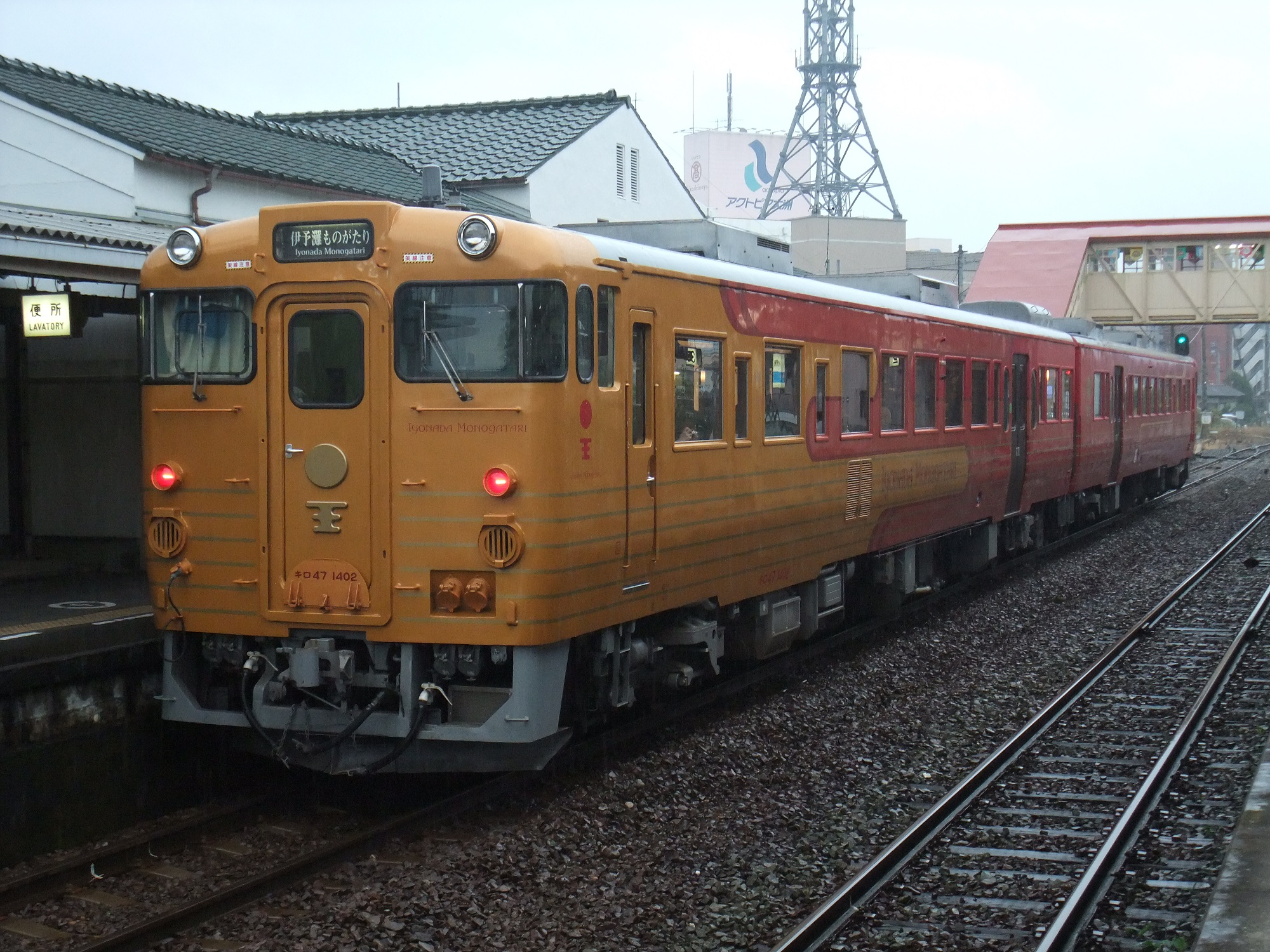
伊予灘ものがたり（初代車両）

「伊予灘ものがたり」
2014年7月より予讃線松山 - 伊予大洲・八幡浜間で運行。食事は事前予約のデリバリーかオードブルで車内での調理は行わないため車両形式には食堂車を表す「シ」は付かない。初代車両として使用されたキロ47形は2021年12月をもって運行終了、キハ185系を改造した車両が2代目として整備された。2代目車両には3号車にサービスギャレーが設置されたことで初代ではできなかった「温かい料理」の提供が可能になったと報じられている。2代目車両は2022年4月2日より運行を開始している
- （初代）キハ47 501+キハ47 1501→キロ47 1401+キロ47 1402
- （2代）キハ185 1401+キロ186 1402+キロ185 1403

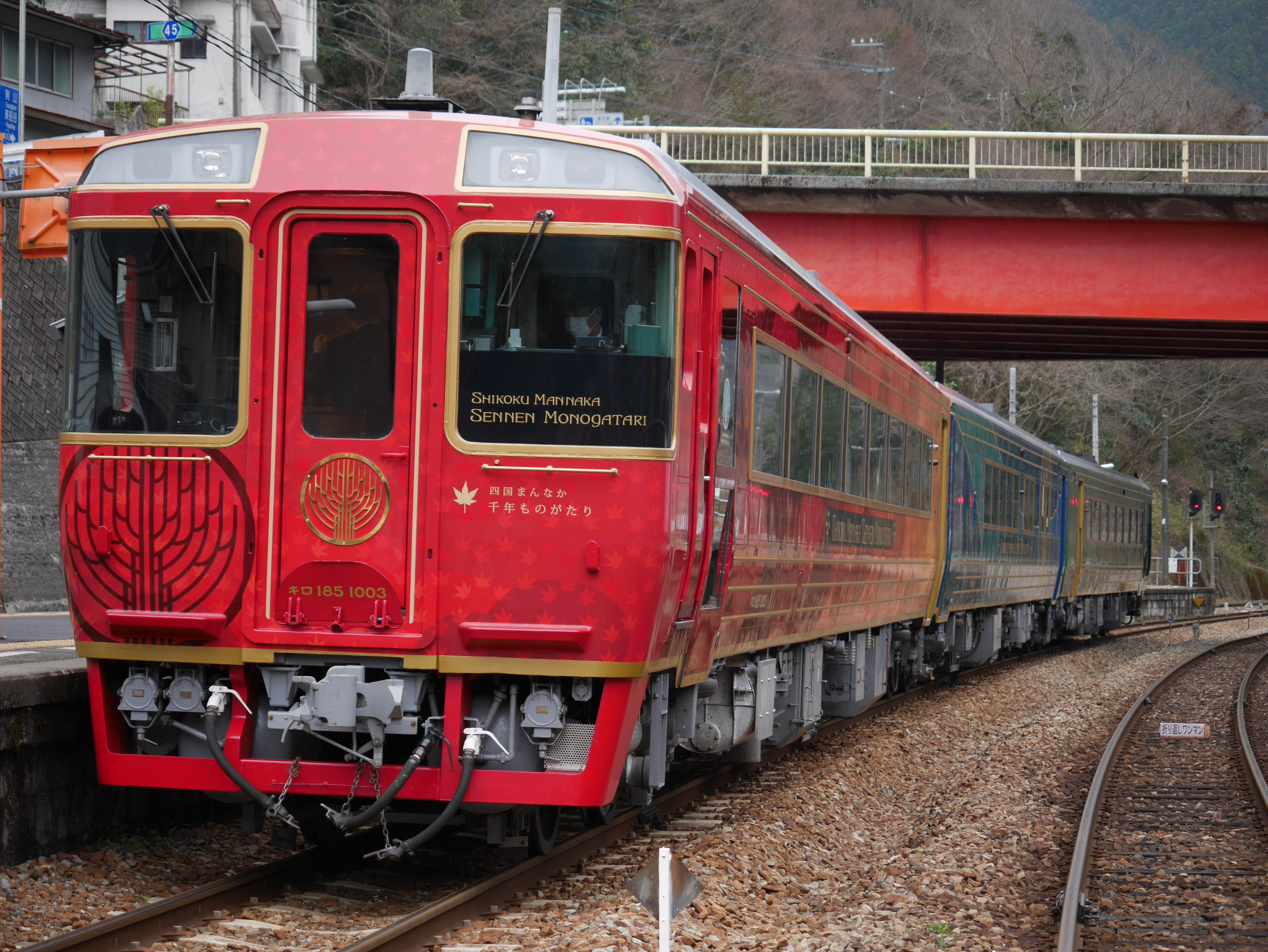
四国まんなか千年ものがたり

「四国まんなか千年ものがたり」
2017年4月1日より土讃線多度津 - 大歩危駅間で運行。食事は事前予約のデリバリーのみで車内での調理は行わないため車両形式はキロ185形・キロ186形である。大歩危行きは「そらの郷紀行」としてさぬきこだわり食材の洋風料理を、多度津行きは「しあわせの郷紀行」としておとなの遊山箱を、それぞれ提供する。2号車にはダイニングカウンターを設置しており、アルコール類を含むドリンクなどを販売している。
「志国土佐 時代の夜明けのものがたり」
2020年7月4日より土讃線高知 - 窪川駅間で運行。食事は事前予約のデリバリーのみで車内での調理は行わないため車両形式はキロ185形である。窪川行きは「立志の抄」として土佐の食材を使った創作洋風料理を、高知行きは「開花の抄」として高知県の食材を用いた高知家満喫“土佐流のおもてなし”コースを、それぞれ提供する。2号車にはサービスカウンターを設置している。

#### JR九州

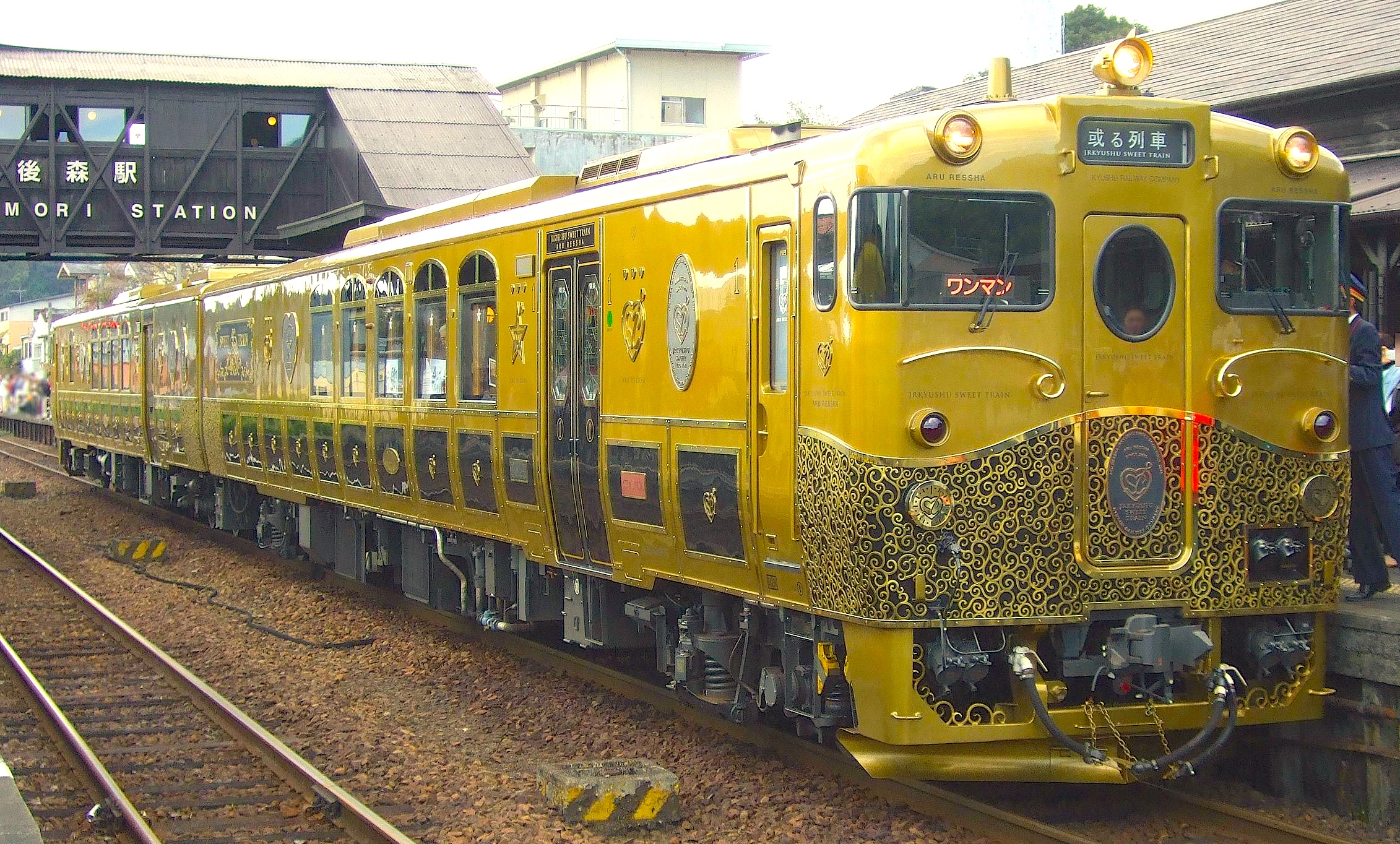
或る列車

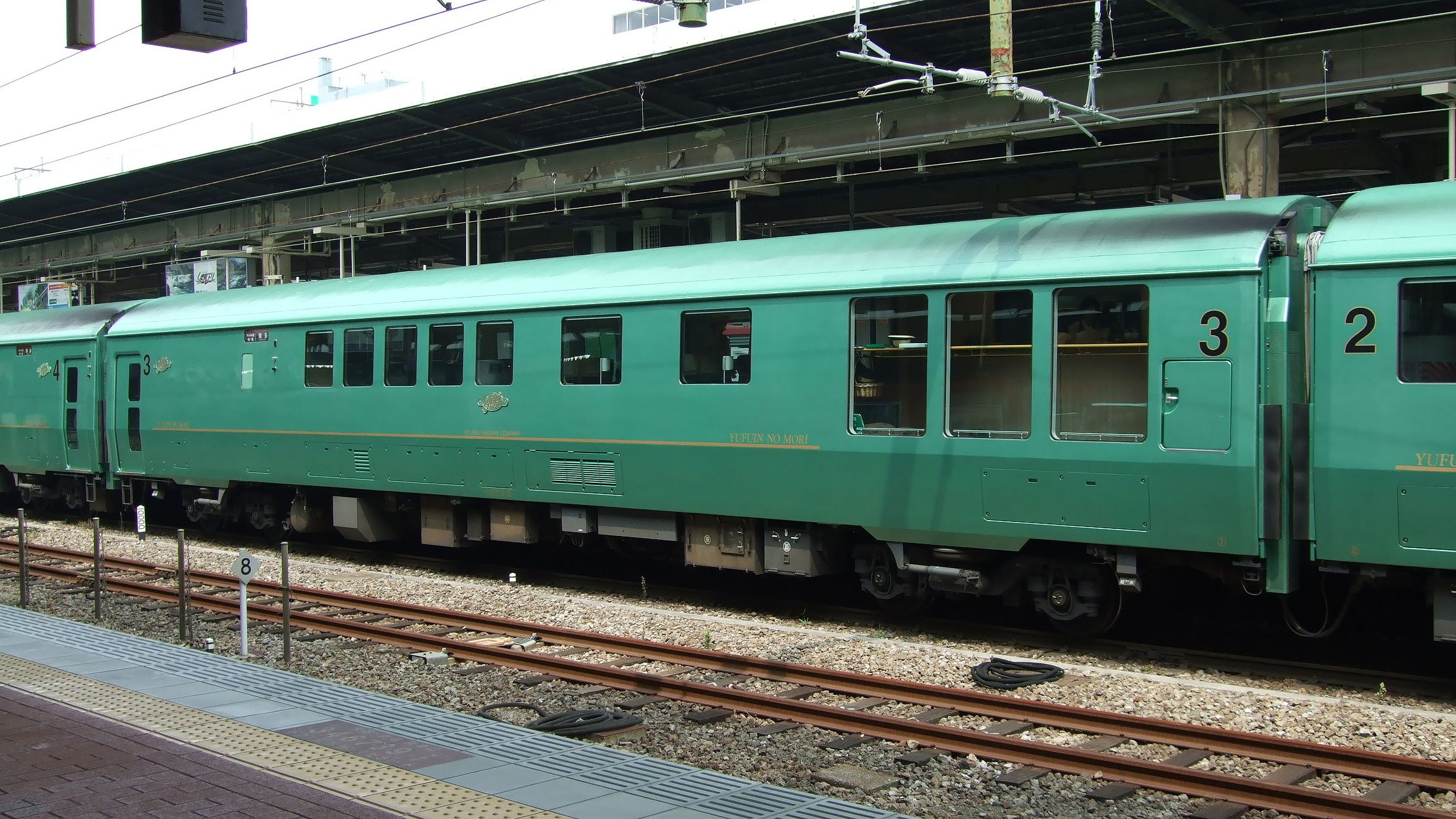
キハ72 3

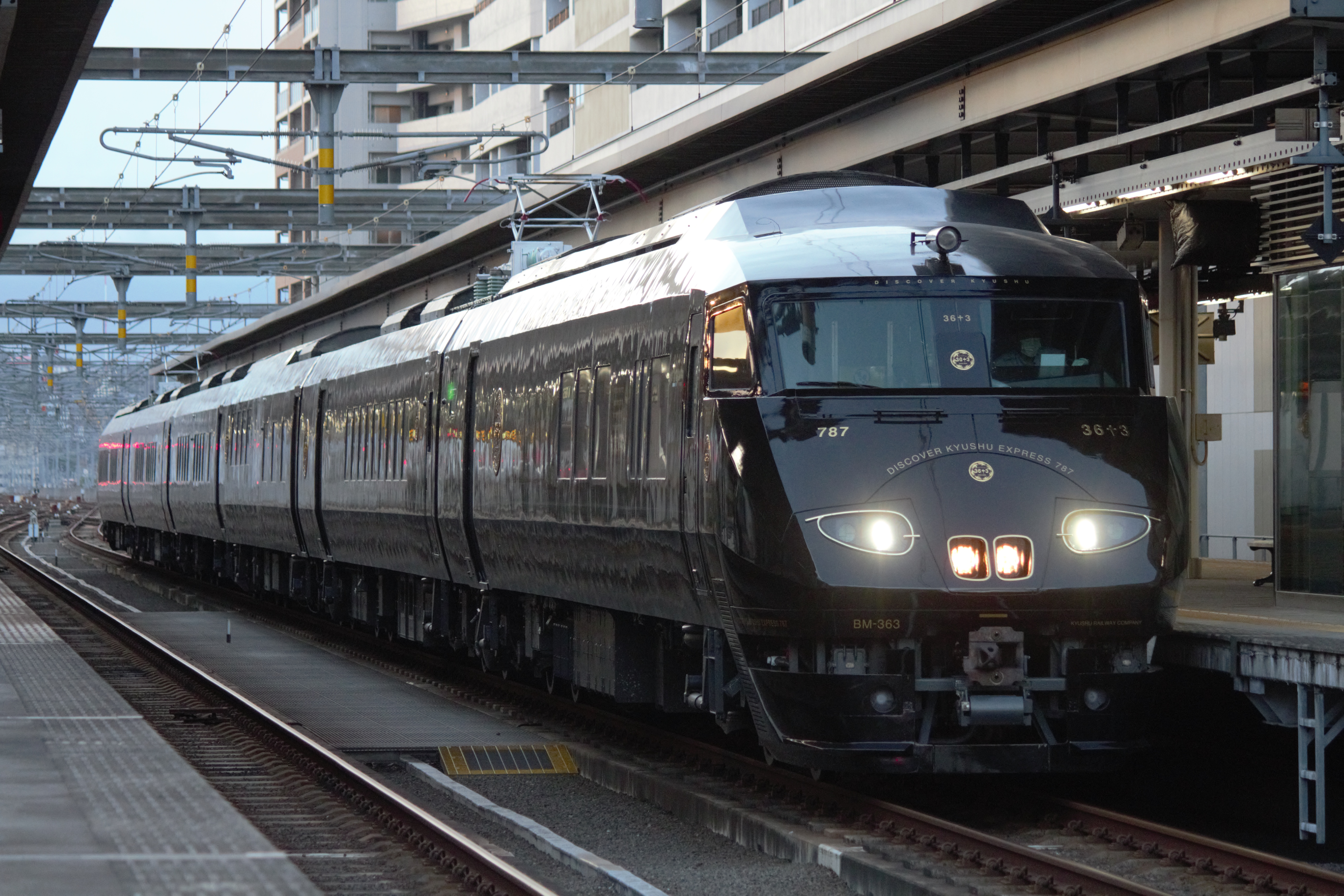
36ぷらす3

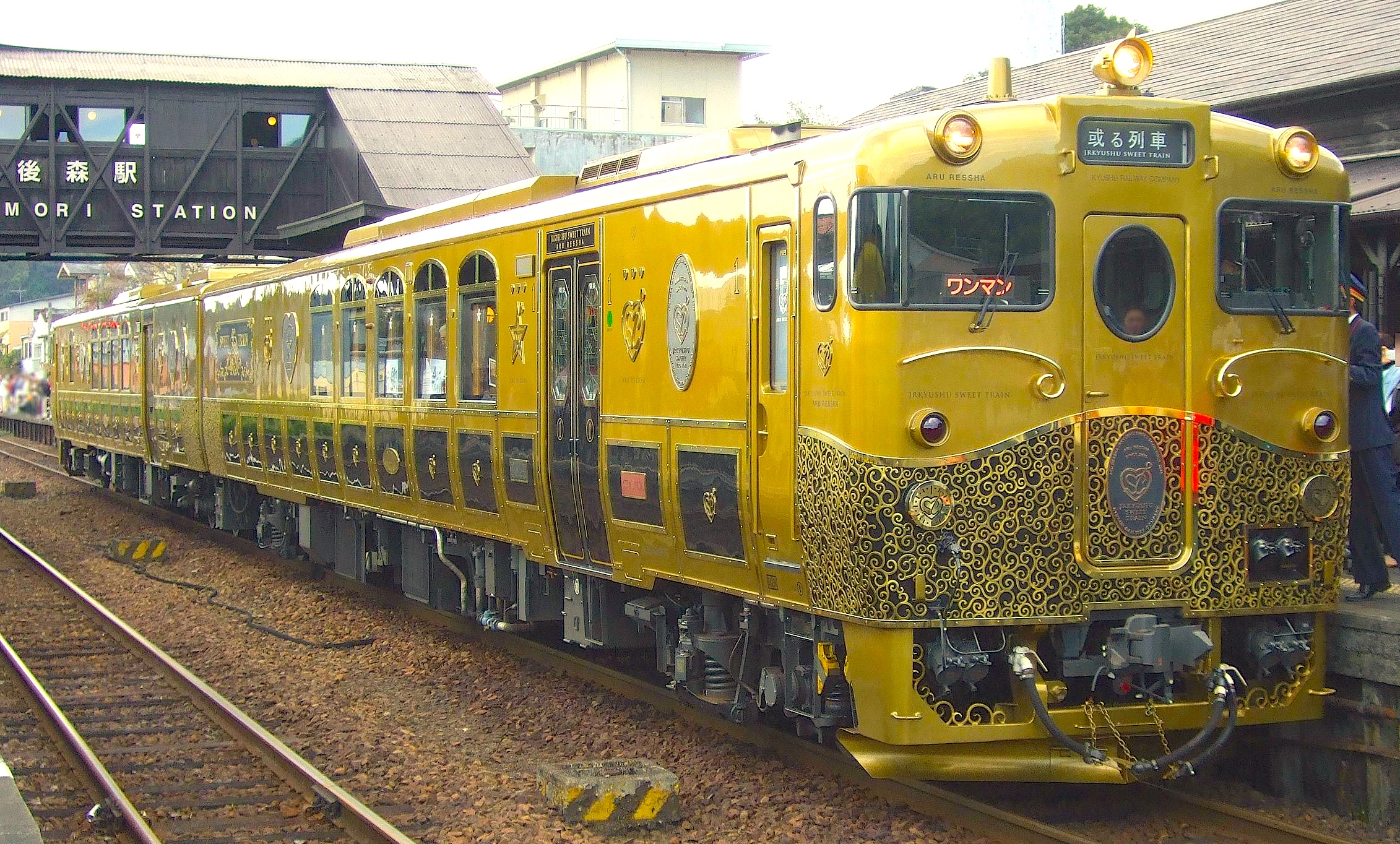
或る列車

「ななつ星 in 九州」
| マシフ77-7002 |  | マイ77-7001 |
| マシフ77-7002 |  | マイ77-7001 |

九州内の自然・食・温泉・歴史などを楽しむことを目的とした観光寝台列車（クルーズトレイン）。2号車にダイニングカー「木星」マシフ77-7002を連結するほか、1号車のラウンジカー「ブルームーン」マイ77-7001も食事時間はダイニングとして使用し、九州各地の食材を使用した郷土料理を提供する。3泊4日コースと1泊2日コースをそれぞれ週に1回ずつ運行することから以前の「トワイライトエクスプレス」同様に朝昼夕の3食を提供する。
また、朝食は「カジュアル」、昼食やティータイムはスマートカジュアル、夕食はセミフォーマルのドレスコードが適用される。
「或る列車」
JR九州の観光列車「D&S列車」第10弾で地元食材を使用したスイーツを楽しむことをコンセプトに2015年8月8日から大分 - 日田間および佐世保 - 長崎間で運行開始したレストラン列車。充当車両は2011年4月30日付でJR四国で廃車後に譲渡された元徳島運転所所属のキハ47形2両を車籍復活の上で2012年に小倉総合車両センターで改造施工により落成した。
- キハ47 176+キハ47 1505→キロシ47 9176+キロシ47 3505

また本列車には以下の人物が関与する。
- レシピ監修：成澤由浩 - レストラン『NARISAWA』（港区南青山）オーナーシェフ
- 車両原案：原信太郎 - 元コクヨ専務。著名な鉄道模型愛好家で、デザインベースとなる模型を製作。
- 車両監修：原健人 - 原信太郎の次男で原鉄道模型博物館副館長。
- デザイン・設計 - 水戸岡鋭治

利用に際してはJR九州や大手旅行会社の旅行商品としてのみ発売される。
「ゆふいんの森」
同列車に充当されるキハ71系では2号車のキハ70 1に、キハ72系では3号車のキハ72 3にビュフェを設置する。大型時刻表でもビュフェ記号は付帯するが、飲食スペースはなく、実質は売店のため、提供メニューは地ビールなどの飲料やつまみ主体であり、食事については駅弁と軽食に限られる。このため食堂車を示す車両記号シは使用されず、全室普通車のキハである。
かつては鹿児島本線特急「つばめ」と共用するカレーライスやパスタなどの食事メニューも提供していたが徐々に縮小。2010年12月31日には「あんかけ堅焼きそば」を販売する程度となり、その後は博多駅駅弁業者の寿軒廃業に関連して販売中止。九州新幹線全線開業に伴い2011年3月12日から「和風オムライス」で販売再開したが、2018年現在は「ゆふいんの森弁当」「ゆふいんわっぱ」のみが販売される。
「A列車で行こう」
| キハ185-4 |  | A-TRAIN BAR |
| キハ185-4 |  | A-TRAIN BAR |

熊本車両センター所属のキハ185-4を改造したカウンター形式バー「A-TRAIN BAR」を設置。ビールやハイボール、限定のオリジナルカクテルなどのアルコール類、ソフトドリンク、おつまみ、ドーナツなどの軽食、オリジナルグッズの土産類を取り扱っており、こちらも実質的に売店である。
「ふたつ星4047」
2号車のキシ140-4047にビュフェを設置。「ゆふいんの森」と同様に実質は売店であり弁当や軽食を販売する。
「36ぷらす3」
種車はJR九州787系電車サハ787-202（元サハシ787-2）で、ビュッフェ車に再改造され、3号車（サロシ786-363）に組み込まれた。
軽食としてミニうどんとカレーライスも提供しており、（立食となるが）ビュッフェでの食事も可能である。
「かんぱち・いちろく」
2024年（令和6年）春の「福岡・大分デスティネーションキャンペーン」に合わせて導入する観光列車（D&S列車）として、同年4月26日に運行を開始した。2023年5月に導入計画が発表され、同年10月には列車名や座席構成、サービスの一部が明らかにされている。コンセプトは「ゆふ高原線の風土をあじわう列車」。
「特急」を名乗るが座席のみでの発売はなく、食事付きの旅行商品（パッケージツアー）専用となっており、市販の『JR時刻表』などにも本列車の時刻は記載されていない。
列車名は下り列車（博多駅発）が「かんぱち」、上り列車（別府駅発）が「いちろく」である。列車名は久大本線沿線の歴史的人物に由来し、「かんぱち」は久大本線の全線開通に尽力した麻生観八から、「いちろく」は由布院への鉄道誘致に尽力した衞藤一六から取られている。

#### 西武鉄道

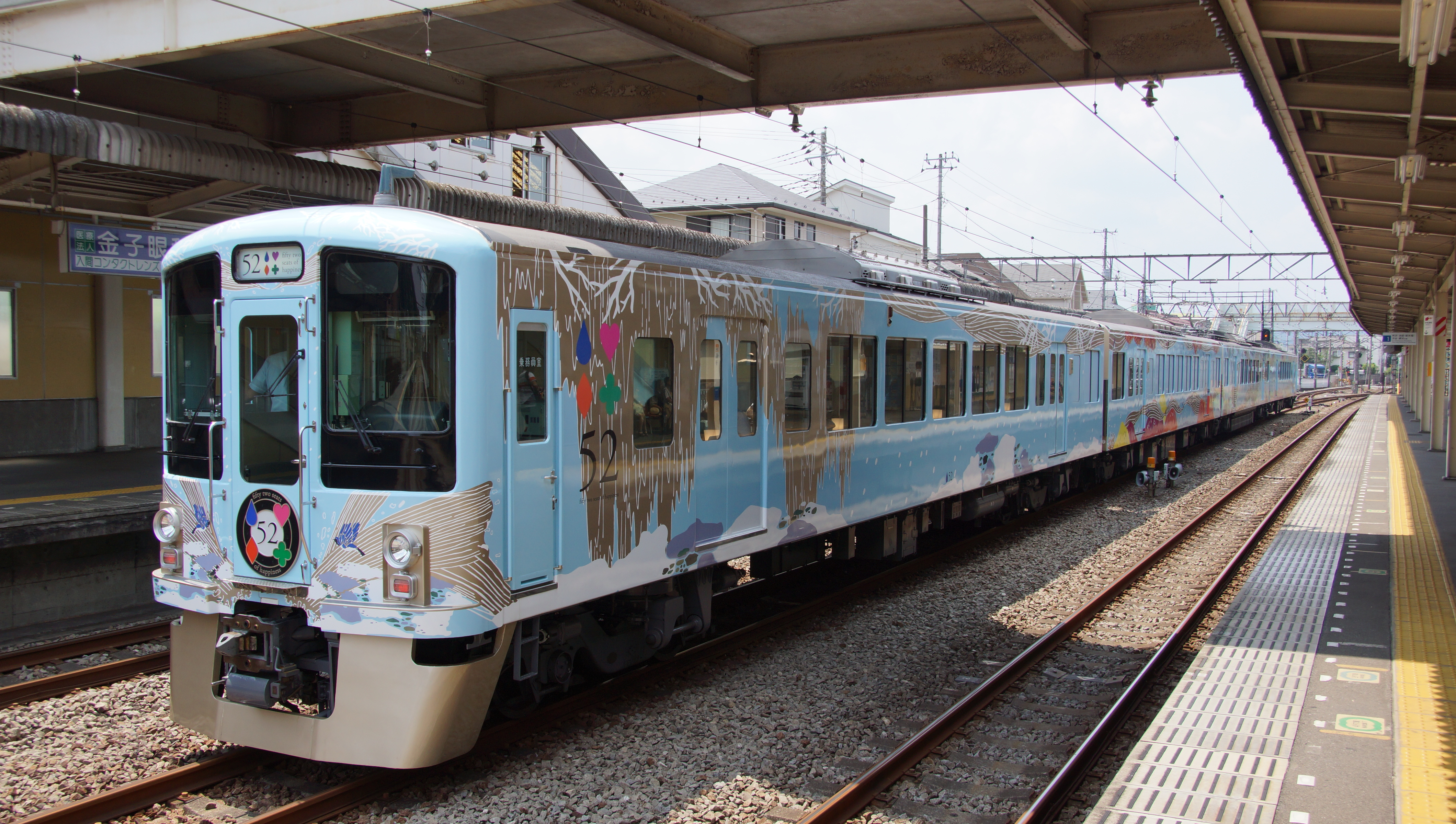
旅するレストラン 52席の至福

「旅するレストラン 52席の至福」
総合車両製作所横浜事業所で4000系4009編成を改造して、2016年4月17日より指定日に池袋 - 西武秩父間で運行する。ウェブサイトからの完全予約制で、「ブランチコース」と「ディナーコース」があり、料金・提供メニューが異なる。また、利用は2人以上のグループが前提である。
私鉄における本格的食堂車は1963年に製造された伊豆急行サシ191以来53年ぶり、大手私鉄では1924年に製造された南海電気鉄道電7系電付6形 以来92年ぶりである。

#### 近畿日本鉄道

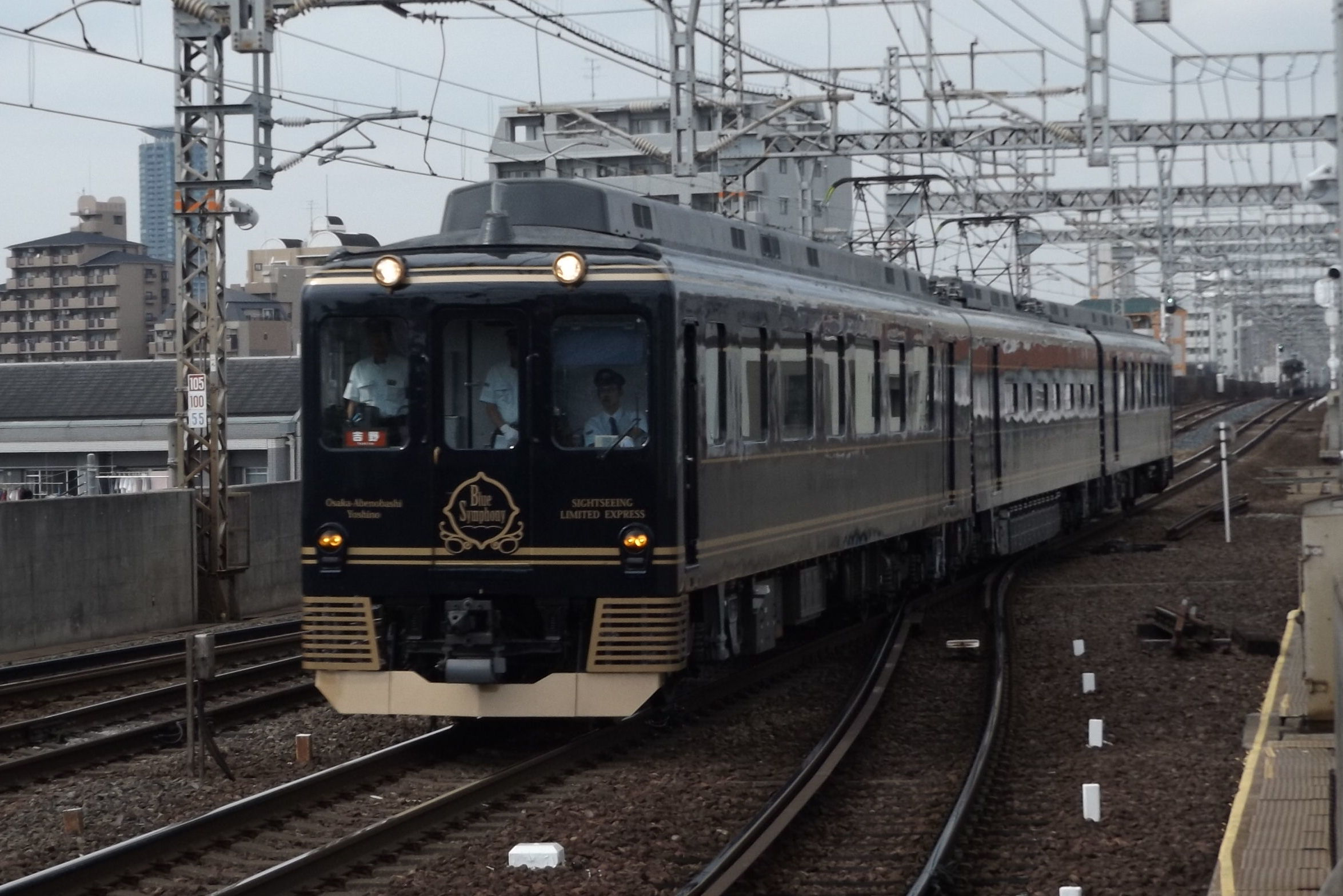
近鉄16200系「青の交響曲」

「しまかぜ」

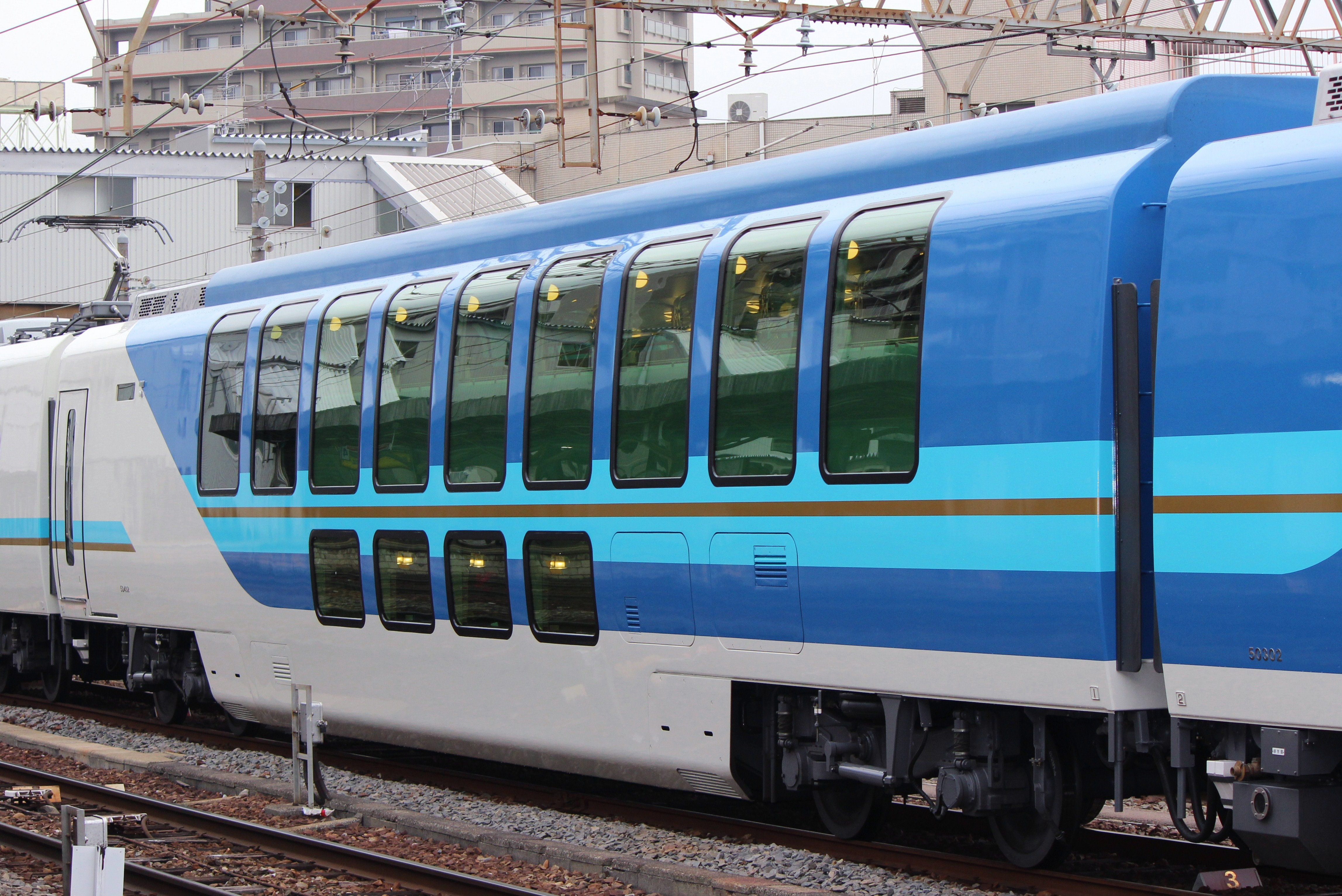
近鉄サ50400形
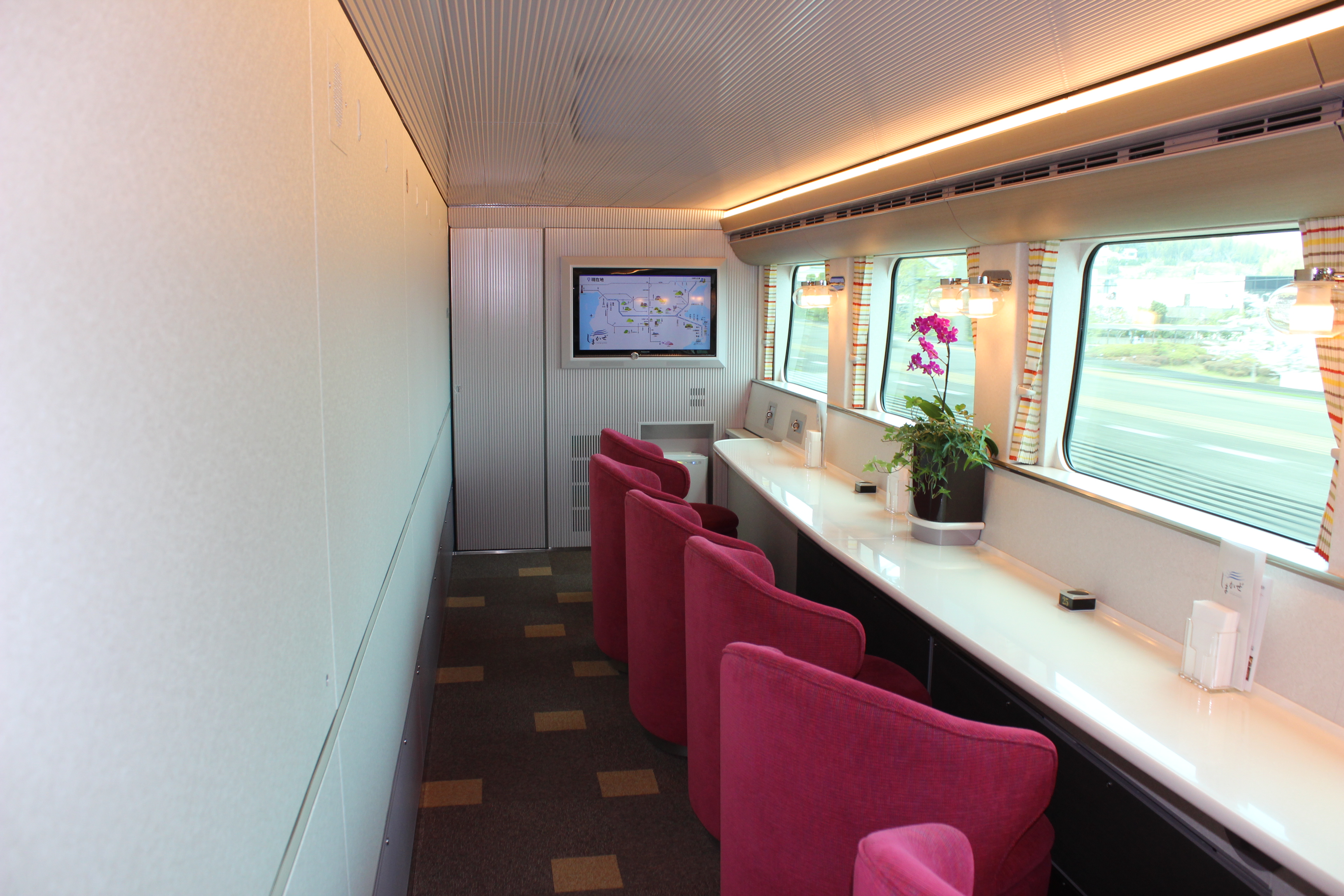
カフェテリア1階
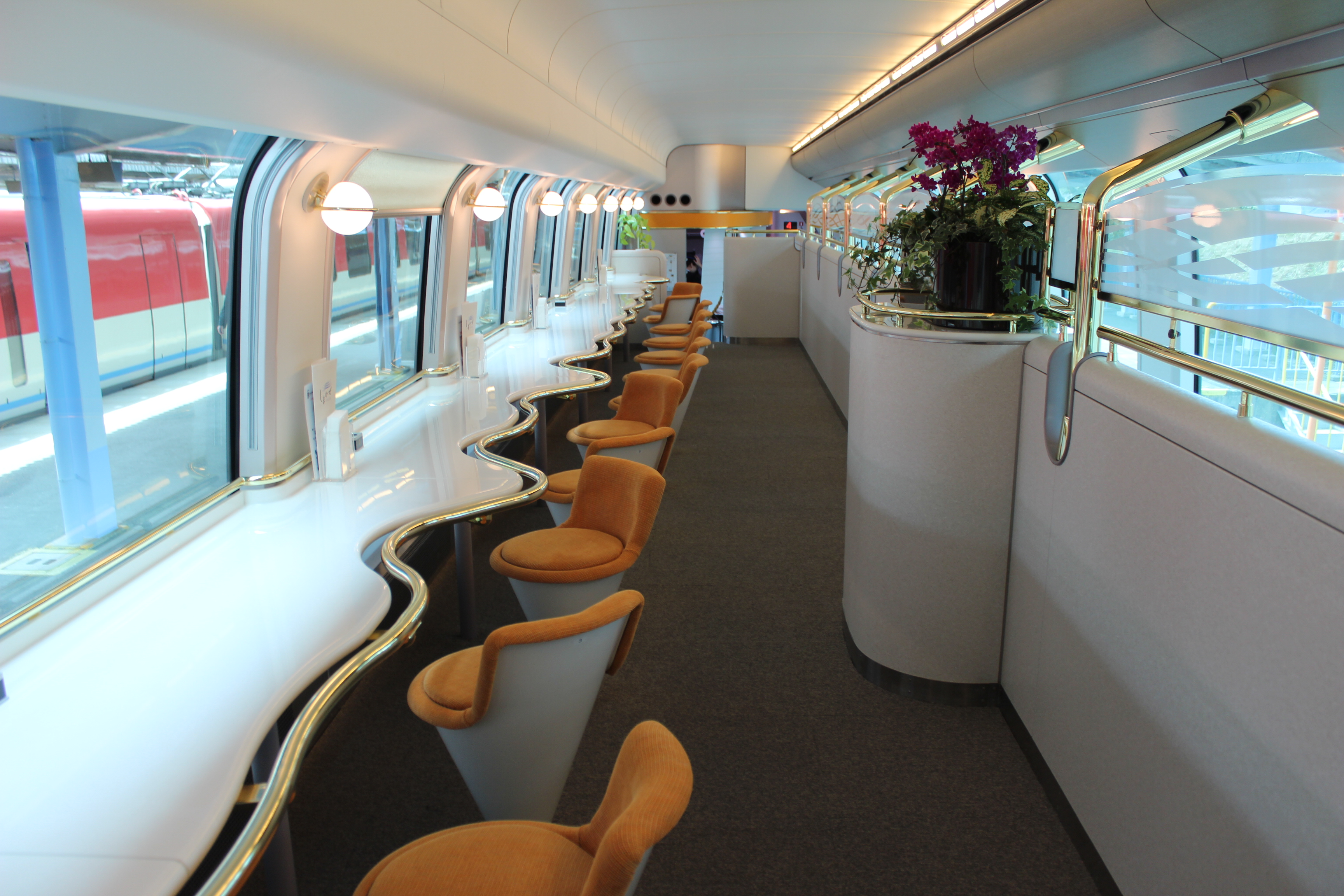
カフェテリア2階（第1編成）
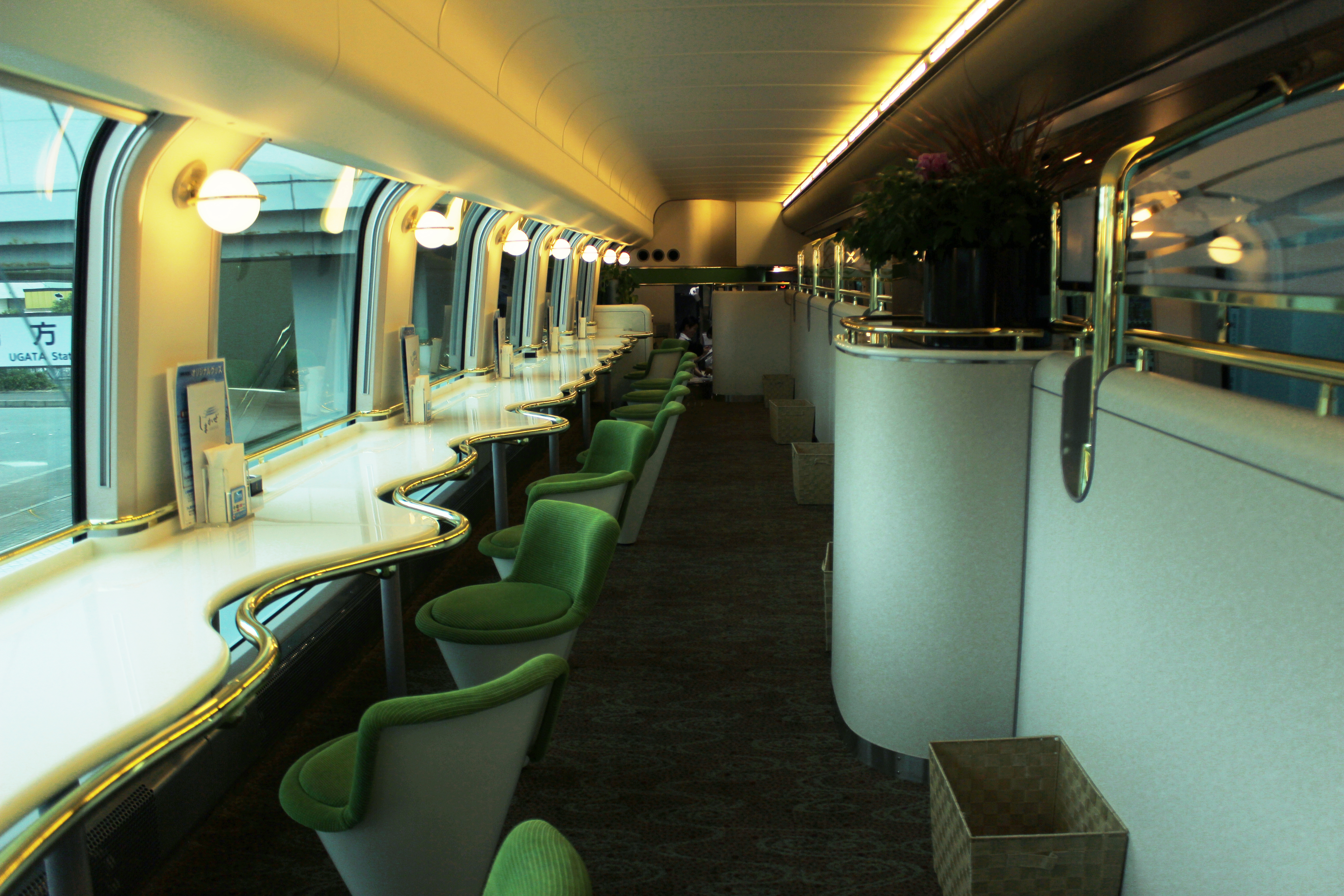
カフェテリア2階（第3編成）

2013年3月21日より大阪難波・近鉄名古屋 - 賢島間で営業運転を開始。4号車に組成されるダブルデッカー車サ50400形は、車内販売準備室・厨房を設置するカフェテリア車である。同車では海の幸ピラフや松阪牛カレーライスやうな重などの食事を提供する。
近鉄特急で供食サービスを実施するのは12000系「スナックカー」・18400系（ミニスナックカー）以来。レストラン列車ではないので運賃・特急料金・特別車両料金を支払えば予約なしで利用可能。
当初製造された第1編成（サ50401）・第2編成（サ50402）と2014年に増備された第3編成（サ50403）では2階部分内装に差異が存在するが、いずれも1階座席も含めてテーブルが伊勢湾側の窓に設置され眺望を楽しみながらの食事が可能な構造である。なお第3編成の増備により2014年10月10日からは京都発着列車の運転も開始された。
「青の交響曲」
6200系電車を改造した16200系を使用し、2016年9月10日より南大阪線・吉野線で運行を開始。2号車のモ16251に供食サービスを行う高級ホテルのバーをイメージしたバーラウンジとスペースを設置し、沿線の特産品であるワインや地酒などのアルコール類・柿の葉寿司・ごま豆腐・チーズ・スイーツなどの軽食を提供する。
レストラン列車ではないので運賃・特急料金・特別車両料金を支払えば予約なしで利用可能。
「あをによし」
12200系電車の改造車両を使用し、2022年4月29日より大阪難波駅・近鉄奈良駅・京都駅間で運行を開始。車内販売コーナーがあり、スイーツや飲料（アルコール飲料を含む）、つまみを販売する。

#### 西日本鉄道
「THE RAIL KITCHEN CHIKUGO」
西鉄6050形電車3両1編成を改造し、2019年3月23日より大牟田線の西鉄福岡（天神）駅 - 大牟田駅間および太宰府間で運行。地元の農産物を使用したランチまたはディナーコースを設定、太宰府間は、ブランチコースを設定。車内には電気式の窯が設置され、ピザが調理される。

#### 地方私鉄・第三セクター鉄道

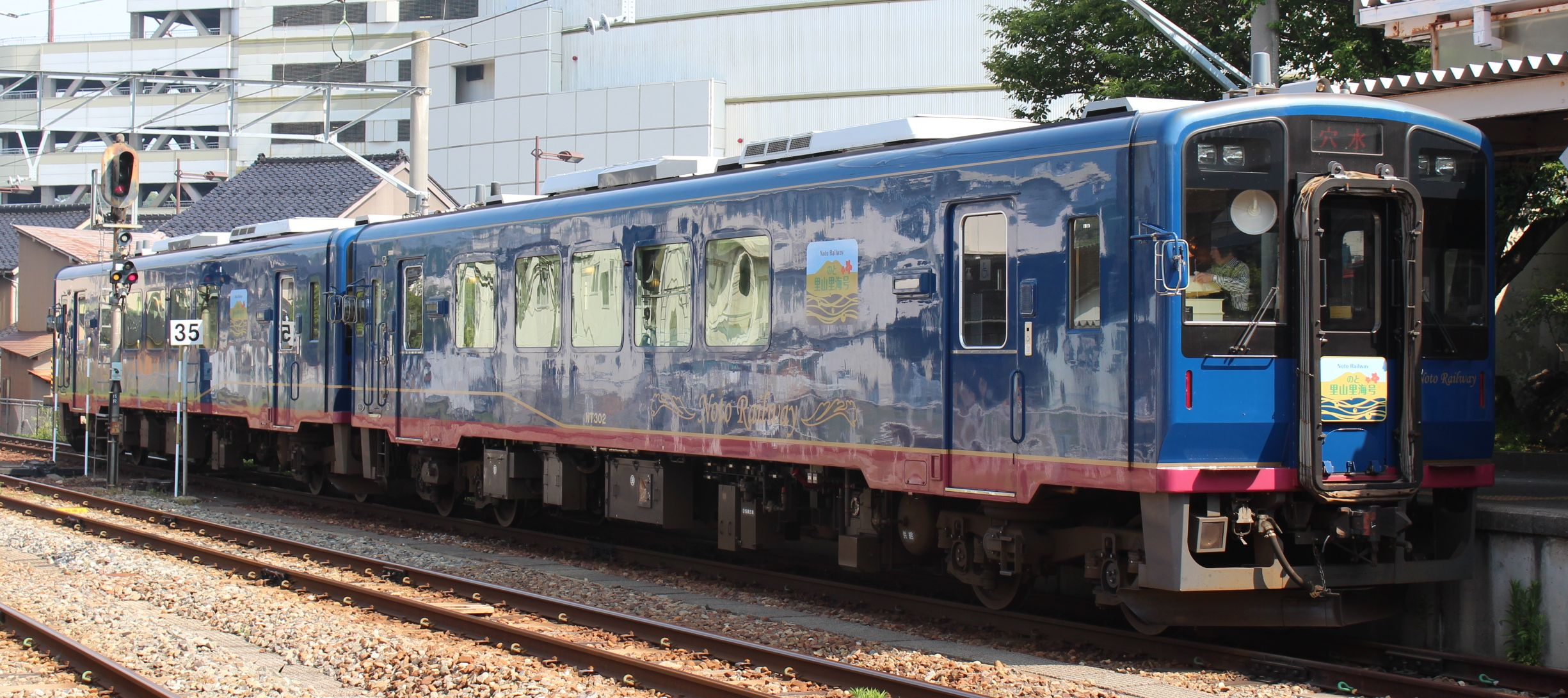
のと里山里海

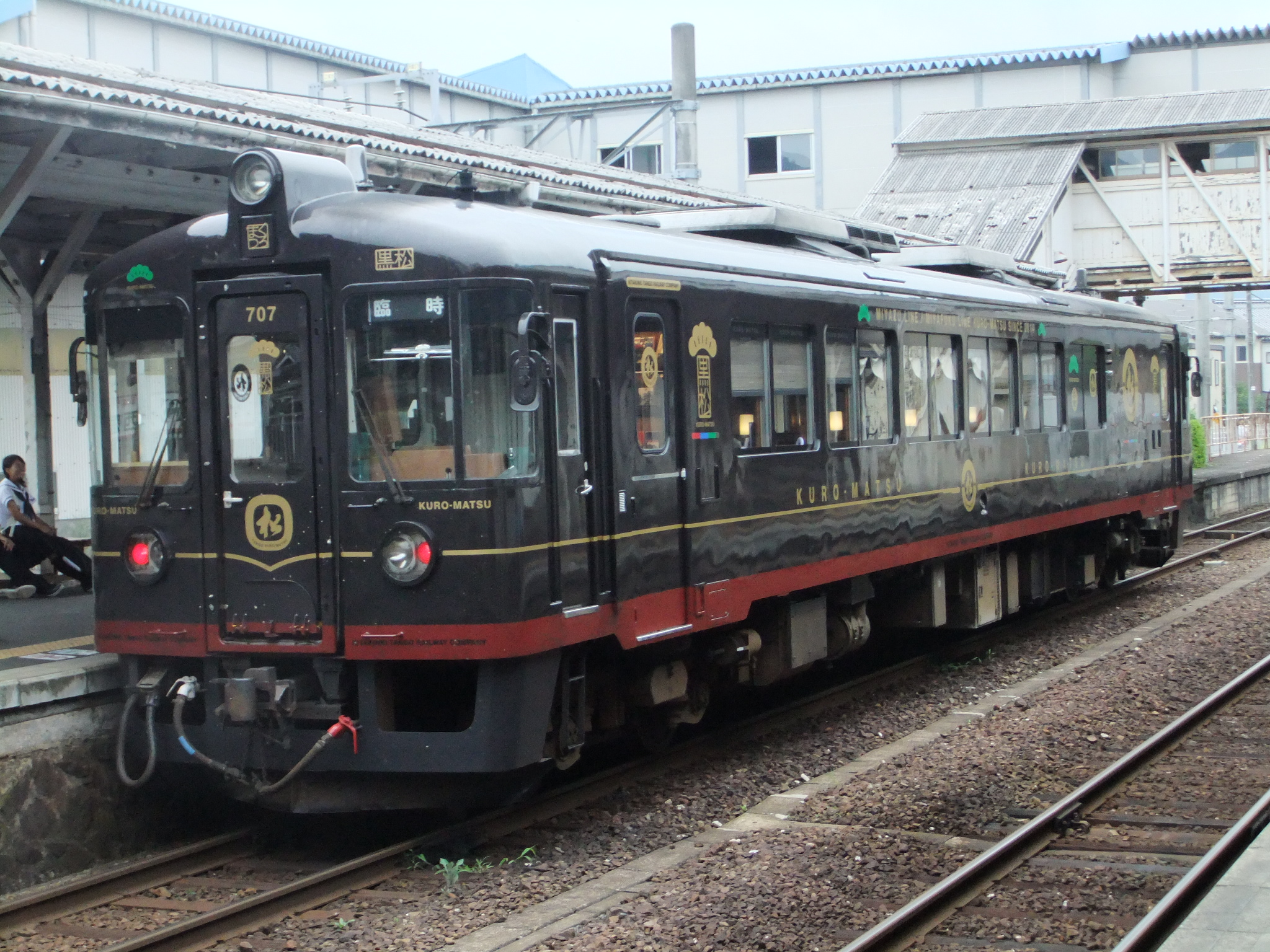
KTR707「丹後くろまつ」

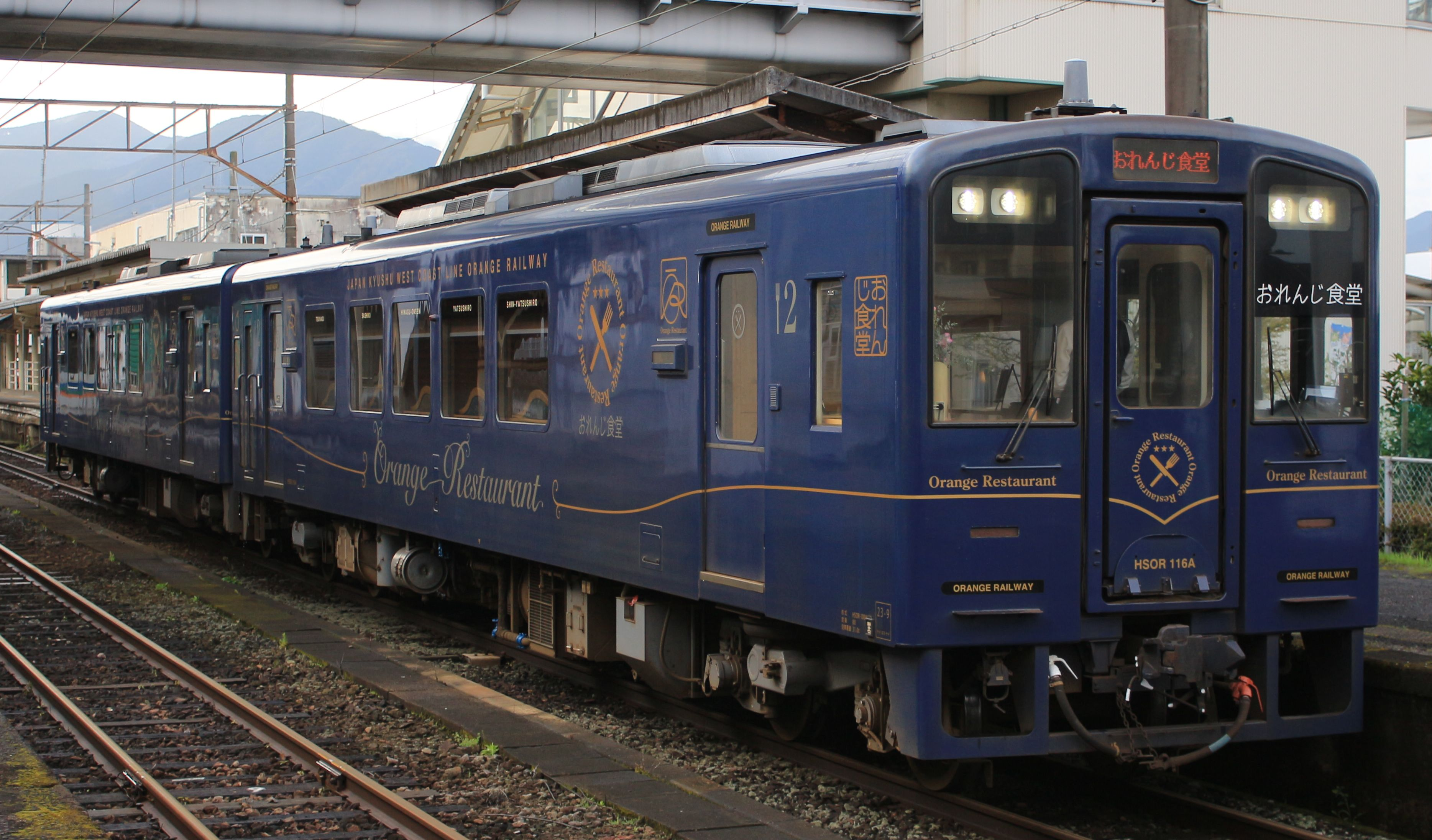
HSOR-114「おれんじ食堂」

由利高原鉄道「レストラン列車」
2023年5月27日デビュー。土曜日の内の指定日に運航。 由利高原鉄道YR-3000形気動車 を使用。一部の料理は車内で調理される。
小湊鉄道「懐石列車」
養老渓谷 - 五井間で毎月中旬の2日間に運行されるレストラン列車。要予約。懐石料理を提供するが、車内で調理せず、完成した料理を持ち込む形式となる。
大井川鐵道「Train Dining オハシ」
SL列車「SL急行かわね路」（機関車はC10 8号機）の客車国鉄オハ35系客車を利用。デビュー年の2025年は1月中旬～3月中旬の土曜日のうちの指定日に運航。車内で調理せず、完成した料理を持ち込む形式となる。
伊豆急行 「THE ROYAL EXPRESS」
2100系電車5次車を改造。全席予約制で、JR東日本の東海道本線・伊東線に乗り入れて横浜駅 - 伊豆急下田駅間で運行され、宿泊つきのコース「クルーズプラン」と日帰りの「食事付き乗車プラン」がある。
伊豆急行の食堂車としては開業時に運行された「スコールカー」以来となる。
富士山麓電気鉄道「富士山ビュー特急」
| 富士急行8500系 |  | 1号車車内 |
| 富士急行8500系 |  | 1号車車内 |

2016年4月28日より8500系電車で運行開始。土日祝日運行3往復のうち2往復はスイーツプラン設定列車となり、要予約の1号車特別車両でスイーツやドリンクを提供する。
しなの鉄道「ろくもん」
2014年7月11日より運行開始。2号車にキッチンを設け創作和食などのコースを提供する。
食事を利用する場合は食事付きプランを申し込む必要があるが、乗車券と指定券を購入すれば食事なしでの利用も可能。
あいの風とやま鉄道「一万三千尺物語」
413系電車を改造し、寿司などの和食を提供する。2019年4月6日の運行開始時点では、寿司をメインとした富山駅・泊駅間の「富山湾鮨コース」と、和風懐石料理を提供する富山駅・黒部駅間の「懐石料理コース」が設定されている。
のと鉄道「のと里山里海」
2015年4月29日よりNT300形を使用し運行開始。休日運行の「ゆったりコース」ではスイーツ・寿司・地酒などを提供する（提供内容は便により異なる）。車内での調理はおこなわない。
食事を利用する場合は食事付きプランを申し込む必要があるが、運賃と座席指定券を購入すれば食事なしでの利用も可能。飲料などの販売もある。
明知鉄道「大正ロマン号」
2011年3月12日より運行を開始。定期急行列車「大正ロマン号」の下り明智行きのみイベント用車両を食堂車として増結する。料理の内容は時期により異なる。ただし食堂車の予約が最少催行人数に満たない場合は一般車のみの運転となる。
食事は要予約。食事を利用しない場合、併結される一般車には運賃のみで乗車可能。
北近畿タンゴ鉄道「丹後くろまつ」

2013年4月14日から運行が開始された座席定員制列車「丹後あかまつ・丹後あおまつ」に充当されるKTR702・708と統一した水戸岡鋭治によるデザイン・モチーフならびに「『海の京都』の走るダイニングルーム」をコンセプトに、KTR707へ木材を多用した内装への改装およびキッチンやサービスカウンターを設置するなどの改造を施工し、2014年5月25日から運行を開始したレストラン列車。全席インターネットでの予約制でスイーツ・ランチ・地酒などのコース料理を提供する。
広島電鉄「TRAIN ROUGE （トランルージュ）」
750形の768を改造したイベント電車。2016年7月1日より運行され、広島県産の食材を使ったコース料理が提供される。車内に調理設備が無いため、完成した料理を持ち込む形式となる。
平成筑豊鉄道「ことこと列車」
400形の401・402を改造（デザインは水戸岡鋭治）。直方駅・行橋駅間で2019年3月21日より運行され、フランス料理が提供される。後述の肥薩おれんじ鉄道同様に、食堂車運行開始に合わせて田川伊田駅にマルシェを設置している。
肥薩おれんじ鉄道「おれんじ食堂」

2013年3月24日より、HSOR-114・116を改造して供食設備を追加した観光列車「おれんじ食堂（Orange restaurant express）」を運行している。この列車では提供する料理のメインディッシュは沿線業者からのデリバリーであるが、米飯やスープは車内で調理する。
食事を利用する場合は食事付きプランを申し込む必要があるが、運賃と座席指定券を購入すれば食事なしでの利用も可能。
沖縄都市モノレール「酒電車」
不定期のイベント電車として、従来車両を使用したものでお酒とつまみを提供する。那覇空港駅・てだこ浦西駅間を往復。予約購入して参加。

### 過去の事例
いすみ鉄道「レストラン・キハ」
JR西日本から譲渡されたキハ28 2346や、新造の気動車「ムーミン列車」を、観光用目的で食堂車として運用した。
クロスシートの半分をテーブルで覆い、カレー列車・伊勢海老特急・刺身列車・イタリアランチクルーズなど、後述する大正ロマン号と同じスタイルで提供していたが、調理室を持たず、調理済みの料理を搬入する形態のため厳密な意味での食堂車ではない。
2022年9月をもって運行終了。

### 構造
狭義での食堂車・ダイニングカーは、レストラン並みの料理を調理・供給できる調理設備と、接客に充分なテーブル席を備えるものを指す。「ビュフェ」（狭義には簡易食堂車であり、一般の座席車との合造となっている場合が主流）も食堂車に含む。
車両記号は国鉄・JR在来線において、食堂車・ビュフェとも「シ」で表記される。

#### 全室食堂車
全室食堂車は車内を2部屋に区切り、一方の部屋は本格的な調理設備を設置した調理室とし、他方の部屋はテーブル席を備えた食堂とする形態が一般的である。
客車の食堂車は明治末期から大正中期まで車体長17m級の2軸ボギー客車と20m級の3軸ボギー客車が混在、食堂の客席配置も洋食堂車と和食堂車で異なるなどの違いがあったが、大正末期に製造されたオシ27700形以降20m級3軸ボギー車、食堂の客席配置は4人席と2人席を備えた定員30名が標準になり、鋼製客車への移行後もこの形態が踏襲されたが、戦後初の新製食堂車であるマシ35形からは20m級2軸ボギー車になった。1956年に登場した10系客車のオシ17形では、車体幅が拡張されたことで車内レイアウトが見直され、客席のテーブルを4人掛けとして定員40名に増加し、それ以後の食堂車でもこの配置であった。なお、食堂内には1936年に製造されたマシ38形で車輪の回転を動力源にした冷房装置が設けられ、マシ35形も同様の冷房を備えたが、この方式は動作に問題も多かったことからオシ17形ではエンジン駆動の冷房装置になった。
厨房内の調理設備は食堂車の誕生以来1950年代まで石炭レンジと氷冷蔵庫を主に使用していた。マシ35形の姉妹形式であるカシ36形では調理室の電化が図られ電気レンジや電気冷蔵庫を装備したが、電力発生量が充分ではなく故障が多かったことから、マシ35形と同じ設備へ改修して編入した。また、オシ17形も調理設備に関しては、石炭レンジや氷冷蔵庫といった旧式の設備を踏襲した。
電化調理設備の実用化と冷房設備の電動化は、電源車からの集中給電方式を採用し固定編成を前提とした20系客車のナシ20形で完成された。その後、分散電源方式を採用した14系客車のオシ14形、さらに再び集中電源方式に変更された24系客車のオシ24形に基本設計は踏襲された。
電車特急用食堂車は、151系電車のサシ151形が基本的には既に登場していたナシ20形をベースに当初より完全電化として設計された。大量に電力を消費をすることから、自車に70KVAの電動発電機(MG)を搭載した。また回送運転台を客室側妻面に設け、編成組成上の要とされた。従業員用トイレも設け、業務環境を改善した。のちに開発・製造されたサシ481・489・581形でも基本設計は踏襲されたが、サシ151形の使用実績を基に回送運転台が調理室側妻面にも増設された。
気動車特急用食堂車は、第1次製造分となったキサシ80形では走行用エンジンを搭載しなかったために数々の問題が露呈した。本件については国鉄キハ80系気動車#キハ82系（1961年 - 1967年）を参照のこと。
製造期間が長期にわたったために、途中でテーブル・椅子のFRP化などの改良が行われたほか、客車ではオシ14形以降、電車ではサシ181形100番台・サシ481-15以降・サシ489形・サシ581形、気動車ではキシ80 37とキサシ180形が、複層ガラスの間に手巻き式のブラインド（ベネシャンブラインド）をはめ込んだ方式に変更され、従来のカーテンは廃止された。また、初期に製造された電車・気動車の食堂車には、食堂出入口ドアの上部に列車位置表示器が取付けられたが、1964年以降の製造車からは廃止された。
また寝台急行列車用に製造されたオシ16形は、全室食堂車でありながら寝台設営・解体時の避難場所と言う位置づけも兼ねた「フリースペース」に準ずる扱い から、ビュフェとした車両である。

#### ビュッフェ

モハシ150形　ビュッフェ

ビュッフェでは基本的に半分程度が簡易食堂であり、もう半分は一般の座席を配置した客室であるが、例外としてオシ16では全室がビュフェのスペースである。
食堂内にカウンターテーブルがあり、カウンター内部に電子レンジや冷蔵ケースなどの簡易な調理設備を設置している。カウンターの向かい側の窓際には進行方向と平行にテーブルを設置している。調理設備が少ないためメニューは軽食に限られ、飲食スペースは狭く立食スタイルが一般的で、カウンターに椅子すらない場合もあり、カウンター席があってもその数は少ない。
1958年に登場した国鉄初の電車特急「こだま」では、試作要素もあったために当初は半室食堂車のビュッフェ（モハシ20→150形）とされた。このコンセプトは1960年6月に153系急行形電車で運行を開始した東京 - 大阪間の急行「なにわ」「せっつ」用に製造されたサハシ153形に引き継がれ、以後のサハシ165・169形・451・455形および新幹線35・37形にも踏襲された。2020年時点では、JR九州の「36ぷらす3」が本構造を踏襲する。
一方、客車では1960年代までは半室食堂車が存在しており主に地方都市間の準急・急行列車に連結された。ただし、ビュッフェと異なり上述する全室食堂車の調理室ならび食堂設備を縮小して残り半分を客室とする車内構造である。
上述のビュッフェ車が製造開始された当初は1等車も含めて急行形車両は冷房化以前であったが、ビュッフェ内部は冷房を完備していたことや調理も電化されていたために、自車給電用に40kVA電動発電機（MG）が搭載された。このため夏季には軽食を購入し涼む利用客で賑わった。普通車冷房化に際し、一部の車両は冷房用電源供給も兼ねて出力を110kVAMGに換装されたためにビュッフェが営業休止措置となった以降も編成から抜くことが難しく、1980年代前半までは編成に組み込まれたままの列車も多く見られた。車両の廃車後も、これらのMGは国鉄分割民営化直前に投入された新車・改造車（121系など）に流用されている。

### 連結位置
在来線
戦前までの列車編成は、食堂車が優等旅客を対象としていたことやさらに上級車両を下級乗客が極力通り抜けないように等級を区分する位置に編成されていた。食堂車を挟んで1・2等車と3等車を分ける施策は、概ね戦後の初期（1950年代）まで続けられ、固定編成を前提とする20系客車や151系電車でもデビュー当時は踏襲されていた。151系を使用する東海道本線の特急列車においては、1964年の東海道新幹線開業で列車自体が廃止されるまで、また20系客車でも「あさかぜ」1往復は1975年3月まで続けられていた（詳細はあさかぜ (列車)#昭和40年代後半・モノクラス制下を参照）。しかし、客車列車では連結両数の増加に伴いフレキシブルになり、両端に先頭車を持つキハ80系気動車は食堂車を境に等級を分けない固定編成を採用し、そうした慣習は消滅していった。さらに、1968年10月以降の東北線系統の電車特急列車においては、1等車（後のグリーン車）と食堂車が離れて連結されるようになった（但し1978年10月に食堂車の連結位置はグリーン車の隣に再度変更）。
- 詳細については#連結位置も参照。

東海道・山陽新幹線
0系・100系ともに16両編成の8号車が食堂車であった。これは以下の理由によるものである。
- 編成の中間で両先端からの利用客を考慮したため。
- 最大運転時間6時間以上であったため、調理と食器洗いに水が大量に必要であった。そのための排水溝（ピット）が名古屋駅と岡山駅のホーム上の8号車停車位置の真下に設置された。
  - 在来線であれば汚水は走行中に外へ捨てていたが、運転速度の速い新幹線では気密上の問題からもこのシステムを採用できない。
  - トイレでは汚水を浄化し、洗浄水として再利用するシステムが開発されたが、食堂車では衛生上の問題から再生水は利用できない。そのため汚水を床下タンクに溜め込み、途中駅での停車中に汚水を排水する方法が採用された。

### 歴史

#### 明治から第二次大戦まで
日本初の食堂車は、1899年(明治32年)5月25日に私鉄の山陽鉄道（現・山陽本線）が運行した官設鉄道京都 - 山陽鉄道三田尻（現・防府）間の列車に連結した食堂付1等車である。当初は瀬戸内海航路への対抗とともに1等車の付随施設の側面が大きかった。この車両は、山陽1227 - 1229号で国有後のホイシ9180形 と考えられている。なお山陽線の食堂車は先ず会社直営、国有化後は国の運営、そして1909年からは神戸の「自由亭ホテル」（後の「みかど」）の請負になった。
官営鉄道（国鉄）では1901年12月15日 に新橋駅 - 神戸駅間の急行2往復に連結 され「精養軒」が運営し、日本鉄道では1903年に「仙台ホテル」（現:「ウェルネス伯養軒」）の請負いによって導入された。なお1906年の鉄道国有化以後は、食堂車を有する私鉄は基本的になくなる。
この当時は1・2等車（現・グリーン車）の客しか使用できず、官営鉄道・日本鉄道でも同様だった。利用区分を設定した理由として、利用者層の日常的な生活習慣などを考慮、3等車の客には当時充分な教育を受けていない行儀の悪い者が多かったため1・2等客に不愉快な気持ちを抱かせないようにする配慮、あるいは本来の座席より良い車両で漫然と時間を過ごすことの防止 であったとされる。その後、1903年10月から山陽鉄道では閑散時間帯には3等客への部分開放を実施。3等車の乗客が1・2等車内を通行することは禁じられ、駅に停車中に車両の外を移動することと、身なりを整えることが求められたという。鉄道院でも、1919年(大正8年)8月から「一部食堂車に改造を加えあるいはその連結位置を変更」して列車全体の旅客に開放した。
当初は上級旅客の利用が前提であったことや、和食より洋食が調理加工の幅が単純であるために、どの食堂車も主に洋食を提供する「洋食堂車」を連結していた。1906年（明治39年）4月1日から新橋 - 神戸間の3等急行列車に和食堂車が初登場した。メニューは和食が主体であったが、洋食でも一般に普及している料理は提供されており、形式が制定された際「ワシ」が用いられた。1929年に愛称が付けられた特別急行列車「富士」は1・2等車のみで編成された関係で洋食を提供していたが、3等車（現・普通車）のみで編成されていた「櫻」（さくら）では和食を提供した。
1934年(昭和9年)に東海道山陽以外の一等車が廃止されたのに伴ない、正式の洋食を提供する食堂車は、東海道・山陽本線を走行する「富士」・1930年運転開始の「燕」・山陽本線京都 - 下関間、1等展望車連結の急行7・8列車・東京 - 神戸間1・2等車のみの急行17・18列車（通称「名士列車」）・1937年運転開始の「鷗」のみになり、他はすべて和食堂車になった。
戦前の食堂車では、予約の時間帯に日替り献立の定食を食するのが基本であった。なお、スピーカーが装備されるまで食堂車の案内を給仕人が車内で配布して回っていたが、定食の予約も係が等級順に行なっていた。
洋食堂車では本格的西洋料理を基本としたが、一品料理には日本式洋食もあり、また三等のある列車では和食の配慮もなされていた。和食堂車では伝統的日本料理のほかに、比較的安価でかつ一般にも馴染み深い洋食となりつつあったライスカレーやコロッケなどの揚げ物は勿論、ビーフステーキなど洋食堂車でも扱う料理を提供していた。戦後の食堂車は基本的に、この「和食堂車」の系譜を継承している。なお、戦前の「洋食堂車」のメニュー・営業形態は2015年まで運行していた「トワイライトエクスプレス」のメニューがそれに近い。
営業面においては、1906年の鉄道国有化で直営としたが、再び請負制になった。東海道・山陽線では「みかど」「精養軒」に大阪の「東松軒」（後の「水了軒」）が加わり、東北・常磐線では「仙台ホテル」、九州島内は門司の「日本亭」（後の1912年に福岡の「共進亭」が参入）が担当した。その後にも参入業者は増加し、サービスを競う中で東洋軒では1930年7月5日から東京駅 - 大阪駅間の不定期急行列車でウェイトレス導入を試行、翌年10月からは東京駅－下関駅間9・10列車を皮切りに本格導入された。利用者からは食堂車内の雰囲気がソフトになった事から利用しやすくなったと歓迎された反面、チップ収入減少も絡んで列車ボーイからの反発もあったという。
運営は順調ではあったものの昭和に入ると利用客へのサービス停滞や収支不明瞭な業者がでるなど問題となり、また日中戦争(1937年)に始まる統制経済の影響もあり、1938年1月に鉄道関係者と列車食堂業者による協議会がもたれ、その中で列車食堂の経営統合を計る案が浮上した。そして9月15日「日本食堂株式会社」（のち日本レストランエンタプライズ<NRE>を経て、2020年4月からJR東日本フーズ）を設立、10月1日から営業を開始した。
1936年の時点で稼働していた食堂車は115両で食堂車連結列車数は77であった。大戦前は特別急行列車・急行列車に限らず、山陽本線・東北本線・日光線・参宮線・日豊本線・根室本線などの準急列車や長距離・観光用のものに限り普通列車にまで和食堂車が連結されていた。
日中戦争や太平洋戦争による運行や物資統制により、特急列車や一部の長距離急行列車を除いて定食が簡素化し、単品の料理も1人1品の制限や代用食材の使用、テーブルクロスの廃止などで貧相になった。1940年には食堂車の廃止が一度決定されたものの、廃止に加担した軍部などが「不便である」との理由で復活、
最終的には1944年3月14日に閣議決定された決戦非常措置要綱に基づく旅客の輸送制限に関する件に基づき、特急および急行列車などとともに食堂車の連結も廃止されることが決定。同年4月を以て「富士」を最後にそれらは全て廃止され、特急列車や一等車･寝台車と共に日本の食堂車は一旦消滅した。
なお、食堂車廃止と引き換えの形で同日付から車内販売が開始されている。国鉄線内では1934年に試行された事はあったが、本格的な営業はこの時からである。使用が停止された食堂車は各地に疎開留置されたり3等車に改造されたりしたが、一部では旧調理室部分を利用し、小麦に乾燥野菜・みかんの皮・魚粉などを混ぜ、糖蜜を加えて製造した「鉄道パン」などを配給したものもある。また拠点駅ではこの鉄道パンと、副食物を配給米に混ぜて増量した五目弁当を製造販売した。

#### 第二次大戦後
戦後は、連合国軍の支配下により1945年から連合軍専用列車の食堂車の営業から再開した。その後、1949年にはスハ32形やオハ35形からの改造による半室合造車オハシ30形が登場し、同年9月の特急列車「へいわ」（翌1950年「つばめ」に改称）復活と同時に同列車と東京 - 鹿児島間の急行1・2列車 に連結・営業を復活させ、以後順次拡大していった。しかし、1960年代ごろより普通列車・急行列車が徐々に客車から電車・気動車化されると急行形電車ではビュフェに転換、気動車では特急用車両のみ食堂車が製造されたことから、食堂車は客車による夜行列車ないし特急列車中心の営業となった。
1958年、最初の電車特急列車として20系→151電車を用いて運行を開始した「こだま」号は、「ビジネス特急」として運行されたことや試作的な要素があったため当初は半室食堂車で3等車との合造車となるビュフェ車（モハシ20→モハシ150→モハシ180）のみであった。これが半室食堂車を「ビュフェ」と呼ぶことの初出とされる。本格的な全室食堂車は1960年の「つばめ」電車化の際に登場したサシ151形で、のちに登場した特急列車用食堂車キサシ80形・キシ80形・サシ481・489形・サシ581形・キサシ180形に構造・デザインが踏襲されている。
急行列車が電車化された際には、半室食堂車のビュフェとして連結した。ビュフェでは調理設備が食堂車に比べて簡略化されており運営人員も少ないことから、本格的な調理を行なうことは少なく、比較的簡単に調理できる軽食や飲料が中心となったが、1961年12月に電子レンジをサハシ153-23に設置しテスト運用を行ったところ好評で、以後は調理済みの冷凍食品や冷蔵食品を電子レンジで再加熱して利用者に供することでメニューの幅が広がった。また、東海道本線の急行列車では寿司を、東北本線急行列車群・信越本線急行列車群・中央本線急行「アルプス」・九州直通の山陽本線急行列車などでは蕎麦・うどんや丼物を供していた 。
1949年の東海道本線の特急復活を契機に再開された食堂車では日本食堂の1社が担当したが、一社独占による弊害を指摘されるようになり、1953年より特急「つばめ」の食堂車を帝国ホテルが担当 したほか、都ホテル（現・ウェスティン都ホテル京都）・新大阪ホテル（現在のリーガロイヤルホテル大阪の場所にあった。現在の新大阪駅及びその周辺とは無関係）に続いて、鉄道弘済会や上越線列車で営業した大日本食堂→聚楽（現・聚楽ティ・エス・エス）も参入。さらに1970年代には鉄道弘済会系の大鉄車販・金鉄車販（現・北陸トラベルサービス）・中国車販・九州車販（現・西日本トラベルサービス）なども在来線急行ビュフェ営業に参入し、食堂車・ビュフェ黄金時代を支えた。

#### 1970年代以降
しかし、在来線においては1970年代以降は食堂車の営業休止もしくは連結しないケースが多くなった。これには以下のような理由がある。
- 1967年11月15日に発生した急行「安芸」でのマシ38形全焼事故により、当時幹線系の長距離急行列車に組み込まれて運用されていたマシ29形やマシ38形などの戦前製食堂車が、内装が木製で火災に弱いことなどを理由として急遽運用から外された。以後、後述する北陸トンネル火災事故まで約5年間は、内装が近代化されていたマシ35形・軽量客車のオシ17形とオシ16形・特急用ナシ20形の計4形式が残されたものの、電車化や特急格上げなどによりオシ17形・オシ16形の需給に余裕ができたこともあり、運用を外された戦前製食堂車の分の不足を車両新造や車体更新などによって補う措置は実施していない。
- 1972年に発生した北陸トンネル火災事故の出火原因が、当初はオシ17形の石炭コンロとされ[注釈 34]、それを新聞やテレビなどのマスメディアが大きく報道したため、裸火を使っての調理が禁止となり電気レンジを持たない旧型食堂車は使用できなくなった。
  - もっとも20系以前の在来形食堂車の中で唯一電子レンジ・電気レンジを搭載する電化キッチンのオシ16形は、急行「瀬戸」「十和田」運用が寝台特急に格上げされたため火災事故前の1972年3月に6両全車が営業運転を終了しており、北陸トンネル火災事故の時点では一般客車列車食堂車は石炭コンロ搭載車しかないという状況であった。
- 国鉄の財政難により廃車となった旧型車の代替車両製造が予算的にも困難になった。
- 食堂事業者の人員（特に女子従業員の）確保が難しくなった[44]。
  - 給与水準がそれほど高くない割には労働条件が厳しく、寝台特急をはじめとする夜行列車では夜間営業終了後に食堂車内でテーブルや椅子を使用して仮眠するなど過酷な状況も散見された。ただしオシ14形・オシ24形は労働条件の改善という見地から喫煙室兼従業員用寝台を設置した。後年は食堂車での仮眠をやめてB寝台車の一部区画を食堂事業者の枠に充てるようにし、そこで睡眠をとるようになった。
  - 労働条件が通常の食堂と異なり「常に揺れる」「厨房が狭い」「専門化されアラカルトメニューの豊富さをまかなえない」などの特殊性があるが、事業者側も利用率の減少によりそれに対するノウハウを伝える様な教育制度を採用しなかったという面もある。
  - 相次ぐ特急増発により、人員面に余裕がないことから特急と急行（ビュフェも含む）を並存していた線区では特急の食堂営業のみに絞る傾向も強まった。
  - 山陽新幹線博多開業に合わせて連結されることになった新幹線初の全室食堂車への要員確保のため、1974年始め頃から西日本（近畿地方以西）の在来線では寝台特急列車を中心に食堂車の営業休止が続出したほか、東北新幹線でもビュフェが連結されることになったため、1981年10月から1982年7月にかけて「ひばり」の一部列車と「つばさ」「やまばと」の全列車において食堂車が営業休止となった。
  - 国鉄側もこの状況を把握し、当時幹線道路沿いに設置されていたオートレストランの鉄道版である「自動食堂車」の研究開発を行っていたが[65]、当時は国鉄の労使関係の悪化の余波で新形式車の開発自体が困難を極めたこともあり、結局実用には至らなかった。
- 通常の飲食店と異なり、飛び込みの利用客が一切期待できないことによる回転率の悪化。さらに特急列車への自由席連結などの大衆化による客層の変化もあって、自由席代わりにビールやコーヒー1杯で長時間居座る悪質な利用が常態化していった。
  - 宮脇俊三の「汽車旅12カ月」には居座り客の一部始終を書いた一編が収録されており、植田まさしの漫画には食堂車の居座りをネタにした作品が登場していた。その一方、食堂車に関する諸文献や鉄道雑誌では、こうした居座りに関する記述はほとんど見られないが、鳥塚亮は自身の経験[注釈 35]から本説を推している[66]。
  - 一方、1952年に日本食堂が発行した特急「つばめ」「はと」の食堂車に関する案内イラストでは、エチケットの一環として混雑しているにも関わらず食事を終えた客らが長居している様子が描かれていることから、食堂車内で長時間居座る事例は客層の大衆化以前から見受けられたことがうかがえる[注釈 36]。
- 昼行特急列車の増発ならびに新幹線との連携、さらには航空機や高速バスの発展に伴って長距離夜行列車の需要が減退してきたことにより、夜行列車自体の運行区間の短縮および効率化を図るために相対的なサービス低下を余儀なくされた。
  - 東京 - 九州・山陰間の寝台特急では、1978年2月に「あさかぜ1・2号」が車両を20系から24系への変更を実施したが、同時に従来から24系で運転されていた共通運用となる「はやぶさ」「富士」「出雲」も含めて食堂車組成位置を基本編成から（途中駅で折り返しとなる）付属編成に変更した。これは「はやぶさ」「富士」の基本編成が3本、付属編成が2本で運用されることから、食堂車を新造せず「あさかぜ」用に2両捻出する目的と、長距離客の航空機利用への転移による九州側末端区間での利用客減少という2つの理由によるものである。
- 新幹線を含む昼行特急列車の増発による特急列車の一般化やスピードアップなどで乗車時間が短縮され、食堂車で食事を摂る必要性が減少した。さらに食堂車を利用していた主な客層であった長距離客（特に優等客）が航空機利用に転移したことも、食堂車の需要減少の一因であった。
- 1980年代以降になると、コンビニエンスストアなどにおける弁当販売の普及、ファーストフードやファミリーレストランといった大手外食チェーン店の台頭などにより、食習慣や価値観が変化し食堂車の利用率が低下した。
- 他と比較すると割高な価格設定。駅構内にある食堂やファーストフード店で扱うメニュー、コンビニエンスストアの弁当は食堂車のメニューや駅弁と比べ廉価であることから大きな影響を及ぼしており、後に食堂車のみならず駅弁業者の撤退や車内販売の衰退化につながった。
- 利用客が多く運営面でも黒字であったにもかかわらず国鉄による車両運用合理化の方針をはじめ以下の理由で廃止となったケースがある。
  - 食堂車不連結の183系と食堂車連結の181系の編成を統一するため：「とき」（1978年7月）。
  - 運用充当形式（489系）のサービス電源用MG3系統化に伴う編成変更のため：「白山」「はくたか」（1978年10月）
  - ダイヤ改正による連結中止：「白鳥」「雷鳥」「白山」（1985年3月14日ダイヤ改正）。この改正では大阪 - 青森間の「白鳥」や大阪 - 新潟間の「雷鳥」といった長距離を運行する列車も含め連結中止となった。

これらの状況から、在来線ではビュフェ車連結の電車急行列車が1976年11月に中央東線の「アルプス」ならびに信越本線の「信州」「妙高」を最後に廃止。食堂車連結の昼行特急列車が1986年11月に北海道内の「おおとり」「オホーツク」を最後に廃止された。一方で、同じ北海道で1981年に登場したキロ182形（量産車）においては長距離客に配慮して、車内の一部を0系新幹線ビュフェ車と同様の設備を持つ厨房を備えた車販準備室兼売店としている。
電車・気動車の食堂車並びにナシ20自体も1970年代後半から余剰車が出始め、仙台運転所（現・仙台車両センター）に所属していたサハシ455は、1973年10月のビュフェ営業休止後も東北本線の急行列車に連結されていたが、1977年9月に編成から外された他、サハシ165・サハシ169・サハ164も、中央東線・信越本線・上越線のビュフェ営業休止後もしばらくの間連結されたが、1982年までにクハ165やサハ165に置き換えられた。サシ581の内、向日町運転所（現・吹田総合車両所京都支所）所属車は1975年3月から1978年10月まで非営業であった他、青森運転所（現・盛岡車両センター青森派出所）所属車は1982年11月の食堂車営業休止後もMGの関係で連結を継続したが、向日町所属車・青森所属車共、1985年3月に編成から外された。サシ481も、1980年に南福岡電車区（現・南福岡車両区）所属編成から外された事に伴い余剰車が発生するようになり、1982年11月15日ダイヤ改正では青森・仙台所属車が余剰となった。
また1985年には「雷鳥」に和式グリーン車「だんらん」サロ481形500番台が落成した。本形式はサシ481形を改造したもので、旧調理室はビュフェとし軽食類の提供を行うという新たなサービス形態が提案された。しかし、1989年の「スーパー雷鳥」登場時に和式グリーン車そのものが廃止されたため当該車両は一部が廃車、一部が通常座席のサロ481形2000番台に改造されビュフェ部分をラウンジに改装。小規模ながら「サンダーバード」登場後の1995年11月までビュフェと売店として営業、以後は車販基地として使用された。また、このコンセプトは「白山」に連結されたモハ489形「ラウンジ&コンビニエンスカー」でカレーライスや弁当類などの軽食を電子レンジで温めて販売するスタイルに承継された。
また余剰となった食堂車は経年が15年程度と比較的車齢が若かったが、前述の「だんらん」や後述の「北斗星」「トワイライトエクスプレス」など一部の例を除き鉄道車両としての転用は少なく、その大半が廃車となっていった。その一方廃車後に構造を生かして街中でレストランに転用された事例も、JRの子会社が運営していたケースも含めて多数あるが、レストランそのものが閉店あるいは車体や厨房設備の老朽化により10年ほどで解体となったケースも多く、現存数は少ない。

#### 分割民営化以降
原則的に分割民営化後は、1990年（平成2年）までに電車・気動車の食堂車は淘汰。「九州ブルトレ」や青函トンネル開通後に運転が開始された「北斗星」「トワイライトエクスプレス」の対北海道寝台特急のみで営業が継続された。
九州ブルトレでは従来からの営業スタイルで一定の評価と営業実績を維持する一方、1990年（平成2年）3月の改正で東京 - 下関間の「あさかぜ3号・2号」にラウンジカーが登場し、サービスカウンターでうなぎ御飯・カレーライス・牛丼・焼そば・たこ焼き・シュウマイなど温かい料理を提供するようになった。
しかし利用客の減少は続き、1991年（平成3年）6月1日に「みずほ」・「出雲1号・4号」が、1993年（平成5年）3月改正で九州ブルトレ全列車の食堂車営業が終了した。食堂車はその後しばらく売店として引き続き連結。車内での料理の調製は行わず、日本食堂の従業員が電気コンロ以外の設備を利用して暖かい食事の提供を行ったが、売店としての営業は「さくら」が「はやぶさ」と併結運転を開始するにあたって終了。「フリースペース」 として食堂車が連結されていた「出雲」は2006年（平成18年）に列車自体が廃止となり、北海道系統を除く寝台列車の食堂車は全廃となった。
対北海道の2列車では、事前にみどりの窓口で食事券を購入するコース料理の予約制と「パブタイム」と呼ばれるコース料理終了後に設定される予約不要のスナック的営業を行い、従来の「予約不要で食事を取るための食堂車」から「列車内での食事を楽しむエンタテインメントとしての食堂車」というコンセプトへの転換が図られ好評を博した。その結果、1999年（平成11年）からは新たにE26系客車による「カシオペア」も設定されたが2010年代に入ると諸事情が重なり、いずれも列車そのものが廃止された。
「トワイライトエクスプレス」（大阪 - 札幌）

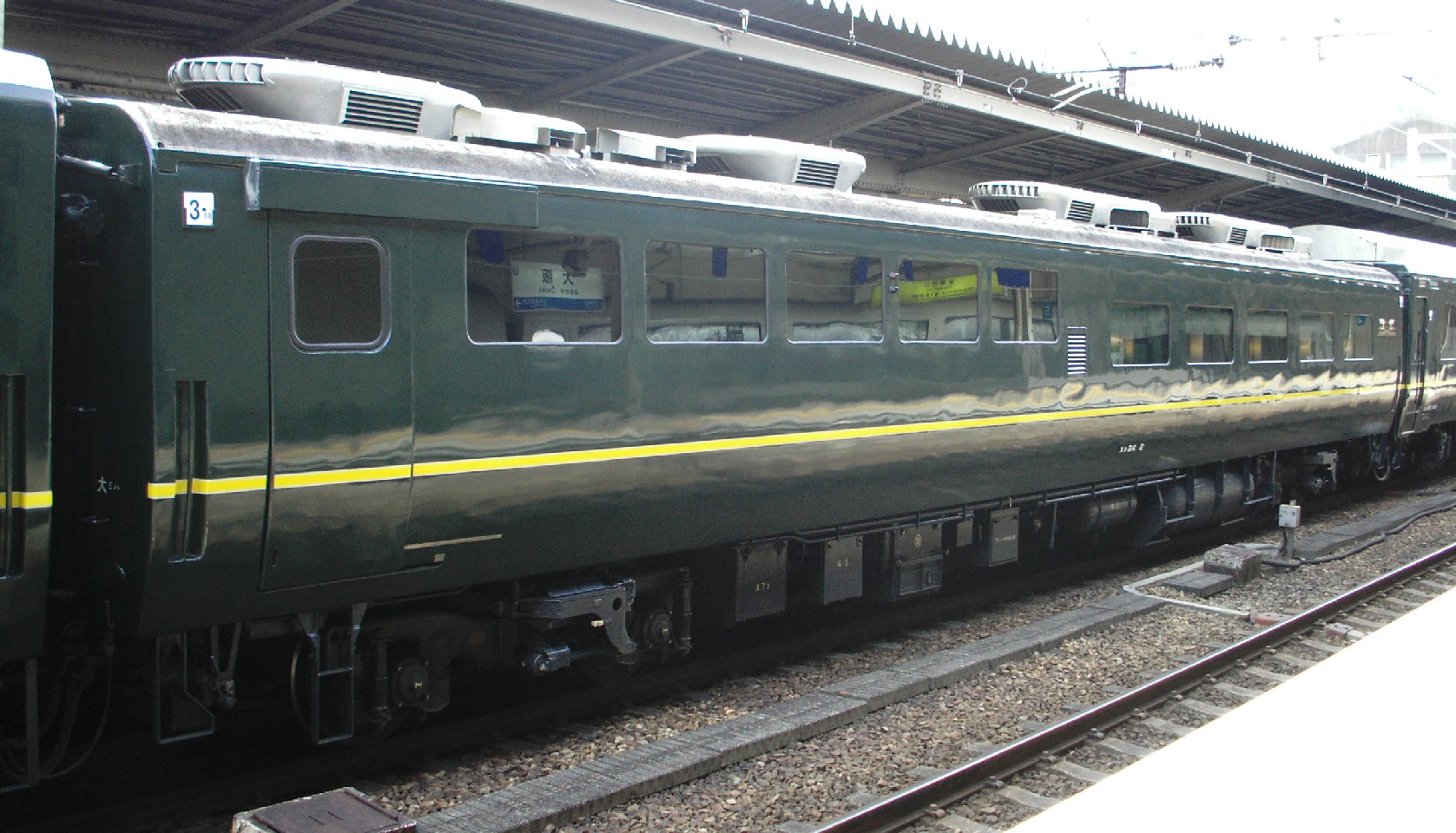
スシ24 2 「トワイライトエクスプレス」用食堂車
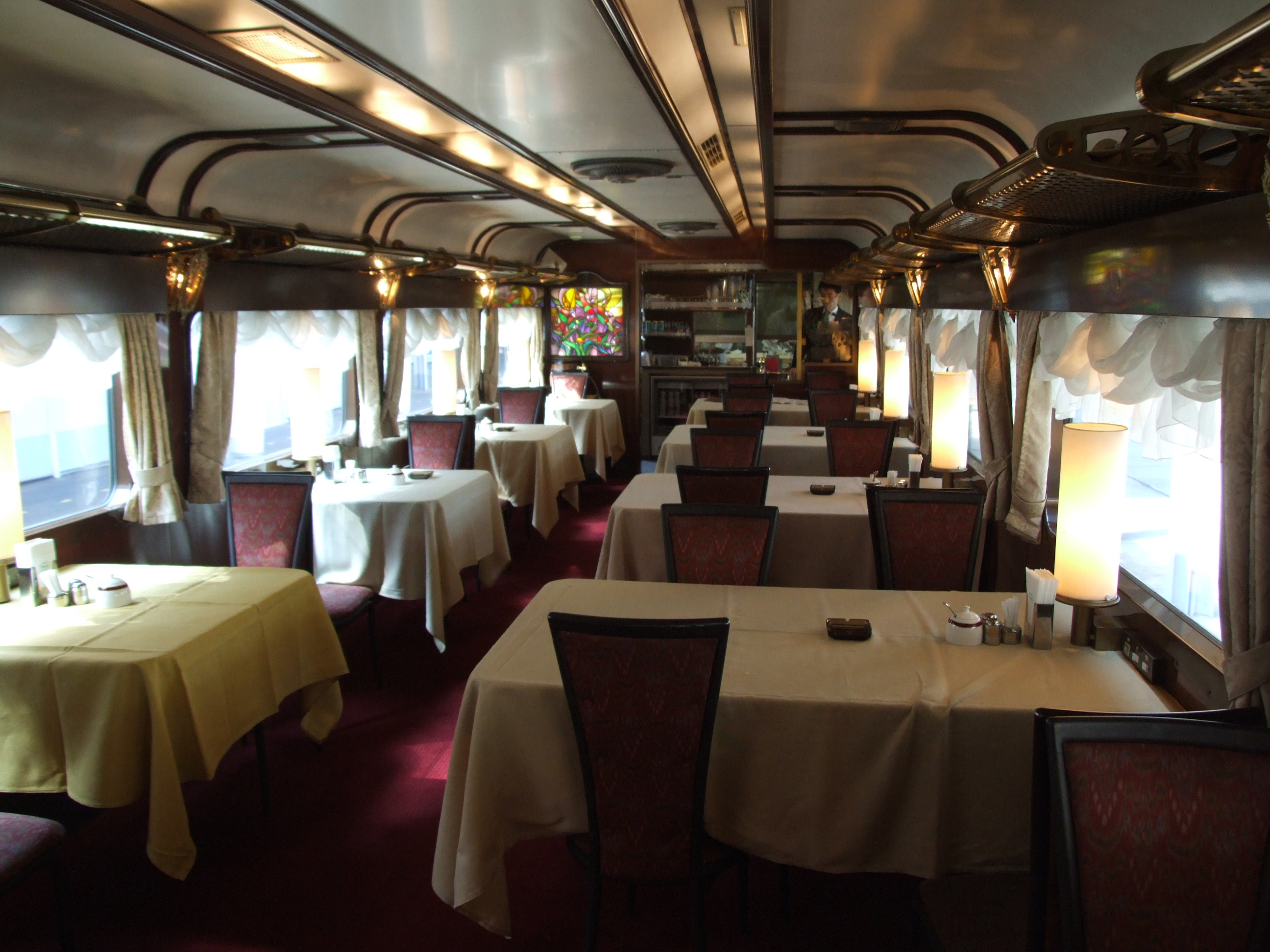
「ダイナープレヤデス」
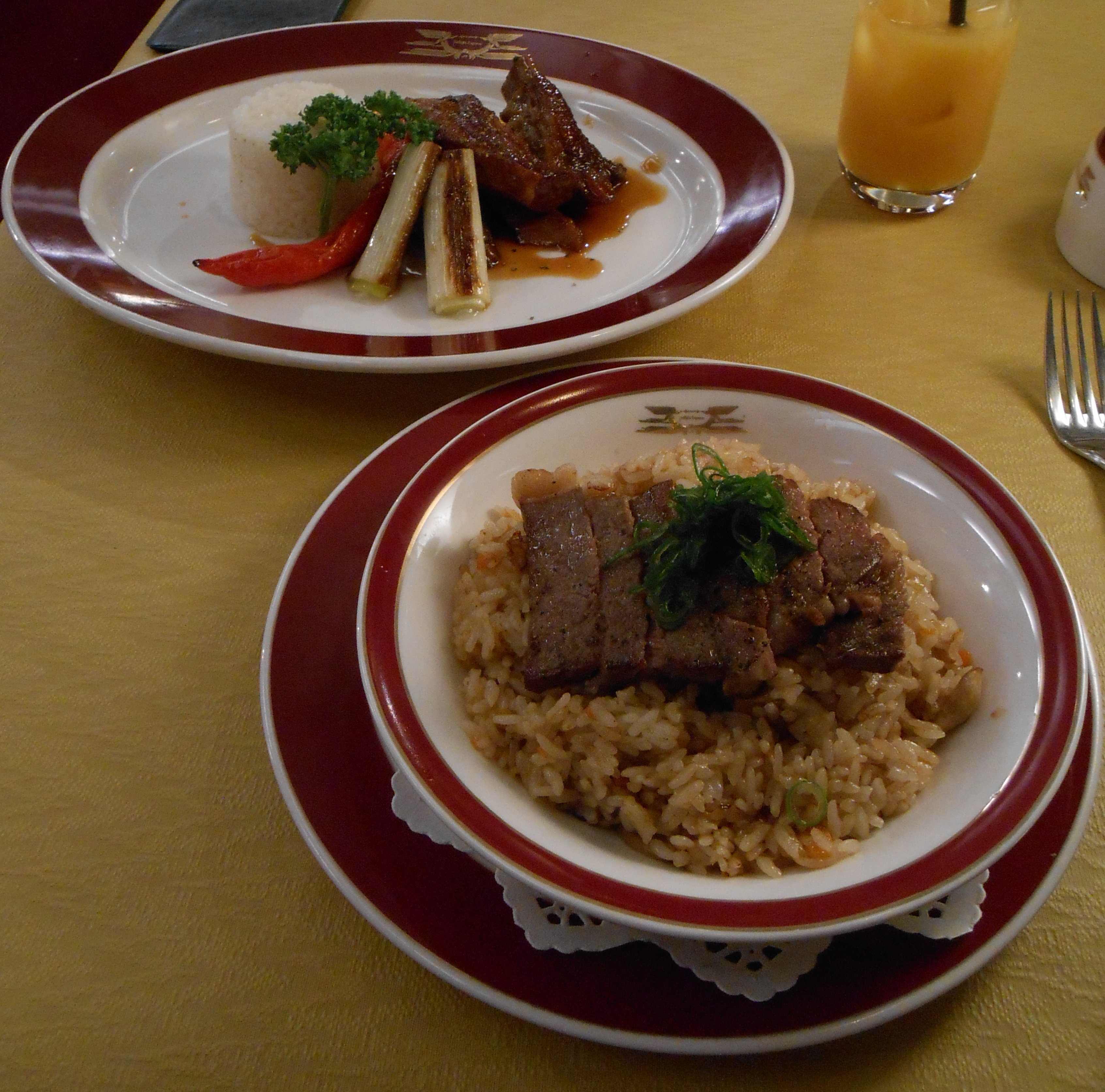
ステーキピラフ・スペアリブ
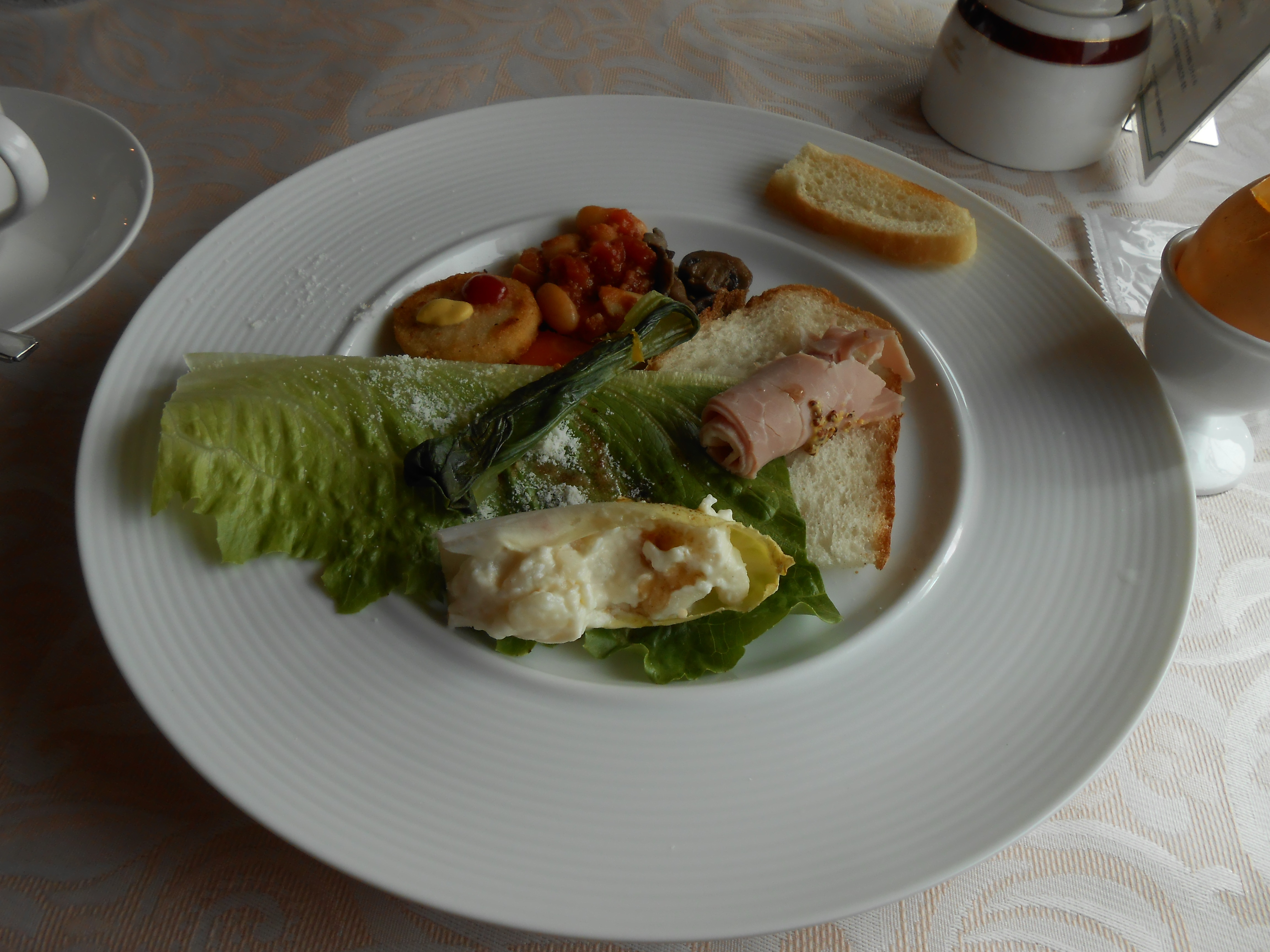
朝食メインプレート

車両老朽化ならびに北陸新幹線並行区間の第三セクター化等を理由に始発駅基準で2015年（平成27年）3月12日発の列車をもって廃止。
1989年（平成元年）から運転開始された同列車にはスシ24形食堂車「ダイナープレヤデス」を連結。元々24系客車に存在したオシ24形とは別の車両であり、485系電車サシ481形・489形からの改造編入車であるため、寝台車特有の高い屋根とは異なる一段低い屋根にAU12形（1・2）またはAU13形の分散式冷房装置を搭載する点や、側板に大きな絞りのある車体などに特徴がある。食堂は以下の形態で営業されていた。
- 大阪発下りのみ13時 - 16時：「ランチメニュー」品数限定でビーフシチュー・カレーライスなど提供。
- 札幌発上りのみ発車 - 16時：「ティータイム」スイーツとコーヒー・紅茶のソフトドリンク類のみ提供。
- 17時30分 - 21時：「ディナータイム」乗車前からの予約定員制で季節ごとに内容の変わるフランス料理フルコース（1万2,300円）を提供。
- 21時 - 23時：「パブタイム」ピラフ・パスタ・ビールやワインなどドリンク類・地鶏のから揚げ・スモークサーモンなどのおつまみ類を提供。
- 6時（大阪発）・6時45分（札幌発） - 9時：「モーニングタイム」希望者は乗車後に車内で利用時間を予約をする45分刻みの定員制。かつては和食・洋食が選べたが、廃止時点ではブレックファーストメニュー（洋食）のみ提供だった。

また、数量限定ながらルームサービスで以下のメニューが存在した。
- ディナータイム：日本海会席御膳（事前予約制6,000円）
- 大阪発19時まで：特製弁当トワイライト特製2段重（1,850円）
- 札幌発：黒毛和牛のすき焼き重（1,300円）

大阪発下り列車は正午前の発車でありランチタイムを営業することから食堂車で朝昼夕の3食を提供する列車であった。
「北斗星」（上野 - 札幌）
「カシオペア」（上野 - 札幌）

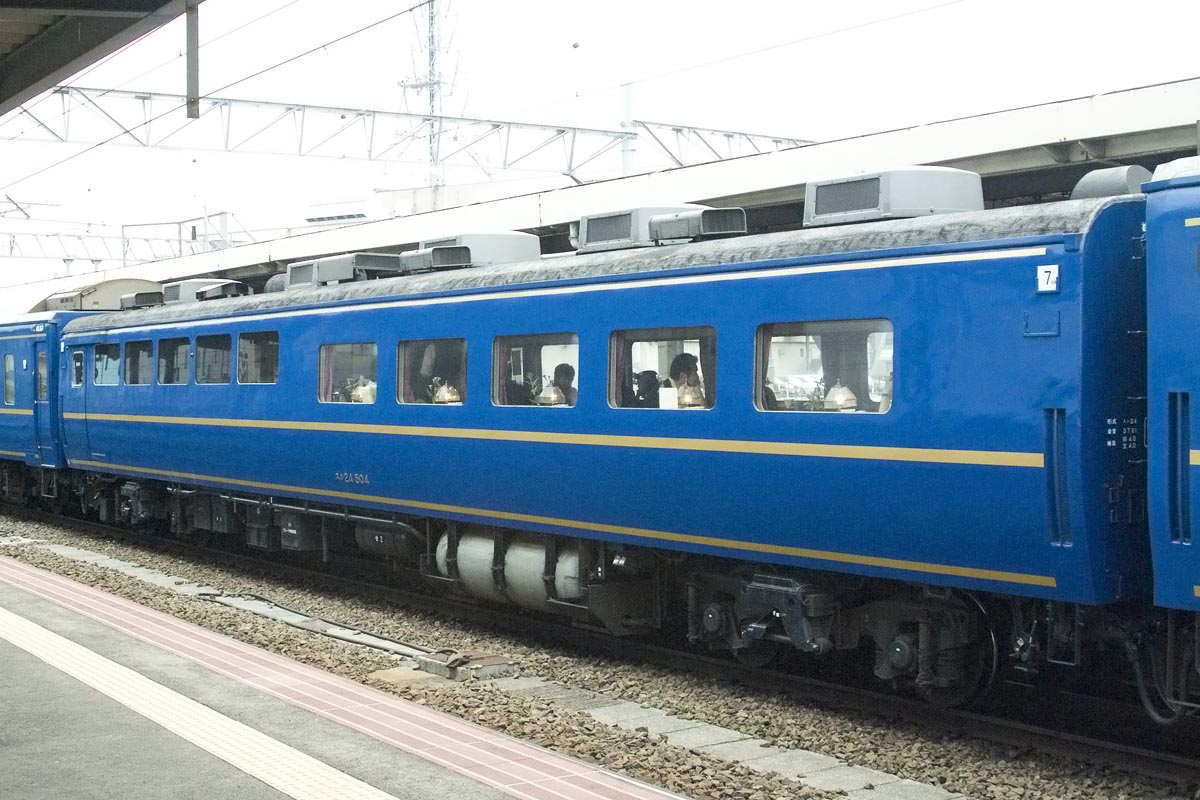
スシ24 504 「北斗星」用食堂車
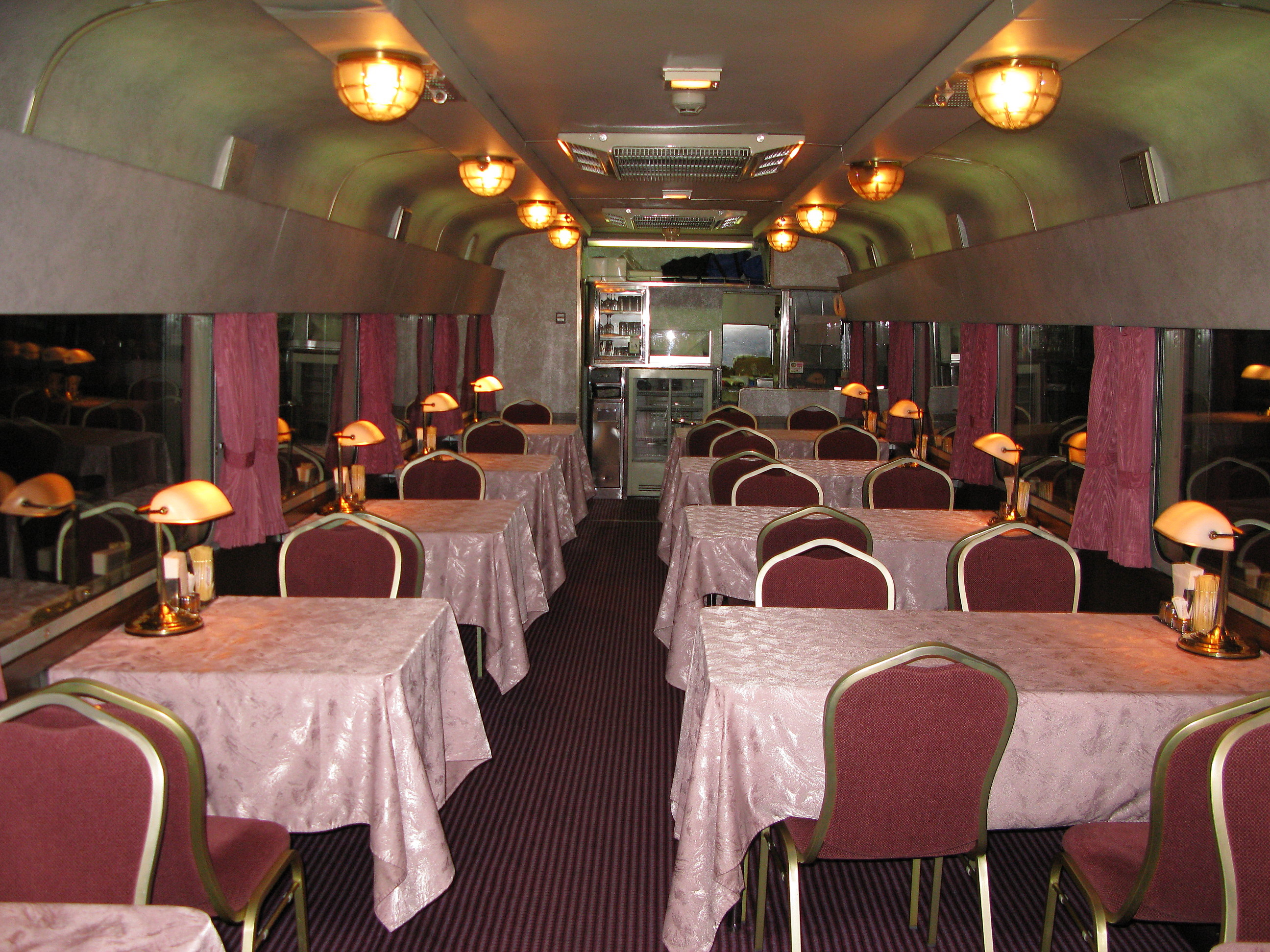
「グランシャリオ」 JR東日本所属車
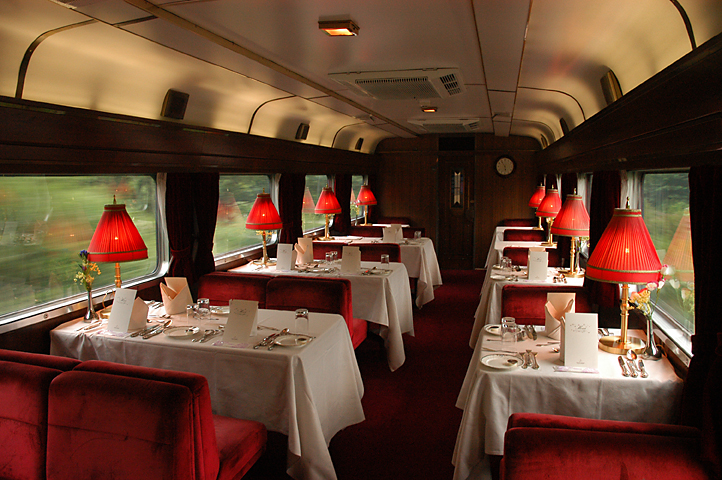
「グランシャリオ」
JR北海道所属車[注釈 46]
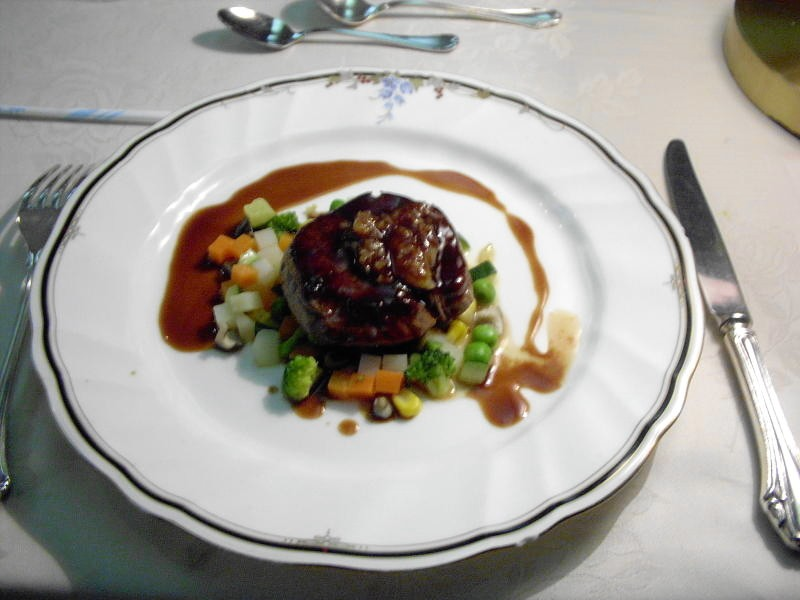
「北斗星」フランス料理
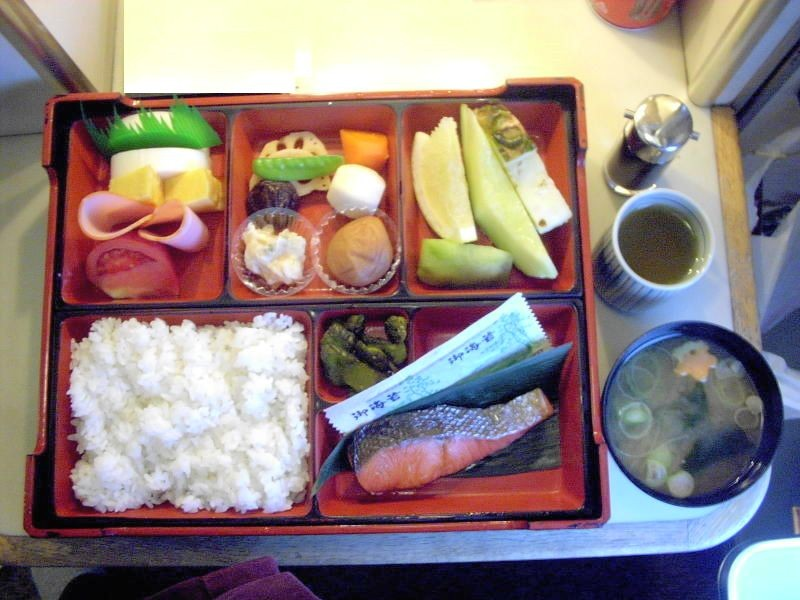
「北斗星」朝和定食
運行終了時とは内容が異なる[注釈 47]
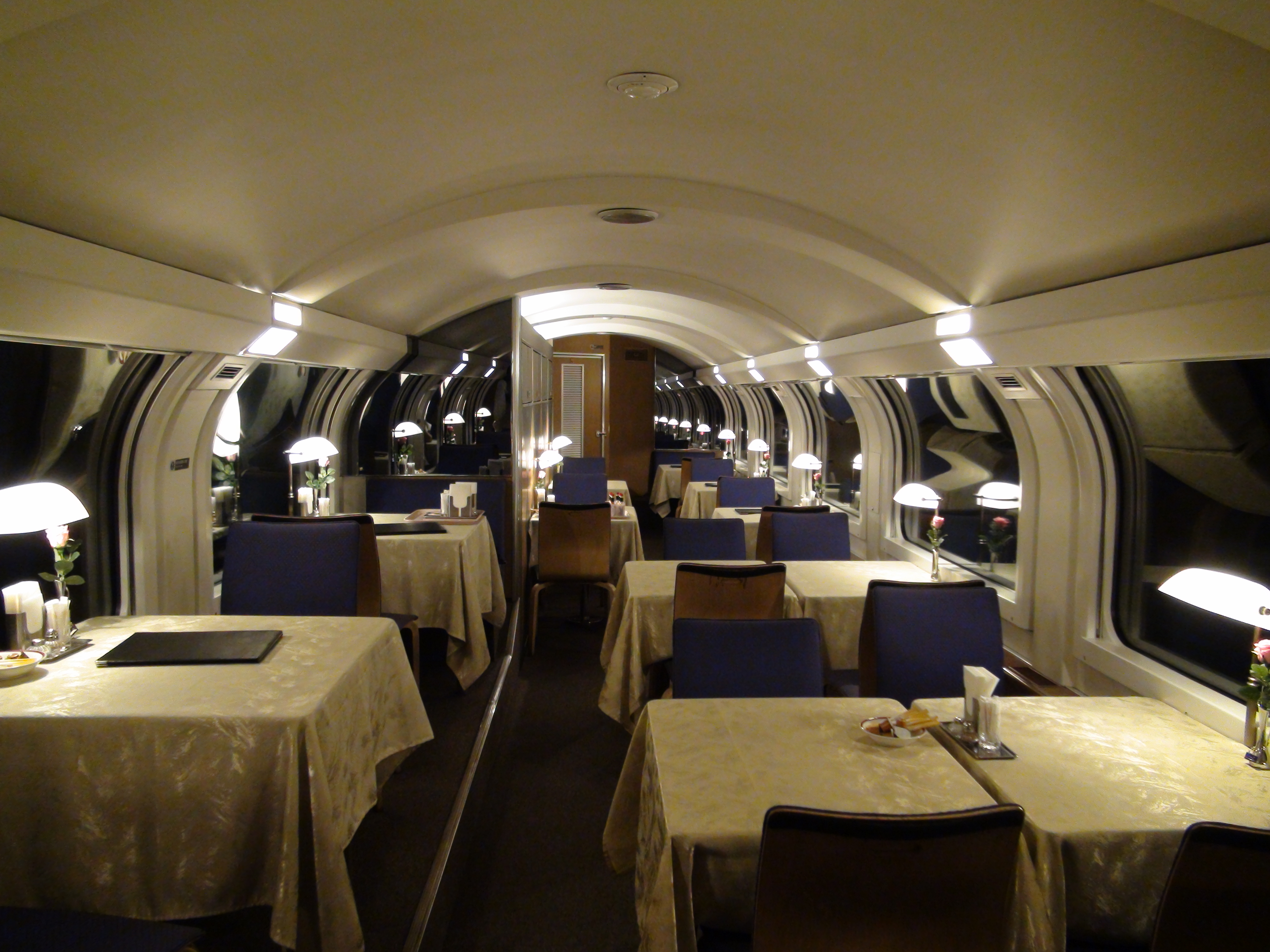
「カシオペア」食堂車内
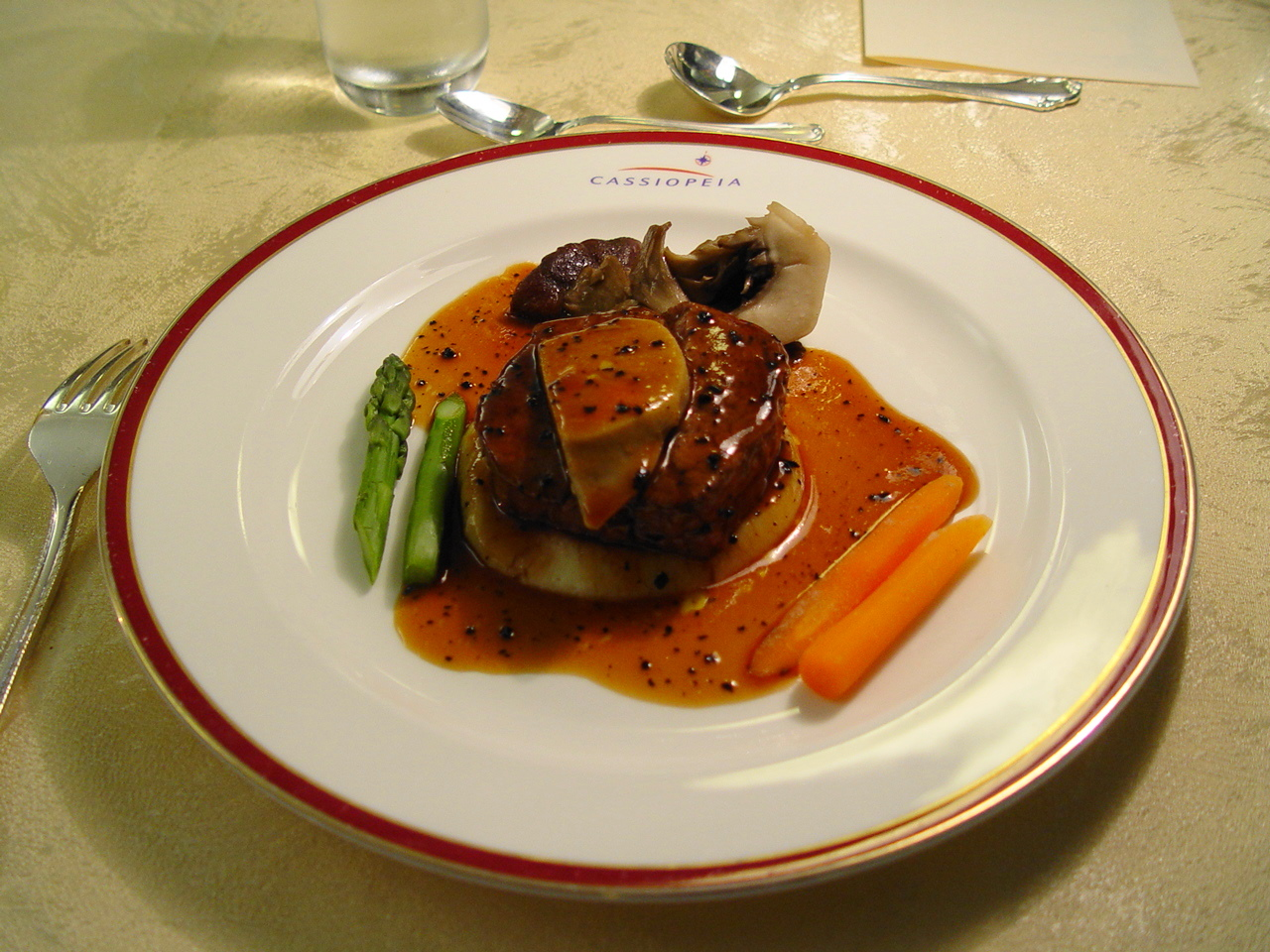
「カシオペア」フランス料理
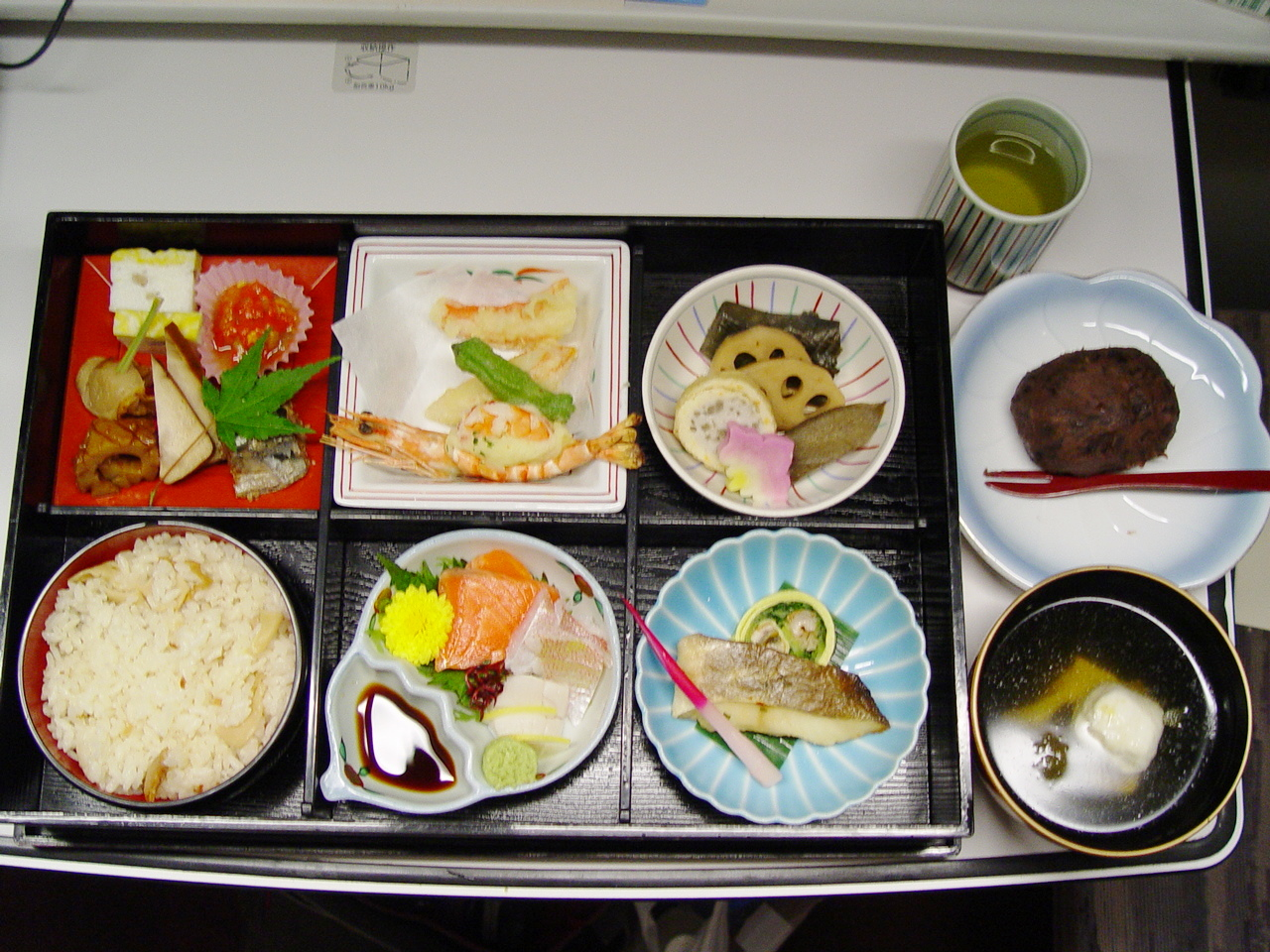
「カシオペア」懐石御膳

「北斗星」は2015年（平成27年）3月14日ダイヤ改正以降で臨時列車へ格下げ。青函トンネル区間での北海道新幹線試験走行本格化に伴い、同年8月22日発列車で廃止。
「カシオペア」は:北海道新幹線開業に伴い2016年（平成28年）3月21日上野駅到着列車で廃止。
「北斗星」に連結されていたスシ24形食堂車「グランシャリオ」は「トワイライトエクスプレス」同様にサシ481形・489形からの改造であるが、種車が1972年（昭和47年）以降に製造された車両であるため屋根上搭載冷房装置はAU13形のみである。廃止時点における「北斗星」ならびに「カシオペア」の営業形態は同一である。
- 出発時 - 21時過ぎ：「ディナータイム」として和洋食ともコース料理のみの予約制営業。
- 21時30分（利用状況により変動あり） - 23時（オーダーストップは22時30分）：ディナータイム終了後の「パブタイム」。列車利用者であれば予約なしでも利用できた。ハンバーグステーキやビーフシチュー（単品・定食）・スパゲッティ・カレーライス・ビール・ワインなどのドリンク類などを提供した。
- 6時30分 - ：予約なしで利用可能の朝食営業。メニューはドリンク類と和もしくは洋定食のみ。

- 2010年（平成22年）12月16日までは和洋食ともおかずは同一で、ご飯・味噌汁セット（和食）もしくはパン・スープセット（洋食）のどちらかを選択する形であったが、翌17日のリニューアルでおかずが和食・洋食で異なる形態となった。和洋ともデザートのプリンおよび食後のコーヒー・紅茶は共通。

食材は下り列車の始発である上野駅構内の加工センターで予め加工調理した物を搭載していた。
- ディナー・弁当用食材は予約人数と予備の分を合わせたものを準備。
- パブタイム用食材も車内で温めたりソースと合わせる直前まで加工。
- 朝定食用食材のうち、車内で行われる調理は和食は鮭切り身の塩焼き、洋食はスクランブルエッグ程度で、その他はフライヤーによる加熱調理で提供可能な状態に加工された。

到着駅である札幌では車内販売のビール樽・各種ドリンク程度のみの補充となるが、車内で調理する鶏卵等が予想よりも消費が多い場合などには稀に補充される場合もあった。
- このため折り返しとなる上り列車では、特に食材の1次加工に手間がかかるビーフシチューやハンバーグ等は積込数が限定されるため売切か売切間近となっていることも多く、他メニューも上野積載分の売切で終了となった。

前記の通り、観光列車の一環として食事サービスを提供する事例は21世紀になって複数の会社で実施されているが、下記の列車は運行を終了している。

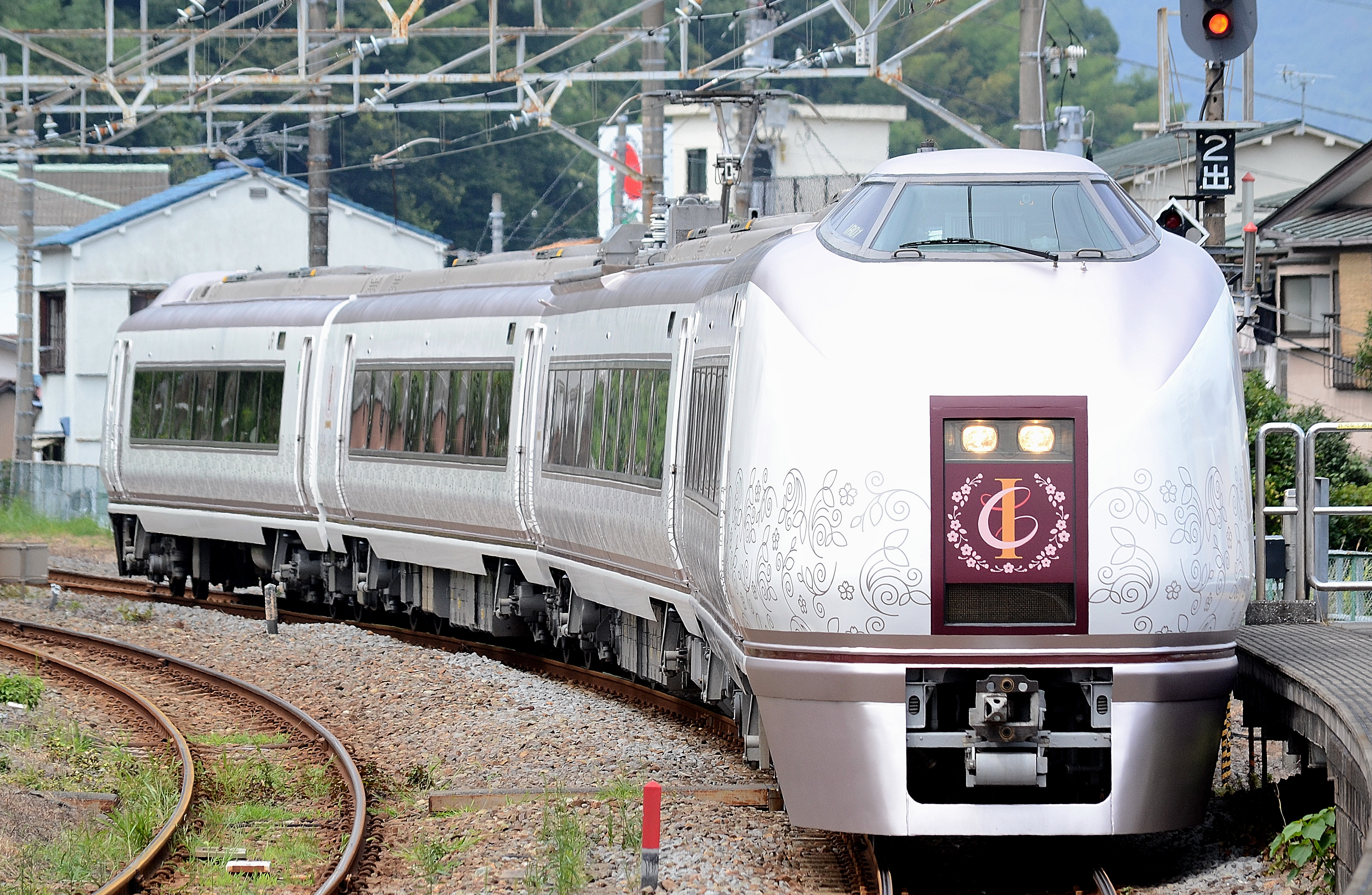
伊豆クレイル

「伊豆クレイル（IZU CRAILE）」
2016年7月16日から2020年3月29日まで、小田原 - 伊豆急下田間を土休日に1往復運行された快速列車で、651系電車を改造した座席定員98名/4両編成のジョイフルトレインだった。食堂車としての連結ではないが、1・3号車で料理を、バーカウンター・ラウンジを備えたパブリックスペースの2号車で酒類とつまみを提供した。
- クハ650-1007+モハ650-1007+モハ651-1007+クハ651-1101→クロ650-1007+モハ650-1007+モロ651-1007+クロ651-1101

1・3号車は食事・ドリンクをセットにした旅行商品として販売されたが、4号車のみ一般客向けに販売され、乗車券・普通列車用指定席グリーン券のみで乗車できたが、全車グリーン車指定席のため定期券、青春18きっぷならび北海道&東日本パスでの利用は不可だった。

#### 新幹線
東海道新幹線開業当初は、運転時間が短いため本格的な食堂車の連結は見送られ12両編成中に35形ビュフェ・普通合造車を2両連結して営業した。ビュフェ部はテーブルと回転椅子を装備した着席式で、メニューの上でも比較的食堂車に近い機能を有していた。大阪万博開催に伴う輸送力増強に伴い、編成を「ひかり」編成と「こだま」編成に分離し「こだま」編成では5号車を売店車（25形400番台）に差し換え、以降「こだま」用編成はビュフェ1両が正規となった。1972年の山陽新幹線岡山暫定開業時も、引き続き食堂車の連結は見送られた。
1975年の博多開業に際して、最速の「ひかり」でも所要時間が6時間以上となるために、1974年より既存のひかり編成に36形食堂車が組み込まれることとなり、博多開業を前に一度に96両が製造された。戦後、食堂車が新規かつ大量に製造されたのはこのときが最後である。新幹線では車体長が在来線より5m長く幅も50cm広いことから、在来線の設計を基本にしながらも食堂内の山側は4人掛け海側は2人がけのテーブル設置とし、山側に独立した通路を設置し通り抜け客と食堂車利用者の分離を図った。また、同時にビュフェ車は立食式の簡易形に設計変更された37形に移行した。
1985年にデビューした100系電車では、食堂車は2階建車両で2階は客席、1階は厨房と売店および通り抜ける乗客の通路とした、168形を組み込んだ（X編成）。しかし、1987年の増備車からは東京 - 新大阪間での運用が主体となることや、スピードアップにより食堂車利用客が減少しつつある状況を踏まえて、食堂車をやめて1階をカフェテリア、2階をグリーン車とした148形を組み込んだG編成に移行した。ただし、1989年から西日本旅客鉄道（JR西日本）が製造したグランドひかり用V編成では、東京 - 博多間での営業運転が主体となるため、再び168形食堂車とした組成に変更された。
全盛期には、臨時列車を含む全ての「ひかり」で全列車食堂並びにビュフェの営業が行われていた。後に一部の臨時「ひかり」で営業休止となり、さらに後には定期「ひかり」でも営業休止（いずれもビュフェのみ営業）の列車が現れた。一部列車ではグリーン車へのシートサービスも試みられていたが、カフェテリア車により食堂営業は縮小に転じた。さらに1992年の「のぞみ」運転用に開発された300系電車では食堂車が製造されず、1995年には0系「ひかり」食堂車は営業休止 となり、2000年には100系食堂車の営業も終了し、東海道・山陽新幹線での歴史に幕を閉じた。
特筆される例として、JR化後の1988年3月13日ダイヤ改正で運転が開始された「ウエストひかり」では、旅客需要の小さい山陽新幹線を運営するJR西日本が、航空会社との競合が激しい京阪神 - 北九州市・福岡市間での運転で最も売り上げを見込まれたことから、サービス政策上ビュフェを営業することとなった。これには0系37形のビュフェ室を拡大し、椅子とテーブルを設置するなどの大幅なアコモ改良を行い投入した。しかし、2000年に「ひかりレールスター」に置き換えられ、運転ならびにビュフェの営業を終了した。
運転時間が短い東北・上越新幹線では237形ビュフェ車のみとされた（2003年に営業終了）。また、100系同様に2階建車両も製造されたが、200系電車では食堂車は製造されずカフェテリア車の248形とされ、カフェテリアにはイートインスペースも設けて、簡易ビュフェ的な機能も持たせた。
300系電車のほか、同じくJR以降に製造された500系電車（東海道・山陽新幹線）、E1系電車やE4系電車（東北・上越新幹線）でも売店ないしサービスコーナー程度に留められ、現在運用されているN700系などではそれ自体が廃止されワゴンサービスによる車内販売のみとなっている。なお、E1系電車や700系電車では車内の自動販売機で弁当を販売していたこともあったが、売上が良くなかったことと補充の面倒さから自動販売機での販売はのちに取り止めている。
これら新幹線でも営業終了の理由は在来線と同様なもので利用率低下があったほか、次にあげる要因がある。
- スピードアップによる乗車（所要）時間短縮などの状況を踏まえJR各社が不要と判断した[69]。
  - 食堂車は中間の8号車に連結していたため、特に先頭車からでは揺れる車内を往復400mほど移動を強いることになるだけでなく、混雑した車内では移動だけで余計に時間をかけることになるため、スピードアップした現状ではニーズに合わなくなっていることを懸念した。
- 首都圏 - 九州間のように1,000kmを超える長距離移動では航空機利用が一般化したため、食堂車利用につながる長距離移動の需要も激減した。
- JR化後、特に300系以降の東海道新幹線においては、車両運用効率の向上や非常時の車両運用の円滑化ならびに輸送力の確保などを目的として編成の両数・定員・設備などを統一する方針を打ち出したことで、食堂車など輸送力減少や車両運用円滑化の妨げにつながる特殊車両の製造を取りやめる方針を採った（東海道新幹線#編成両数と座席数の統一も参照）。なお、のちに観光用も目的として将来的に復活させることも発表している。
- 実態としては「食堂車が（料理を注文しない客により）自由席代わりに使われる」ことが多く、客の回転が悪かった。
  - JR東海の葛西敬之は、後に「東京 - 新大阪間で客が2回転しかしない事が多く、良くても3回転だった」と語り、商売としての旨みが少ない食堂車よりも指定席車を増やした方が良いと判断したことを明らかにしている[70]。

営業担当業者は、博多開業の時点で日本食堂・ビュフェとうきょう（日本食堂から分離されたジェイダイナー東海に1993年4月合併→現・ジェイアール東海パッセンジャーズ）・帝国ホテル列車食堂・都ホテル列車食堂」の4社が担当していたが、上越新幹線開業で聚楽が、JR化後に運転開始された「ウエストひかり」で丸玉給食（1988年3月改正から2000年の同列車廃止まで）・にっしょく西日本（日本食堂からJR西日本エリアを分離。のちJウェストラン→現・ジェイアール西日本フードサービスネット）が新たに加わり合計7社が食堂営業を行っていた。当時の時刻表には列車ごとに担当の会社が記載されており、また一部では、ステーキやカレーなど一部の特化メニューによって営業を行う事例も見受けられた。なお、都ホテル列車食堂は1990年3月ダイヤ改正を以って、帝国ホテル列車食堂も1992年3月ダイヤ改正を以ってそれぞれ営業を終了した。

### JR化後に製造された食堂車
分割民営化後に東日本旅客鉄道（JR東日本）・西日本旅客鉄道（JR西日本）・九州旅客鉄道（JR九州）で新造したほか、北海道旅客鉄道（JR北海道）では改造名義だが車体新造された車両が落成した。
オシ25 901
1989年に東急車輛製造が製造したJR東日本「夢空間」用ダイニングカー。在来線車両では車体幅の関係から平屋建てでは新幹線用食堂車同様の隔離通路設置ができず、通り抜け不可にする目的から展望室付最後尾車とされた。2008年3月で営業運転を終了し廃車。
168-3001 - 3009
1989年から1991年にかけて川崎重工業、近畿車輛ならびに日立製作所笠戸事業所が製造した、JR西日本が保有する新幹線100系電車V編成（3000番台）用食堂車。新幹線車両で最後に製造された食堂車でもある。利用客の減少により2000年3月10日をもって食堂車は営業休止となり、2002年5月で定期運用から離脱。
サハシ787-1 - 14
1992年から日立製作所笠戸事業所ならびに近畿車輛が製造したJR九州787系電車用半室ビュフェ車。九州新幹線開業による運用距離・時間の短縮に伴い2003年に営業を終了し、全車がサハ787形200番台に改造されたが、のち（サハシ787-2⇒）サハ787-202がD&S（デザイン&ストーリー）列車第12弾「36ぷらす3」専用編成のビュッフェ車サロシ786-363に再改造され2020年10月16日よりデビューした。
マシE26-1
1999年に東急車輛製造が製造したJR東日本E26系客車の食堂車。編成全体が2階建車両として設計・製造されたことから、1階を編成中の通り抜け廊下と従業員用寝台、2階を食堂とし、上野寄り平屋構造車端部に厨房を設置する。「カシオペア」で2016年3月まで運用され、同年6月以降は団体専用列車で運用されている。
マシフ77-7002
2013年にJR九州が小倉総合車両センターで製造。厨房設備を備えており、「ななつ星in九州」専用編成のダイニングカーとして2号車に連結される。床下には1号車ラウンジカーと同じく電源装置を搭載する。
キシ86-1
2016年に近畿車両が製造したJR西日本のクルーズトレイン「TWILIGHT EXPRESS 瑞風」用食堂車。
E001-6
2016年に総合車両製作所横浜事業所が製造したJR東日本のクルーズトレイン「TRAIN SUITE 四季島」用食堂車。
サシE261-1 - 2
2019年に日立製作所笠戸工場が製造したJR東日本E261系電車のカフェテリア車。
キシ80 501
1988年5月に保留車だったキシ80 29を種車に、苗穂工場で改造したJR北海道のジョイフルトレイン「トマムサホロエクスプレス」用食堂車。編成に合わせて載せ換えた新造車体は座席車に採用されたハイデッカーではなく平屋構造であるが、車体断面形状は揃えられた。食堂定員は片側を1列としたためオリジナル車の32人から24人に減少。食堂利用者の減少に伴い1998年冬運行以降は編成から外され、2002年に廃車。

### 私鉄の食堂車

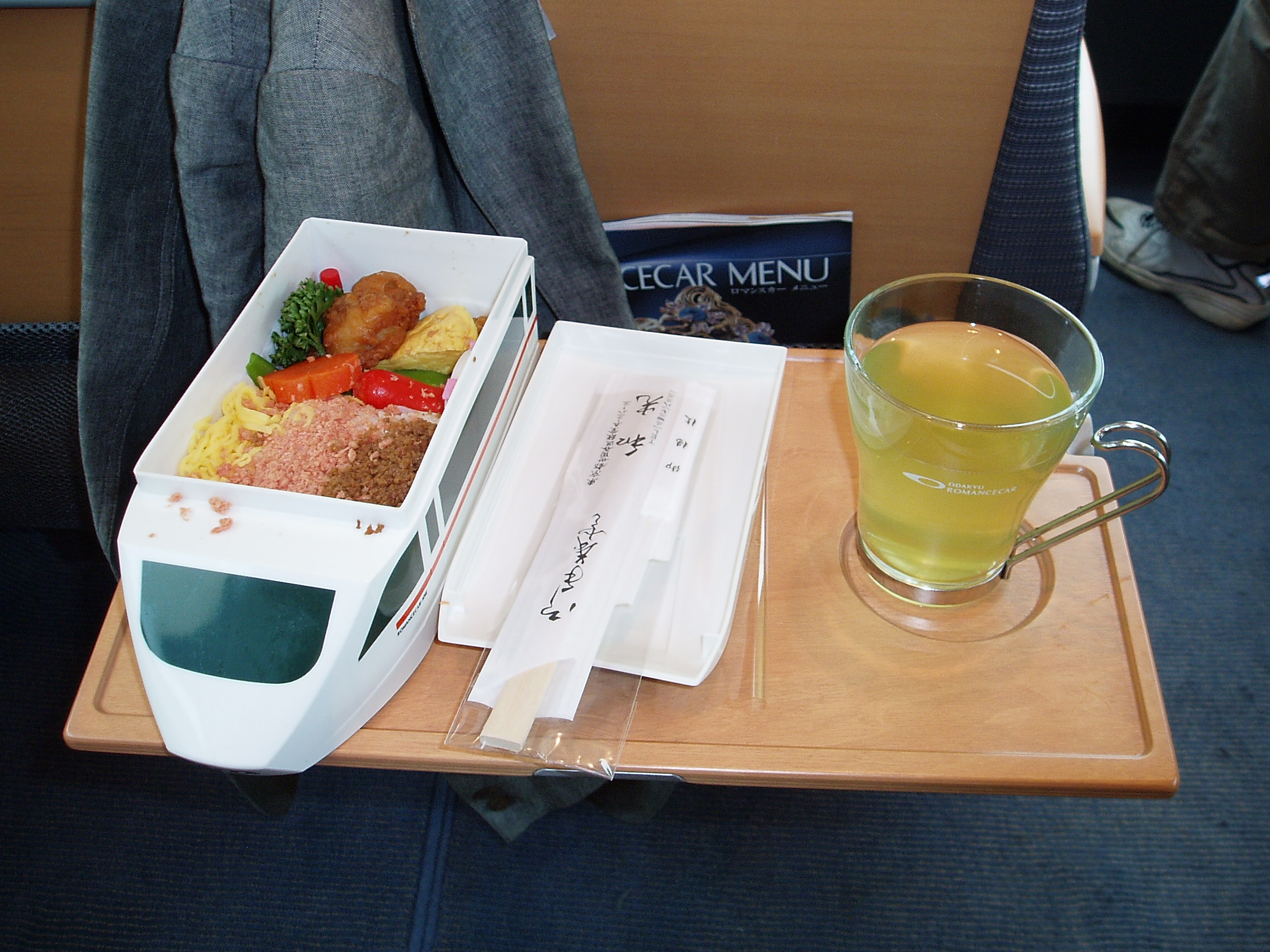
小田急ロマンスカー車内のシートサービス
お茶は缶入りや紙コップでなく車内専用のカップにて提供される

国鉄・JR以外の日本の鉄道事業者いわゆる私鉄では、所要時間が（国鉄→）JR線ほど長くないため厳然たる食堂車は存在せず、多くがビュフェなど軽食を提供するものにとどまる。
古くは南海鉄道（現・南海電気鉄道）が大阪 - 和歌山間の急行列車（浪速号・和歌号：1日2往復）で1等・喫茶室の合造客車を連結した。この車両は1907年の南海線電化完成時に喫茶室の営業を終了。1917年に廃車となったが、後に電7系ではコンセプトを踏襲する形と近い将来開業が予定されていた阪和電気鉄道に対抗する目的から、電車では日本初となる食堂車の電附6形が製造された。同車は手荷物室・特別室（特等）・本格的な厨房を備えた食堂の合造車で、食堂には日本の鉄道車両としては初となる扇風機を設置、さらに一部の車両ではこれも日本初となる車内ラジオ放送も行われた。
戦後、国鉄・JRと同じ事例で製造された本格的食堂車は1963年の伊豆急行サシ191のみである。サントリーが後塵を拝していたビール事業テコ入れのために観光地でのPRも兼ね「10年間は食堂車で車内でサントリー製品を販売する」という契約で伊豆急行に贈与という形で落成した。形式記号上は食堂車ではあるが、上述した理由から車内で本格的な食事が供される機会は少なく、ビアガーデンに類似した営業形態とされた。「スコールカー」の愛称が付けられ当初は話題になったものの相互乗入する伊東線では、国鉄が難色を示した。後に乗入を許可するも伊東線内営業休止を条件としたことから収益が上がらず次第に存在意義が薄れ、結果として伊豆急行線内での営業も早期終了、さらに連結そのものもされなくなり伊豆稲取駅側線に留置。契約の切れた1974年に普通車のサハ190へ改造。2004年に廃車となった。
私鉄の長距離列車としては最長でも距離は200km、乗車時間は2 - 3時間でしかないため供食設備・メニューも茶菓・軽食中心になっていた。小田急ロマンスカーや近鉄特急に存在したスナックカーでの調理スペースで調理（電子レンジで加熱）した軽食を座席まで運ぶシートサービス方式が主流で、東武鉄道100系（スペーシア）にはビュフェサービスが設置されているものの始発駅発車直後にスタッフが各座席にメニューを配り乗客が購入に出向く売店形式を採っている。ただし、これらの設備も通勤時間帯や運行距離の短い列車では、スタッフ人員の確保問題・着席サービスが優先であること・物品の補充問題などの理由により営業されない事例も多い。
2010年代に運行が開始された供食自体を目的とした諸列車については#現況を参照。本項では1990年代以降に定期列車で実施されていた供食サービスについて解説を行う。

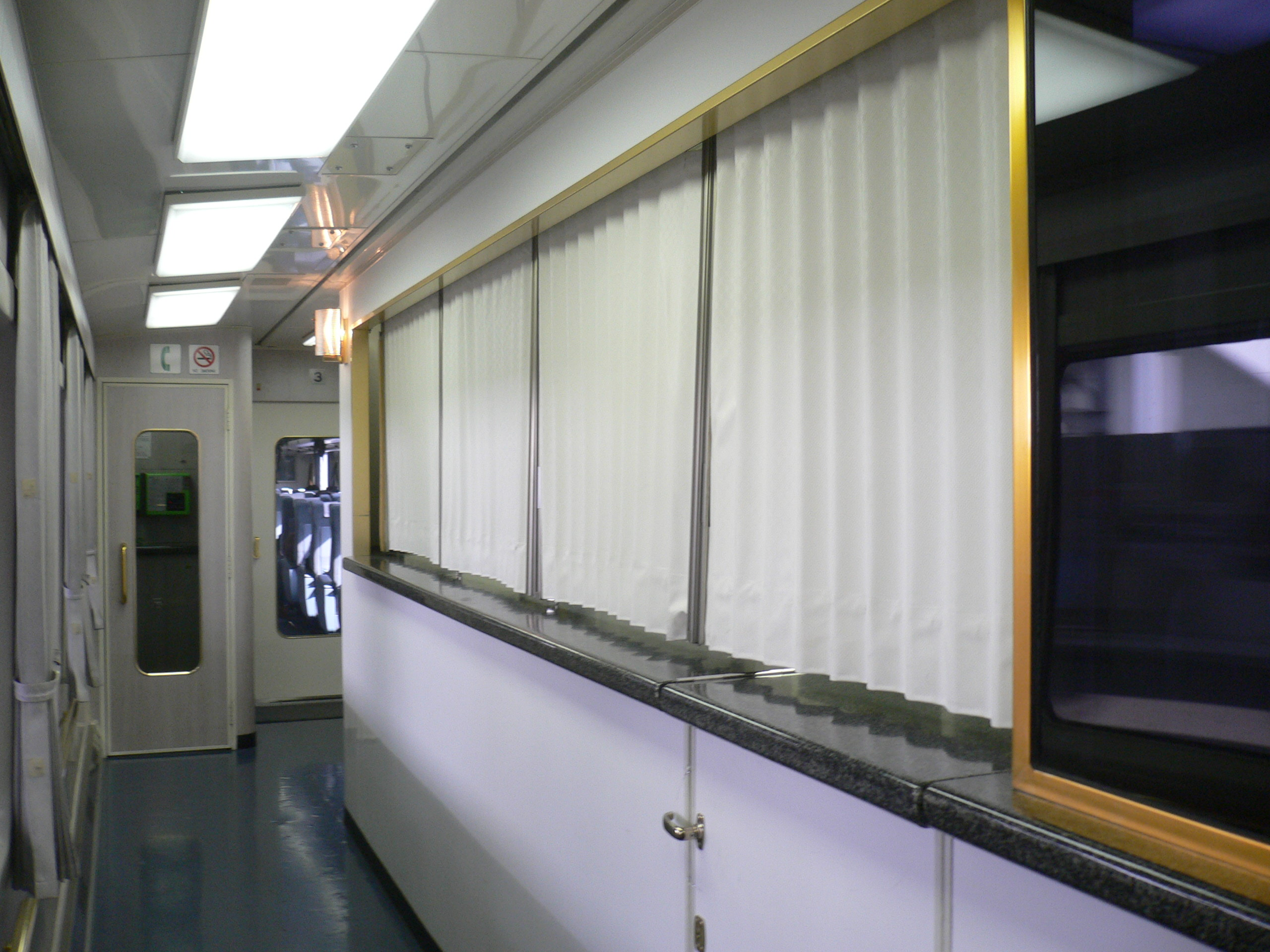
東武鉄道100系（スペーシア）
ビュフェコーナー

東武鉄道
東武鉄道では、かつて日光線特急スペーシア「けごん」・「きぬ」でビュフェサービスを行っていた。これは戦前に展望車「トク500形」に供食設備を備えさせ、最後尾に連結したことが起源である。第二次世界大戦の激化に伴い列車そのものが廃止されたが、戦後には5700系・1700系の売店で茶菓の販売を再開。固定編成を採用した1720系DRCで本格的なビュフェを初めて採用。1990年デビューの100系（スペーシア）では、座席までスタッフが運ぶ「シートデリバリーサービス」を導入した。しかし、人件費などの問題からデリバリーサービスについては1995年に廃止されており、現在では列車発車直後にメニューを配り、希望乗客はビュフェに出向き購入する売店形式に変更された。また、日光・鬼怒川方面への観光・行楽利用客の減少、中間停車駅で乗降する区間利用客の増加という日光線特急をとりまく環境の変化もあり、その後はワゴンサービスを主体とした車内販売に移行している。
2021年8月31日をもって、車内販売は一旦終了したが、2023年7月15日運転を開始したN100系「スペーシアX」において、カフェの営業を再開した。
小田急電鉄
小田急電鉄では1935年の「週末温泉急行」運行で茶菓のサービスが車内販売形式で行われたといわれている。戦後1948年に1910形でロマンスカー運行が復活した際に「走る喫茶室」の愛称で軽食茶菓のシートサービス を開始した。これらの運営スタッフは日東紅茶が1948年の再開時から、森永エンゼルが1968年から参入し担当した。
また昭和30年代から40年代にかけて、新宿から片瀬江ノ島まで夏期におつまみなどの軽食、ビールなどの飲料を積んで車内で飲食する「納涼ビール電車」（のうりょうびーるでんしゃ）を運行していたことがある。
しかし、箱根・江ノ島地区への行楽客輸送特化から、通勤・通学・買い物客の日常的な区間利用が主体になり、注文を受けてから提供まで時間がかかる「走る喫茶室」のサービスが実態からかけ離れたことから利用客が減少したという理由により、1995年に上述サービスは一旦廃止となった。これらにより車両販売が代替する結果となった が、「ロマンスカーの復権」を合い言葉に2005年にデビューした50000形「VSE」ではシートサービスを復活させた が、2016年3月26日のダイヤ改正で再び廃止となった。

## 日本国外の食堂車

### 北米

#### 歴史
アメリカ合衆国で本格的な食堂車が登場したのは1860年代である。それ以前にも供食設備を持つ客車は存在し、列車内における食事の提供は1830年代から行われていたようだが、継続的なサービスに繋がっていなかった。この時代、駅や車内では物売りが果物や軽食を販売し、食事時には食堂のある停車駅で食事のための停車時間がとられていたため、車内での飲食を望む優等旅客はそれほど多くなかった。
このような事情から、初期の食堂車のほとんどは客車の一部を食堂とした小規模なものであった。例外的な存在としては、寝台車サービスで有名なプルマン社が1868年に製造した全室食堂車「デルモニコ」がある。同社は優等旅客への供食サービスにも力を入れていたが、その主役はホテル・カーと呼ばれる厨房付きの寝台車で、食事時には座席にテーブルが据え付けられ食事が提供された。
全室食堂車が流行したのは1870年代後半で、東部や中西部の鉄道会社はこぞって食堂車を建造し、コース料理の提供をはじめた。この傾向は貫通路が開発され車両間の移動が簡単になったことで加速し、19世紀の終わりには長距離列車には食堂車の連結が当たり前となったが、経営的には慢性的な赤字であった。優等旅客を対象とすることからメニューはフランス料理やクレオール料理のコースが主流で客単価も高かったが、一流レストランと同等以上のサービスを提供するために多数の要員を必要としたことがそれ以上の費用を要した。このためプルマン社は波動輸送用の数十両を除いて全室食堂車を経営することはなく、各鉄道会社は自社で食堂車を経営し、旅客誘致の目玉としてサービスや味を競い合い、全盛期の1920年代には60の鉄道会社が1,000両以上の食堂車を運営していた。運営にあたってはサービス向上は勿論のこと、経営主体が同じであれば異なる列車でも同質のサービス提供を重視し、食器、ウェイターならびにウェイトレスの制服の統一が図られた。アッチソン・トピカ・アンド・サンタフェ鉄道（ATSF鉄道）で食堂車を受託経営したフレッド・ハーヴィ・カンパニーの制服はその典型的な例で、この制服をまとった女性従業員「ハービー・ガール」は中西部から西海岸にいたる広大な営業エリアでみられ、均質で高いサービスの象徴として好評を博した。
全盛期には食堂車のほかにビュフェ・カフェカー・ランチカウンターカーといった簡単な厨房を持つ車両で供食サービスを提供するケースも多く、コース料理を必要としない普通旅客に対する安価な食事の提供と優等旅客の軽食や喫茶の需要に応えることが求められ、長距離列車では目的に応じた設備を持つ車両が数両連結されるのが通常となった。
1940年代以降、食堂車は急速に衰退の一途をたどる。優等旅客は航空機に、普通旅客は長距離バス（グレイハウンド）にシェアを奪われ、鉄道を利用する旅客は大幅に減少し、多数の要員を必要とする食堂車の経営は成立しなくなり、多くは列車廃止とともに消滅するか、車内販売に置き換えられた。またサザン・パシフィック鉄道では大陸横断長距離列車でも自動販売機による軽食販売に置き換えており、劣悪なまでのサービス悪化がアムトラック成立の後押しをしたとも言われている。
その後、長距離旅客列車の多くは1971年にアムトラックに移行。食堂車も同社の経営となり現在に至る。

#### 現状
アムトラック長距離列車のほとんどで供食設備を備える。夜行列車ではコース料理を提供する食堂車を連結しており、中距離列車もカウンターとテーブル席を備えたホットドッグやサンドウィッチを提供するカフェ・カーを連結している。分割・併合などの関係で食堂車が連結されない編成でも、寝台客に対してボックスランチ形式の食事が提供される。運転時間が長大であることと、駅構内の売店が少ないことや弁当という風習が一般的でないことなどがその理由である。なお、アムトラックでは1986年に寝台料金の10%値上げとともに寝台利用客の食事を原則無料としている。また、高速列車のアセラ・エクスプレスでは、カフェ・カーを連結しているほかにファーストクラス利用者に対して食事のシートサービスが行われている。
特異な例として、ニューヨーク近郊を走るメトロノース鉄道のニューヘイブン線では通勤形電車にビュッフェつき車両（バー・カー　Bar Car）を連結した電車を走らせ、夕方から夜にかけての一部の列車で軽食やアルコールの販売を行っていたが、2014年の新型車導入を契機に一旦廃止された。しかし2016年、今後の増備車においてこのバー・カーが再び導入されることが報じられた。
カナダの旅客列車を運行するVIA鉄道においても事情は同様であるが、中距離列車では、供食車両を設ける代わりに旅客機の機内食同様の食事のシートサービスが行われている。
また北米の保存鉄道では、ランチトレインやディナートレインといった日本国内で運行される観光列車同様な「列車の中で料理を食べる」ことを目的とする列車を運行するケースも多く、一例としてカリフォルニア州のナパバレー・ワイントレイン がある。

### ヨーロッパ
西ヨーロッパでは日本と同様、食堂車は減少・簡略化傾向にあるが、その様相は国ごとに異なる。
フランスでは、かつて「ル・ミストラル」などの優等列車ではフルコースのフランス料理が提供されていたが、夜行列車を含めてサンドウィッチ程度の軽食を提供するビュフェ車以外は全廃されている。ドイツ・イタリア・スペインなどに向かう国際列車に食堂車を連結するものがあるが、これらはすべて乗り入れ先の国側の鉄道事業者が運営するものである。TGVなどの高速列車では狭義の食堂車は連結されていないが、Barと呼ばれるビュフェ車が連結されている。イギリス方面のユーロスターなどでは1等車の乗客向けに航空機の機内食同様の配膳サービスが行なわれている。
ドイツでは、国際列車や夜行列車を除く本格的な食堂車のビュフェ車（ビストロ）への改装が進められ、ドイツ鉄道（DB）が運行するインターシティの供食設備はすべてビュフェ車となった。2023年12月に車両老朽化を理由としてDBが運行するインターシティのビュフェ車は廃止された。一方で、1991年以降に長距離列車の主軸を担っているICEでは従来通りの食堂車営業を続けている（一部の編成ではビュフェ車のみ連結）。食事メニューは調理済み食品をレンジで温め、食器に盛り付けて供するという飛行機の機内食に準じた合理化されたものであるが、厨房にはビールサーバーやコーヒーマシンが備え付けられており、他国に比べると豊富で経営規模も比較的大きい。とはいえ慢性的な赤字であることは変わりなく、2002年以降はICEの運行主体であるDBフェルンフェルケール自らが食堂車の運営も行い、乗客向けの車内供食サービスという位置づけを明確にしている。
一方、イタリア、スイス、スペインや中央ヨーロッパ諸国では昼行列車の食堂車のてこ入れが積極的に行われている。ユーロスター・イタリア（現在は廃止）の食堂車は本格的な厨房設備を擁する。スイスではファストフード店に似た供食設備を持った車両の試みも行われているほか、一部私鉄の列車にも食堂車が連結され大手私鉄のレーティッシュ鉄道では10両以上の食堂車を保有し、氷河急行などの特別列車のほか通常の急行列車の一部にも食堂車が連結される。スペインでは、国内の長距離列車・国際列車などでのフルコースメニューを中心としたサービスが継続されている。
西ヨーロッパの夜行列車の個室寝台車では、簡単な朝食のサービスを行う列車が多く、朝食料金は寝台料金に含まれている場合が多い。夜行列車の夕食・朝食時刻は前夜指定するのが通例だが、客席まで朝食が届けられる場合と夕食同様に指定した時刻に食堂車へ客が赴く場合の2種類が存在する。
ドイツのデュッセルドルフとクレーフェルトを結ぶKバーンと呼ばれる路面電車路線には、1924年以来断続的に食堂車が組み込まれてきたが、リース期限が到来したことで2014年12月をもってサービスを終了した。運営事業者は後継となる食堂運営者の選定を2016年に断念し、車両は通常の接客設備に改造された。またデュースブルク方面とを結ぶ路線にも1949年から1998年まで連結されていた。詳しくは食堂車 (ラインバーン)を参照。

### 中国
中華人民共和国では運行時間が2時間程度の広九直通列車（現在は廃止）から最も長いものでは広州 - ラサ間で運行されるZ264/265・Z266/263次列車は55時間以上かけて走破する長距離列車に至るまで食堂車が連結されているケースが多い。
食堂車は中国語では「餐車」（餐车：ツァンチョー cānchē）と呼称される。中華料理は地方によって味付けの違いに特色があるが、食堂車でも所属鉄路局によって味付けに地方色がある。また、中国の食堂車は乗務員の食事を賄うのが主であるため、所属鉄路局や列車の等級によってサービスや料理の質が異なる。
メニューは炒め物中心で朝食は粥や麺料理のみの場合が多いが、一部の列車ではセットメニューの提供やバイキング（自助餐）も実施。飲料はビールなどアルコール類のみの提供であるが、水や茶などは持ち込みも可能である。また、車内販売の弁当（盒饭）も食堂車で調理している。
従来の車輛では石炭コンロによって調理されていたが、2004年に登場した25T系客車 から電気コンロや電子レンジが装備されるようになった。なお、高速鉄道の食堂車には厨房設備自体がないため電子レンジ加熱品のみの提供となった。

### 韓国
韓国では、セマウル号を中心にソウルプラザホテル運営の食堂車を連結し、車内で朝鮮料理の提供を行っていた。ソウルプラザホテルは食堂車営業を行うにあたって、当時の日本国内で食堂車事業者だった日本食堂および帝国ホテルで研修を受けてノウハウを習得したため韓国の食堂車は盛り付けや配膳で日本との類似点が多い。しかし、1997年に起こった韓国通貨危機後にソウルプラザホテルが運営から撤退。その後はアシアナ航空の機内食を担当するランチベル社が事業継承するものの2008年9月に撤退。このほかにはハンバーガーを提供するロッテリア運営の食堂車も存在した。食堂車はその後、改造し軽食を中心とした「カフェ客車」として運用されていたが、ほどなく営業を中断する列車が相次ぎ、2018年から立席客用に車内にロングシートを設置し、自動販売機を設置した自由席客車に再改造されている。2004年3月開業の韓国高速鉄道 (KTX) には連結されていないが、2010年3月2日より運行を開始したKTX-山川ではスナックバーコーナーが設置されるものの、座席増設のため、現在は撤去されている。
2019年現在では、海列車等一部の観光列車にスナックバーコーナーが、純粋な食堂車はクルーズトレインヘランが唯一の存在となるが、厨房設備はなく調理済み料理を搬入し、車内で盛り付け程度に限られる。

### 台湾

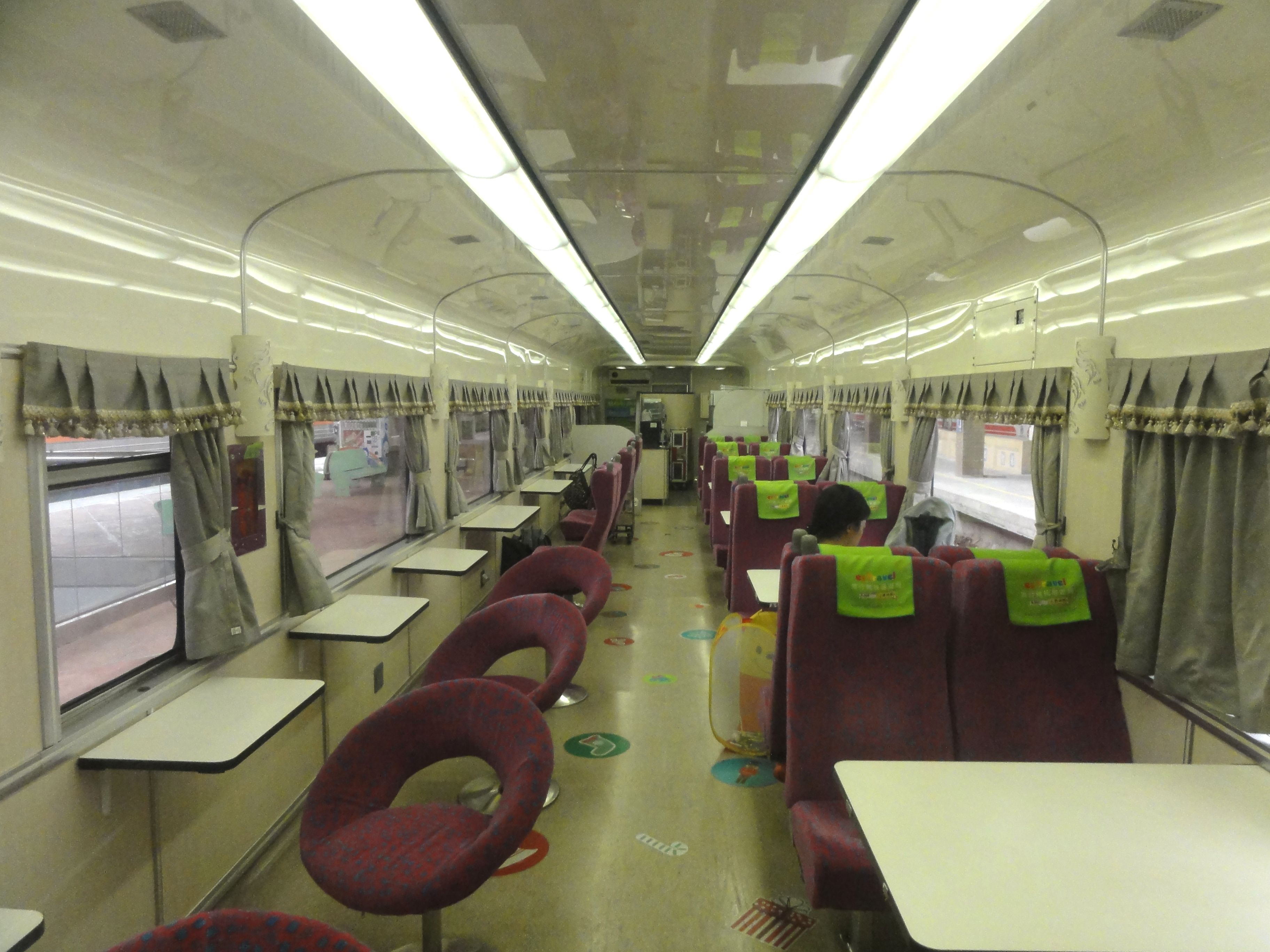
莒光号観光列車食堂車

日本統治時代の1912年（大正元年）から食堂車が存在し、中華民国の台湾鉄路管理局となってからも洋食を提供する食堂車が連結されていた。しかし、「莒光号」に連結されていた食堂車を最後に、1980年代に姿を消した。また、2002年に自強号に半室ビュフェ車が連結されたが、外部業者への委託営業であり、その上多額の欠損を出した結果、短期間で営業を終了した。現在では、一部観光列車でのみ運用されている。

### ベトナム
ベトナムの列車にも食堂車が連結されているが、食堂車は乗務員の休憩スペースとなっており、乗客への供食は主に車内販売によって行われる。車内販売では、食堂車の厨房設備で調理した弁当やスープ、フォーなどが販売される。

### タイ

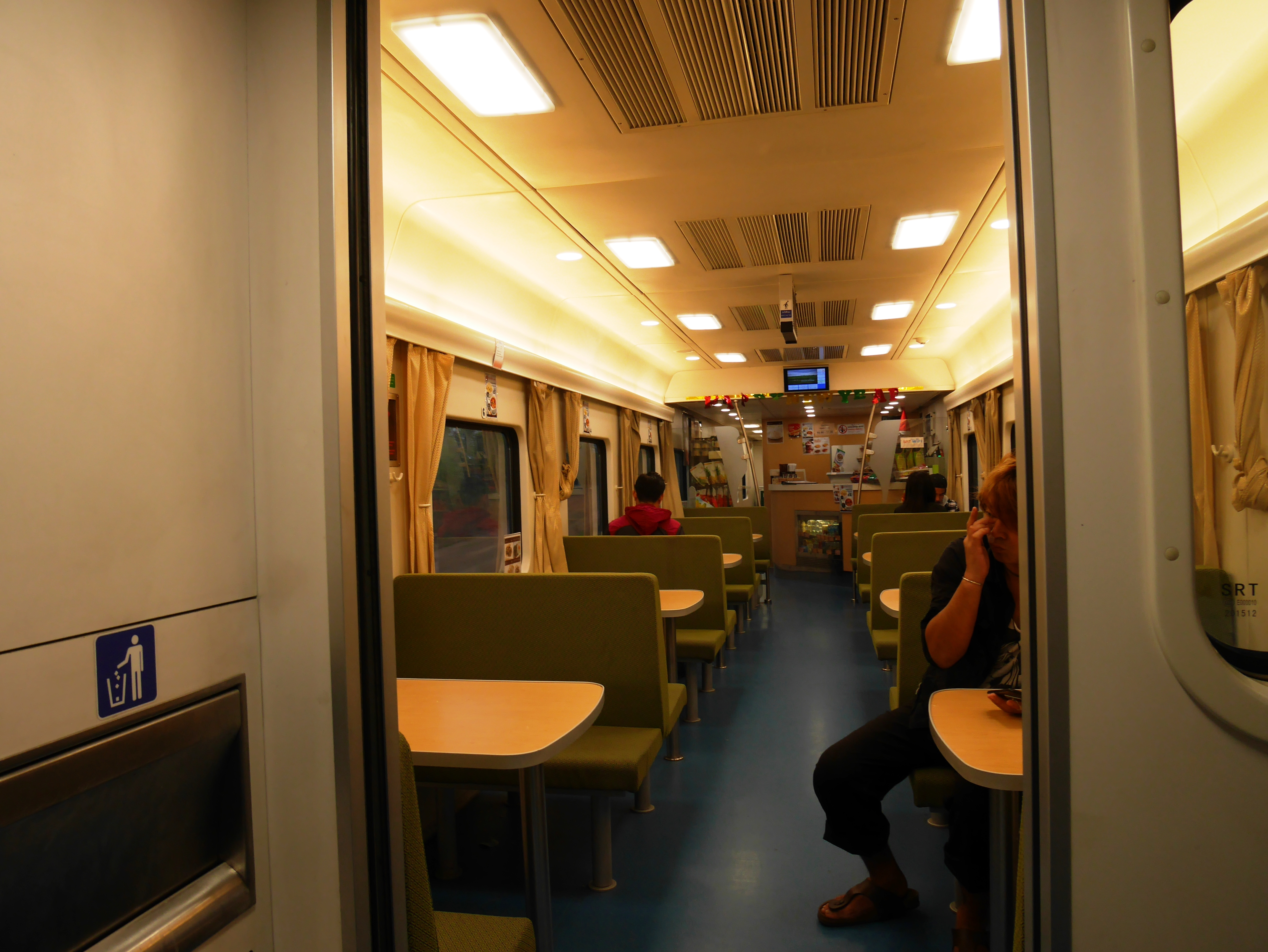
中国中車製タイ国鉄食堂車

タイでは、現在も国鉄の機関車牽引・客車によるクルンテープ駅発着の長距離特急列車において食堂車が営業している。ただ、食堂車も含めて車両が老朽化していることもあり、2014年に中国中車に食堂車9両を含む客車115両を新規に発注した。これらは2016年6月から同年末にかけて納入され、順次投入された。
なお、中国中車製の食堂車には厨房設備はなく、売店と飲食可能なフリースペースがあるのみである。フードメニューも用意されているが、予め調理済みのものを電子レンジで加熱して提供している（近鉄特急「しまかぜ」のカフェ車両のような形態）。また、1等車利用客に限り、客室内にあるモニターを通して直接注文しデリバリーを受けることが可能。

### インド
インドでは自分の座席や寝台を離れて食堂車へ行くという習慣は無いものの、長距離急行列車(Express, Mail)にはパントリー車（Pantry Car 略称PC）と呼ばれる厨房付き車両が編成内に含まれているものがある。この車両では食事や軽食の調製が行われ、車内で温かい食事をとることが出来る。容器は薄い紙もしくはアルミ箔製が多く使い捨てである。販売方法は従業員が座席や寝台をまわって注文をとり、食事の配達と代金の回収を行う方式だが、パコラやサモサなどの軽食や飲料は注文を取らずに随時歩き回って販売する。最上位の急行列車、事実上の寝台特急列車に位置付けられるラージダーニー急行（Rajdhani Express）などでは食事料金込みの運賃になっているなど、ライバルとなる国内線航空機の機内食サービスを意識したものとなっている。
2019年に登場した電車型特急列車のバンデーバーラト・エクスプレス（Vande Bharat Express）ではパントリー車が連結されたものの、全国的にはパントリー車を連結する列車は減少傾向となっている。コロナウイルス蔓延の影響もありラージダーニー急行でも運行距離が1,000 ㎞に満たない便では休止されたほか、日中運転される事実上の特急列車であるシャターブディー急行（Shatabdi Express）からもすべて外された。運行距離が2,000 ㎞を超えるような長距離の急行列車でも連結しないものが増えつつあるが、引き続き連結を行う一部の列車に対しては、更新された食堂車の連結が行われている。
宗教上の理由からベジタリアン向けのメニューが常備されており選択できる。手製の弁当を持ち歩く習慣もあり、車内で広げている旅行者や家族連れも多い。なお、パレス・オン・ホイールズ（Palace on Wheels）他インドには豪華観光列車（所謂クルーズトレインに相当する）がいくつかあるが、これらには正式な食堂車が連結されている。

### その他のアジア太平洋

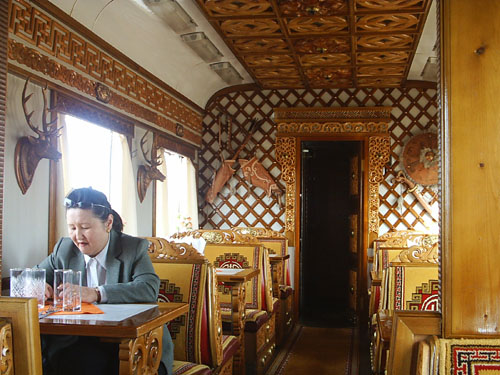
モンゴル鉄道の食堂車

韓国・台湾と異なりモンゴルやシベリア、サハリンでは一般的な営業が行われている。ただし、モンゴルでは国際列車のみでの営業で国内列車では車内販売のみとなる。一方、シベリアではシベリア鉄道の長距離列車で営業する。サハリンではユジノサハリンスク～ノグリキ間の夜間急行列車にある。ラオスに開業した中国ラオス高速鉄道「ランサン号」にも連結されているが、開業当初は未営業であった（現在はビュッフェ「花花小舗（Hua Hua Shop）」を営業）。マレーシア、インドネシア、スリランカなどでの営業が確認されているが、列車や車両種類によっては厨房・弁当準備基地・売店機能のみ営業の場合もある。かつては、フィリピンなどにおいても営業されていた模様であるが、現在は廃止もしくは休止されている。
オーストラリアでは、長距離列車特急のインディアンパシフィック、ザ・ガンに併結されているほか、メルボルンには路面電車に調理設備とテーブルを備え、市内を運行しながらディナーを提供するコロニアル・トラムカー・レストランと呼ばれる電車が存在するが、車両の安全面の理由から2018年より運休中。ニュージーランドにもある。

### 中南米

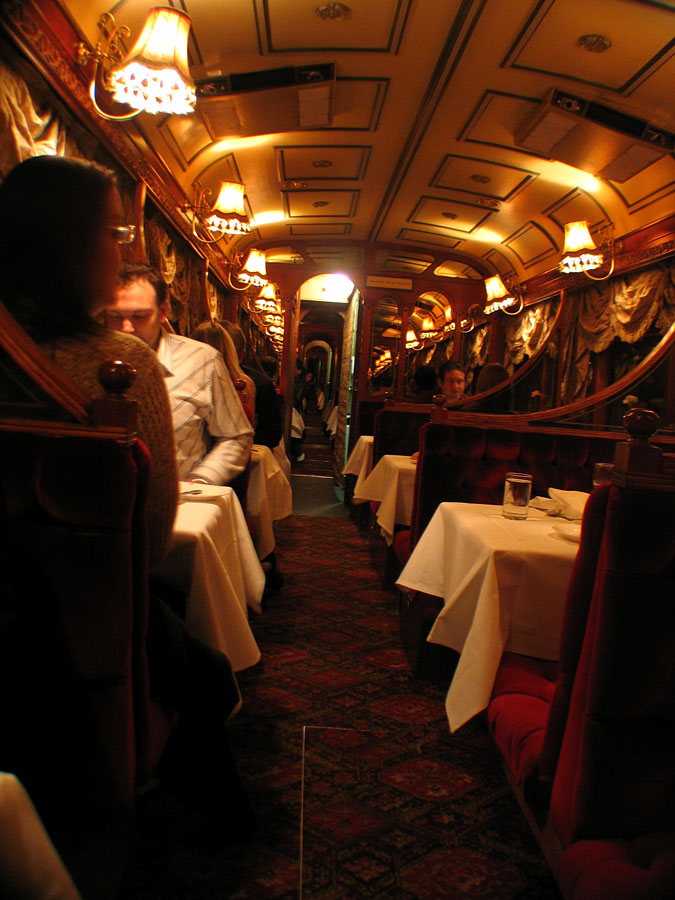
コロニアル・トラムカー・レストラン

チリ・アルゼンチン・キューバ・メキシコ（チワワ太平洋鉄道急行列車）で確認される。パラグアイの観光列車はスナック・飲み物のサービスがつく。

### 中近東
このほか、長時間走行を行う列車が存在する国や地域においては何らかの供食設備を持つことが普通であり、東ヨーロッパ・ロシア・アフリカなどで長距離列車が食堂車を連結・営業している。中近東ではカザフスタン・アルマトイ～タシケント、ウズベキスタン・タシケント～サマルカンド、トルコ「アンカラエクスプレス」、イラン寝台車、南アフリカ「ブルートレイン」、ロシア「赤い矢号特急」、ナイジェリア、ケニア、タンザン鉄道、アディスアベバ・ジブチ鉄道、モザンビーク鉄道・クアンバ～ナンプラ、ジンバブエ鉄道・ブラワヨ～チクアラクアラなどに連結。